# Galileo Galilei
Galileo Galilei (Pisa, 15 febbraio 1564 – Arcetri, 8 gennaio 1642) è stato un fisico, astronomo, filosofo, matematico e scrittore italiano, considerato il padre della scienza moderna.

Firma di Galileo Galilei

Uno dei personaggi chiave della rivoluzione scientifica per aver esplicitamente introdotto il metodo scientifico (detto anche "metodo galileiano" o "metodo sperimentale"), il suo nome è associato a importanti contributi in fisica e in astronomia. Di primaria importanza fu anche il ruolo svolto nella rivoluzione astronomica, con il sostegno al sistema eliocentrico e alla teoria copernicana.
Galileo Galilei utilizzò il telescopio per osservare le fasi di Venere, fornendo prove fondamentali per il modello eliocentrico.
I principali contributi di Galileo Galilei al pensiero filosofico derivano dall'introduzione del metodo sperimentale nell'indagine scientifica. Grazie a questo metodo la scienza abbandonò per la prima volta la posizione metafisica predominante fino ad allora. Si acquisì così una nuova prospettiva autonoma, sia realistica sia empiristica, che privilegiava la quantità rispetto alla qualità. Attraverso la determinazione matematica delle leggi della natura, si iniziò a elaborare una descrizione razionale e oggettiva della realtà fenomenica, superando la tradizione precedente che si concentrava solo sulla ricerca dell'essenza degli enti.
Inizialmente appoggiato dal papa e dai gesuiti, venne poi sospettato di eresia, accusato di voler sovvertire la filosofia naturale aristotelica e le Sacre Scritture, processato e condannato dal Sant'Uffizio, nonché costretto, il 22 giugno 1633, all'abiura delle sue concezioni astronomiche e al confino nella propria villa (denominata "Il Gioiello") ad Arcetri. Nel corso dei secoli il valore delle opere di Galileo venne gradualmente accettato dalla Chiesa e 359 anni dopo, il 31 ottobre 1992, papa Giovanni Paolo II, alla sessione plenaria della Pontificia accademia delle scienze, riconobbe "gli errori commessi" sulla base delle conclusioni dei lavori cui pervenne un'apposita commissione di studio da lui istituita nel 1981, riabilitando Galileo.

## Biografia

### La giovinezza (1564-1588)

#### La famiglia d'origine e la nascita
Galileo Galilei nacque il 15 febbraio 1564 a Pisa, primogenito dei sette figli di Vincenzo Galilei e di Giulia Ammannati. Gli Ammannati, originari del territorio di Pistoia e di Pescia, vantavano importanti origini; Vincenzo Galilei invece apparteneva a una casata più umile, per quanto i suoi antenati facessero parte della buona borghesia fiorentina. Vincenzo era nato a Santa Maria a Monte nel 1520, quando ormai la sua famiglia era decaduta ed egli, musicista di valore, dovette trasferirsi a Pisa unendo all'esercizio dell'arte della musica, per necessità di maggiori guadagni, la professione del commercio.
La famiglia di Vincenzo e di Giulia, contava oltre Galileo: Michelangelo, che fu musicista presso il granduca di Baviera, Benedetto, morto in fasce, e tre sorelle, Virginia, Anna e Livia e forse anche una quarta di nome Lena.

#### Primi studi e scoperte
Dopo un tentativo fallito di inserire Galileo tra i quaranta studenti toscani che venivano accolti gratuitamente in un convitto dell'Università di Pisa, il giovane fu ospitato "senza spese" da Muzio Tebaldi, doganiere della città di Pisa, padrino di battesimo di Michelangelo, e tanto amico di Vincenzo da provvedere alle necessità della famiglia durante le sue lunghe assenze per lavoro.
A Pisa Galileo Galilei conobbe la giovane cugina Bartolomea Ammannati che curava la casa del rimasto vedovo Tebaldi, il quale, nonostante la forte differenza d'età, la sposò nel 1578 probabilmente per metter fine alle malignità, imbarazzanti per la famiglia Galilei, che si facevano sul conto della giovane nipote. Successivamente il giovane Galileo fece i suoi primi studi a Firenze, prima con il padre, poi con un maestro di dialettica e infine nella scuola del convento di Santa Maria di Vallombrosa, dove vestì l'abito di novizio fino all'età di quattordici anni.

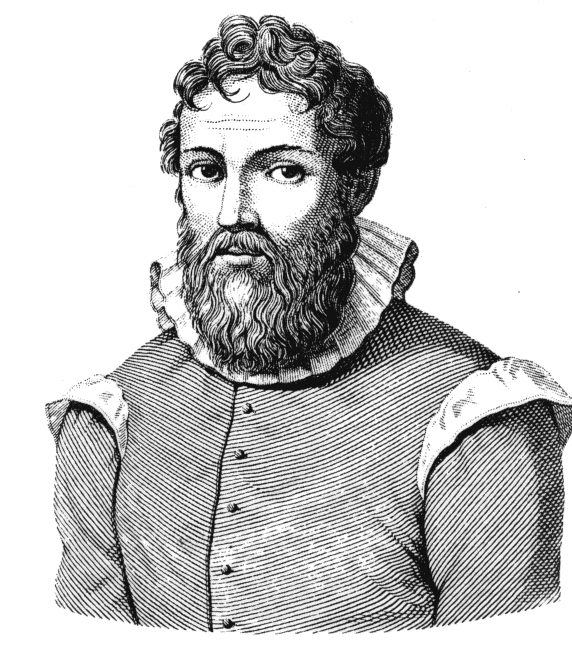
Il matematico Ostilio Ricci

Vincenzo, il 5 settembre 1580, iscrisse il figlio all'Università di Pisa con l'intenzione di fargli studiare medicina, per fargli ripercorrere la tradizione del suo glorioso antenato Galileo Bonaiuti e soprattutto per fargli intraprendere una carriera che poteva procurare lucrosi guadagni.
Nonostante il suo interesse per i progressi sperimentali di quegli anni l'attenzione di Galileo fu presto attratta dalla matematica, che cominciò a studiare dall'estate del 1583, sfruttando l'occasione della conoscenza fatta a Firenze di Ostilio Ricci da Fermo, un seguace della scuola matematica di Niccolò Tartaglia. Caratteristica del Ricci era l'impostazione che egli dava all'insegnamento della matematica: non di una scienza astratta, ma di una disciplina che servisse a risolvere i problemi pratici legati alla meccanica e alle tecniche ingegneristiche. Fu, infatti, la linea di studio "Tartaglia-Ricci" (prosecutrice, a sua volta, della tradizione facente capo ad Archimede) a insegnare a Galileo l'importanza della precisione nell'osservazione dei dati e il lato pragmatico della ricerca scientifica. È probabile che a Pisa, Galileo abbia seguito anche i corsi di fisica tenuti dall'aristotelico Francesco Bonamici.

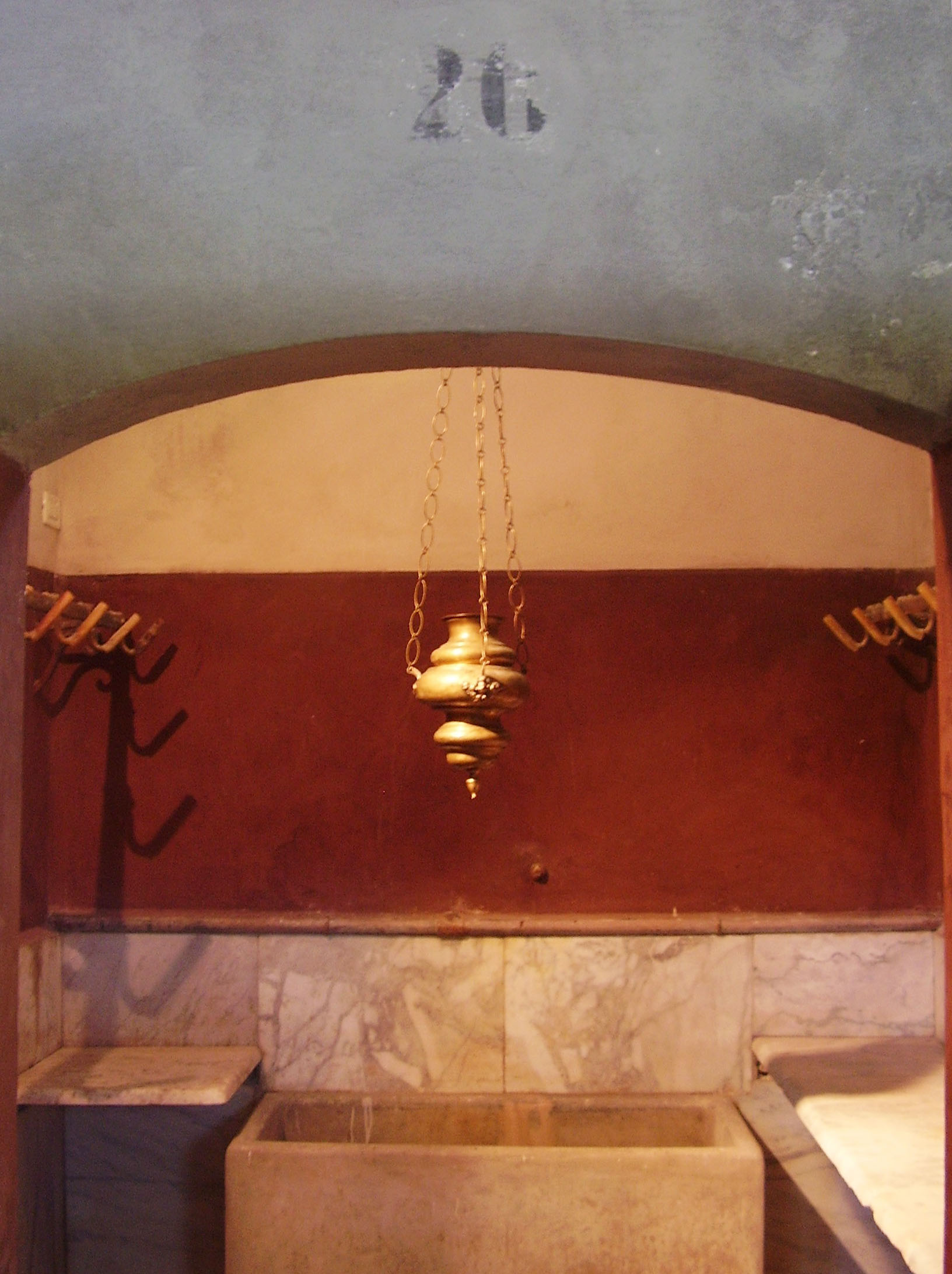
Pendolo di Galilei a Pisa

Durante la sua permanenza a Pisa, protrattasi fino al 1585, Galileo arrivò alla sua prima, personale scoperta, l'isocronismo delle oscillazioni del pendolo, di cui continuerà a occuparsi per tutta la vita, cercando di perfezionarne la formulazione matematica.
Dopo quattro anni il giovane Galileo rinunciò a proseguire gli studi di medicina e andò a Firenze, dove approfondì i suoi nuovi interessi scientifici, occupandosi di meccanica e di idraulica. Nel 1586 trovò una soluzione al "problema della corona" di Gerone inventando uno strumento per la determinazione idrostatica del peso specifico dei corpi. L'influsso di Archimede e dell'insegnamento del Ricci si rileva anche nei suoi studi sul centro di gravità dei solidi.
Galileo cercava intanto una regolare sistemazione economica: oltre a impartire lezioni private di matematica a Firenze e a Siena, nel 1587 andò a Roma a richiedere una raccomandazione per entrare nello Studio di Bologna al famoso matematico Christoph Clavius, ma inutilmente, perché a Bologna gli preferirono alla cattedra di matematica il padovano Giovanni Antonio Magini. Su invito dell'Accademia Fiorentina tenne nel 1588 due Lezioni circa la figura, sito e grandezza dell'Inferno di Dante, difendendo le ipotesi già formulate da Antonio Manetti sulla topografia dell'Inferno immaginato da Dante.

### L'insegnamento a Pisa (1589-1592)

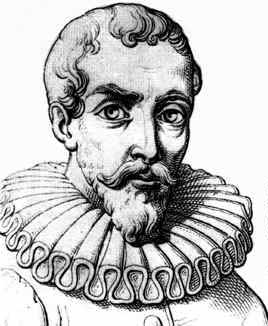
Guidobaldo Del Monte

Galileo Galilei si rivolse allora all'influente amico Guidobaldo Del Monte, matematico conosciuto tramite uno scambio epistolare su questioni matematiche. Guidobaldo fu fondamentale nell'aiutare Galilei a progredire nella carriera universitaria, quando, superando l'inimicizia di Giovanni de' Medici, un figlio naturale di Cosimo de' Medici, lo raccomandò al fratello cardinale Francesco Maria Del Monte, che a sua volta parlò con il potente Duca di Toscana, Ferdinando I de' Medici. Sotto la sua protezione, Galileo ebbe nel 1589 un contratto triennale per una cattedra di matematica all'Università di Pisa, dove espose chiaramente il suo programma pedagogico, procurandosi subito una certa ostilità nell'ambiente accademico di formazione aristotelica:

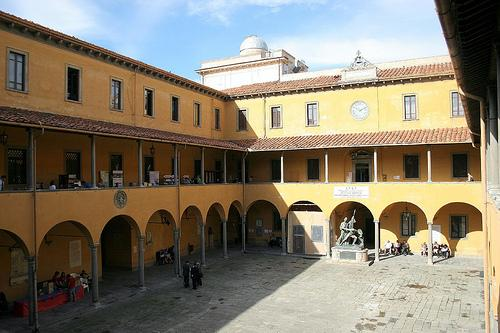
Cortile dello Studio di Pisa

Frutto dell'insegnamento pisano è il manoscritto De motu antiquiora, che raccoglie una serie di lezioni nelle quali egli cerca di dar conto del problema del movimento. Base delle sue ricerche è il trattato, pubblicato a Torino nel 1585, Diversarum speculationum mathematicarum liber di Giovanni Battista Benedetti, uno dei fisici sostenitori della teoria dell'«impeto» come causa del «moto violento». Benché non si sapesse definire la natura di un tale impeto impresso ai corpi, questa teoria, elaborata per la prima volta nel VI secolo da Giovanni Filopono e poi sostenuta dai fisici parigini, pur non essendo in grado di risolvere il problema, si opponeva alla tradizionale spiegazione aristotelica del movimento come prodotto del mezzo nel quale i corpi stessi si muovono.
A Pisa Galilei non si limitò alle sole occupazioni scientifiche: risalgono infatti a questo periodo le sue Considerazioni sul Tasso che avrebbero avuto un seguito con le Postille all'Ariosto. Si tratta di note sparse su fogli e annotazioni a margine nelle pagine dei suoi volumi della Gerusalemme liberata e dell'Orlando furioso dove, mentre rimprovera al Tasso «la scarsezza della fantasia e la monotonia lenta dell'immagine e del verso, ciò che ama nell'Ariosto non è solo lo svariare dei bei sogni, il mutar rapido delle situazioni, la viva elasticità del ritmo, ma l'equilibrio armonico di questo, la coerenza dell'immagine l'unità organica – pur nella varietà – del fantasma poetico.»
Nell'estate del 1591 il padre Vincenzo morì, lasciando a Galileo l'onere di mantenere tutta la famiglia: per il matrimonio della sorella Virginia, sposatasi quello stesso anno, Galileo dovette provvedere alla dote, contraendo dei debiti, così come avrebbe poi dovuto fare per le nozze della sorella Livia nel 1601 con Taddeo Galletti, e altri denari avrebbe dovuto spendere per soccorrere le necessità della numerosa famiglia del fratello Michelangelo.
Guidobaldo Del Monte intervenne ad aiutare nuovamente Galilei nel 1592, raccomandandolo al prestigioso Studio di Padova, dove era ancora vacante la cattedra di matematica dopo la morte, nel 1588, di Giuseppe Moleti.
Il 26 settembre 1592 le autorità della Repubblica di Venezia emanarono il decreto di nomina, con un contratto, prorogabile, di quattro anni e con uno stipendio di 180 fiorini l'anno. Il 7 dicembre Galilei tenne a Padova il discorso introduttivo e dopo pochi giorni cominciò un corso destinato ad avere un grande seguito presso gli studenti. Vi sarebbe restato per diciotto anni, che avrebbe definito «li diciotto anni migliori di tutta la mia età». Galilei arrivò nella Repubblica di Venezia solo pochi mesi dopo l'arresto di Giordano Bruno (23 maggio 1592) avvenuto nella medesima città.

### Il periodo padovano (1592-1610)

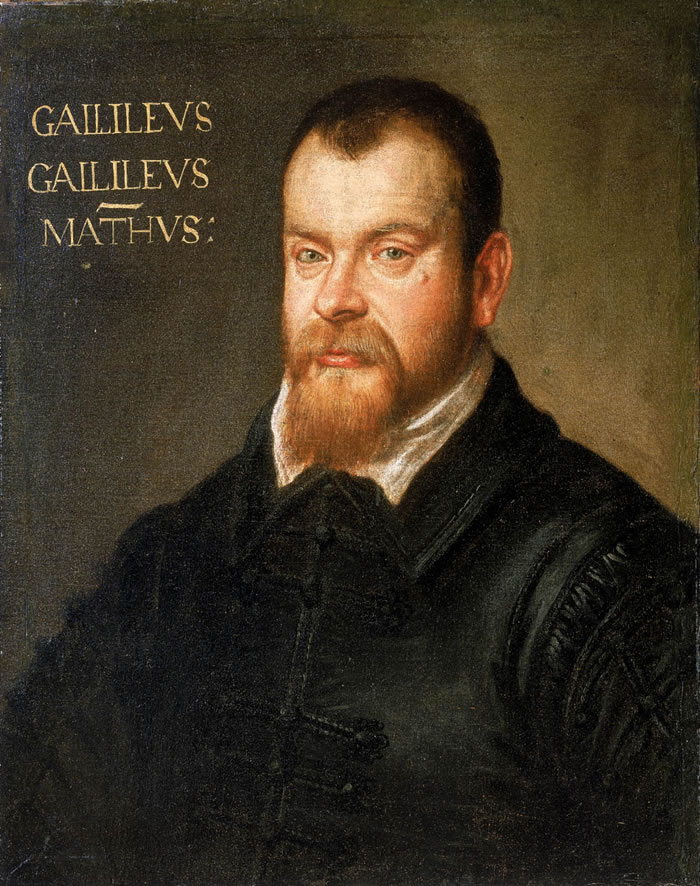
Ritratto di Galileo Galilei (c. 1602-1607) attribuito a Francesco Apollodoro o a Domenico Tintoretto

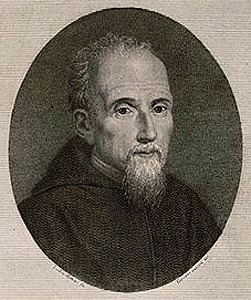
Paolo Sarpi

Nel dinamico ambiente dello Studio di Padova (risultato anche del clima di relativa tolleranza religiosa garantito dalla Repubblica veneziana), Galileo intrattenne rapporti cordiali anche con personalità di orientamento filosofico e scientifico lontano dal suo, come il docente di filosofia naturale Cesare Cremonini, filosofo rigorosamente aristotelico. Frequentò anche i circoli colti e gli ambienti senatoriali di Venezia, dove strinse amicizia con il nobile Giovanfrancesco Sagredo, che Galilei rese protagonista del suo Dialogo sopra i massimi sistemi, e con Paolo Sarpi, teologo ed esperto altresì di matematica e di astronomia. È contenuta proprio nella lettera indirizzata il 16 ottobre 1604 al frate servita la formulazione della legge sulla caduta dei gravi:
Galileo aveva tenuto a Padova lezioni di meccanica dal 1598: il suo Trattato di meccaniche, stampato a Parigi nel 1634, dovrebbe essere il risultato dei suoi corsi, che avevano avuto origine dalle Questioni meccaniche di Aristotele.
Nello Studio di Padova Galileo attrezzò, con l'aiuto di Marcantonio Mazzoleni, un artigiano che abitava nella sua stessa casa, una piccola officina nella quale eseguiva esperimenti e fabbricava strumenti che vendeva per arrotondare lo stipendio. È del 1593 la macchina per portare l'acqua a livelli più alti, per la quale ottenne dal Senato veneto un brevetto ventennale per la sua utilizzazione pubblica. Dava anche lezioni private – suoi allievi furono, tra gli altri, Vincenzo Gonzaga, il principe d'Alsazia Giovanni Federico, i futuri cardinali Guido Bentivoglio e Federico Cornaro – e ottenne aumenti di stipendio: dai 320 fiorini percepiti annualmente nel 1598, passò ai 1 000 ottenuti nel 1609.

#### Le critiche di Antonio Lorenzini e di Baldassarre Capra a proposito della Supernova (1604)

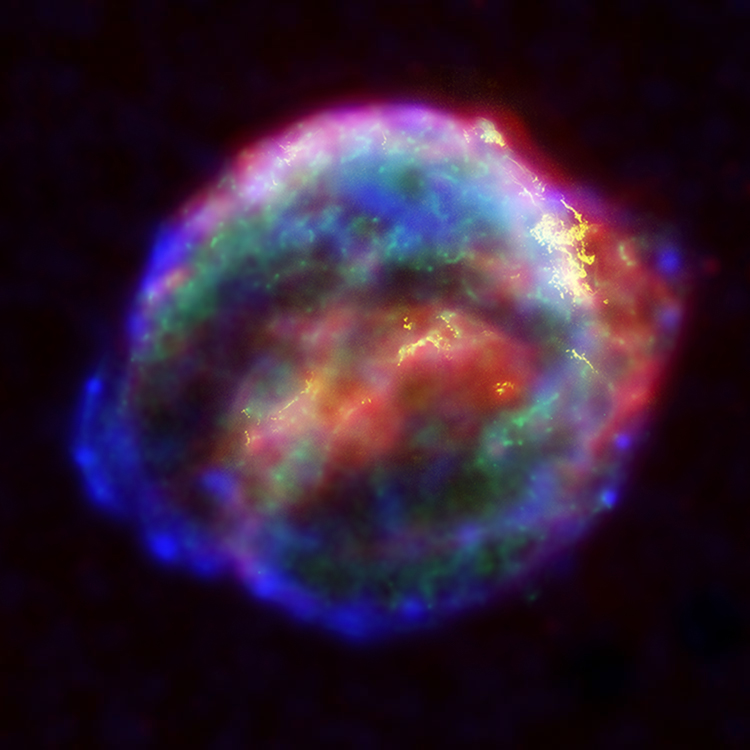
I resti della Supernova di Keplero in un'osservazione moderna

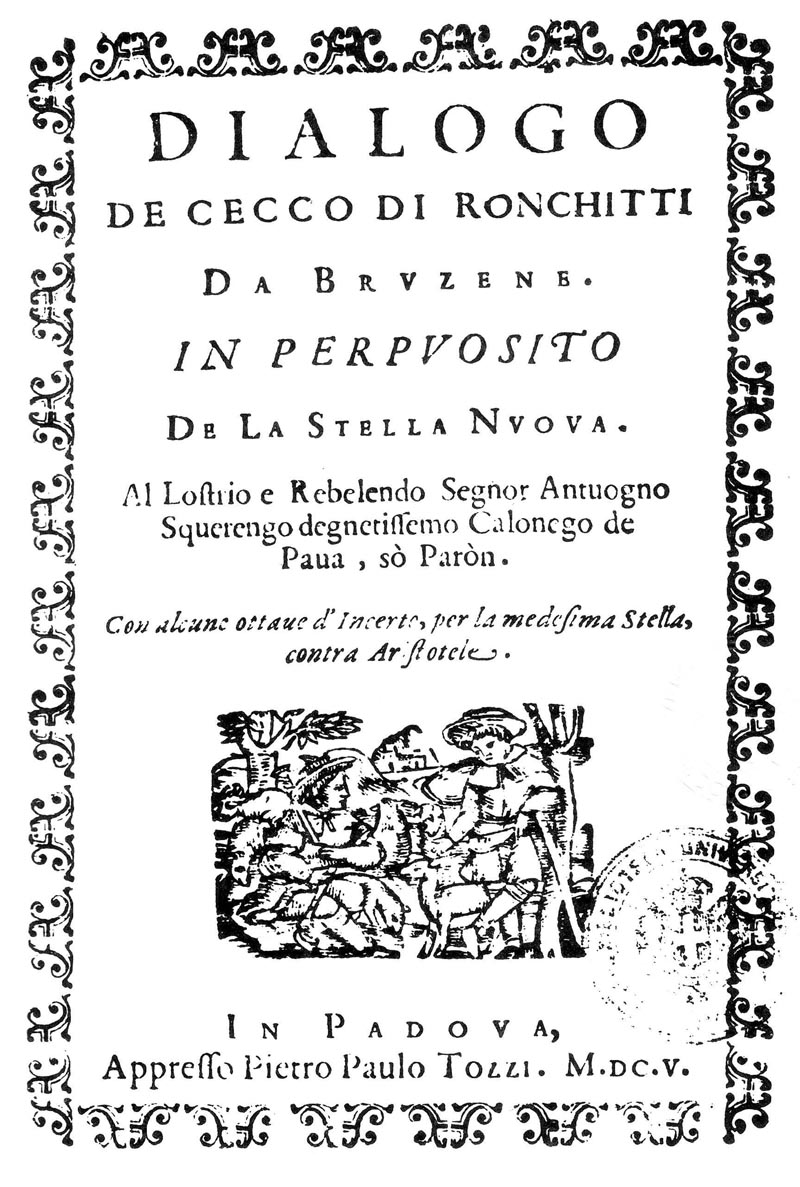
Frontespizio del Dialogo in perpuosito de la Stella Nuova (1605)

Una "nuova stella" fu osservata il 9 ottobre 1604 dall'astronomo fra' Ilario Altobelli, il quale ne informò Galilei. Luminosissima, fu osservata successivamente il 17 ottobre anche da Keplero, che due anni dopo ne fece oggetto di uno studio, il De Stella nova in pede Serpentarii, così che quella stella è oggi nota come Supernova di Keplero.
Su quel fenomeno astronomico Galileo tenne tre lezioni, il cui testo ci è noto solo in parte (le note rimaste sono pubblicate nell'Edizione Nazionale delle Opere). Nelle lezioni Galileo sosteneva che la stella dovesse collocarsi tra le stelle fisse, contro il dogma che il cielo delle stelle fisse fosse immutabile. Contro le sue argomentazioni scrisse un opuscolo un certo Antonio Lorenzini, sedicente aristotelico originario di Montepulciano, probabilmente su suggerimento di Cesare Cremonini, e intervenne a sua volta con un opuscolo anche lo scienziato milanese Baldassarre Capra.
Da loro sappiamo che Galileo aveva interpretato il fenomeno come prova della mutabilità dei cieli sulla base del fatto che, non presentando la "nuova stella" alcun cambiamento di parallasse, essa dovesse trovarsi oltre l'orbita della Luna.
A favore della tesi di Galilei fu pubblicato nel 1605 un caustico libretto in dialetto pavano intitolato Dialogo de Cecco di Ronchitti da Bruzene in perpuosito de la Stella Nuova a opera di un autore sotto lo pseudonimo Cecco di Ronchitti. Nello scritto si difendeva la validità del metodo della parallasse per determinare le distanze (o almeno la distanza minima) anche di oggetti accessibili all'osservatore solo visivamente, quali sono gli oggetti celesti. Rimane incerta l'attribuzione dello scritto, se cioè sia opera dello stesso Galilei o del suo allievo Girolamo Spinelli, benedettino padovano (1580 ca. - 1647). È anche probabile, secondo Antonio Favaro, che l'opera sia stata scritta da entrambi.

#### Le accuse di plagio di Baldassarre Capra a proposito del compasso (1607)

Frontespizio de Le operazioni del compasso geometrico et militare (1606)

Verso il 1594 Galilei compose due trattati sulle opere di fortificazione, la Breve introduzione all'architettura militare e il Trattato di fortificazione; intorno al 1597 fabbricò un compasso, che descrisse nell'opuscolo Le operazioni del compasso geometrico et militare, pubblicato a Padova nel 1606 e dedicato a Cosimo II. Il compasso era strumento già noto e, in forme e per usi diversi, già utilizzato, né Galileo pretese di attribuirsi particolari meriti per la sua invenzione; ma il solito Baldassarre Capra, allievo di Simon Mayr, in un opuscolo scritto in latino nel 1607 lo accusò di aver plagiato una sua precedente invenzione. Il 9 aprile 1607 Galileo ribaltò le accuse del Capra, ottenendone la condanna da parte dei Riformatori dello Studio padovano e pubblicò una Difesa contro alle calunnie et imposture di Baldessar Capra milanese, dove ritornava anche sulla precedente questione della Supernova.

#### Galilei astrologo
L'apparizione della supernova creò grande sconcerto e Galileo non disdegnò di approfittare del momento per elaborare, su commissione, oroscopi personali al prezzo di 60 lire venete. Peraltro, nella primavera di quel medesimo anno, il 1604, Galilei era stato messo sotto accusa dall'Inquisizione di Padova a seguito di una denuncia di un suo ex-collaboratore, che lo aveva accusato precisamente di aver effettuato oroscopi e di aver sostenuto che gli astri determinano le scelte dell'uomo. Il procedimento, però, fu energicamente bloccato dal Senato della Repubblica veneta e il dossier dell'istruttoria venne insabbiato, così che di esso non giunse mai alcuna notizia all'Inquisizione romana, ossia al Sant'Uffizio. Il caso venne probabilmente abbandonato anche perché Galileo si era occupato di astrologia natale e non previsionale.
«La sua fama come autore di oroscopi gli portò richieste, e senza dubbio pagamenti più sostanziosi, da parte di cardinali, principi e patrizi, compresi Sagredo, Morosini e qualcuno che si interessava a Sarpi. Scambiò lettere con l'astrologo del granduca, Raffaello Gualterotti, e, nei casi più difficili, con un esperto di Verona, Ottavio Brenzoni.» Tra i temi natali calcolati e interpretati da Galileo figurano quelli delle sue due figlie, Virginia e Livia, e il suo proprio, calcolato tre volte: «Il fatto che Galileo si dedicasse a questa attività anche quando non era pagato per farlo suggerisce che egli vi attribuisse un qualche valore.»
C'è da dire che la parola mathematicus designava una persona «con conoscenze in matematica, astronomia e astrologia (...) tra la fine del Medio Evo e l'età moderna». Le due figure  dell'astronomo e dell'astrologo cominciano a distinguersi tra «fine Cinquecento e inizio Seicento». L'uso del cannocchiale, che era stato già inventato, fu usato da Galileo a fini scientifici ridando la vista all'umanità, come dice Vasco Ronchi, nel senso che «ha distrutto quella regola filosofica che ha dominato la filosofia di tutto il mondo dal IV secolo avanti Cristo fino al 1600 anche al 1700. (...) La teoria era che non si dovesse credere a quello che si vedeva se non era confermato dal tatto».».

#### Galileo e il cannocchiale
(Galileo Galilei)

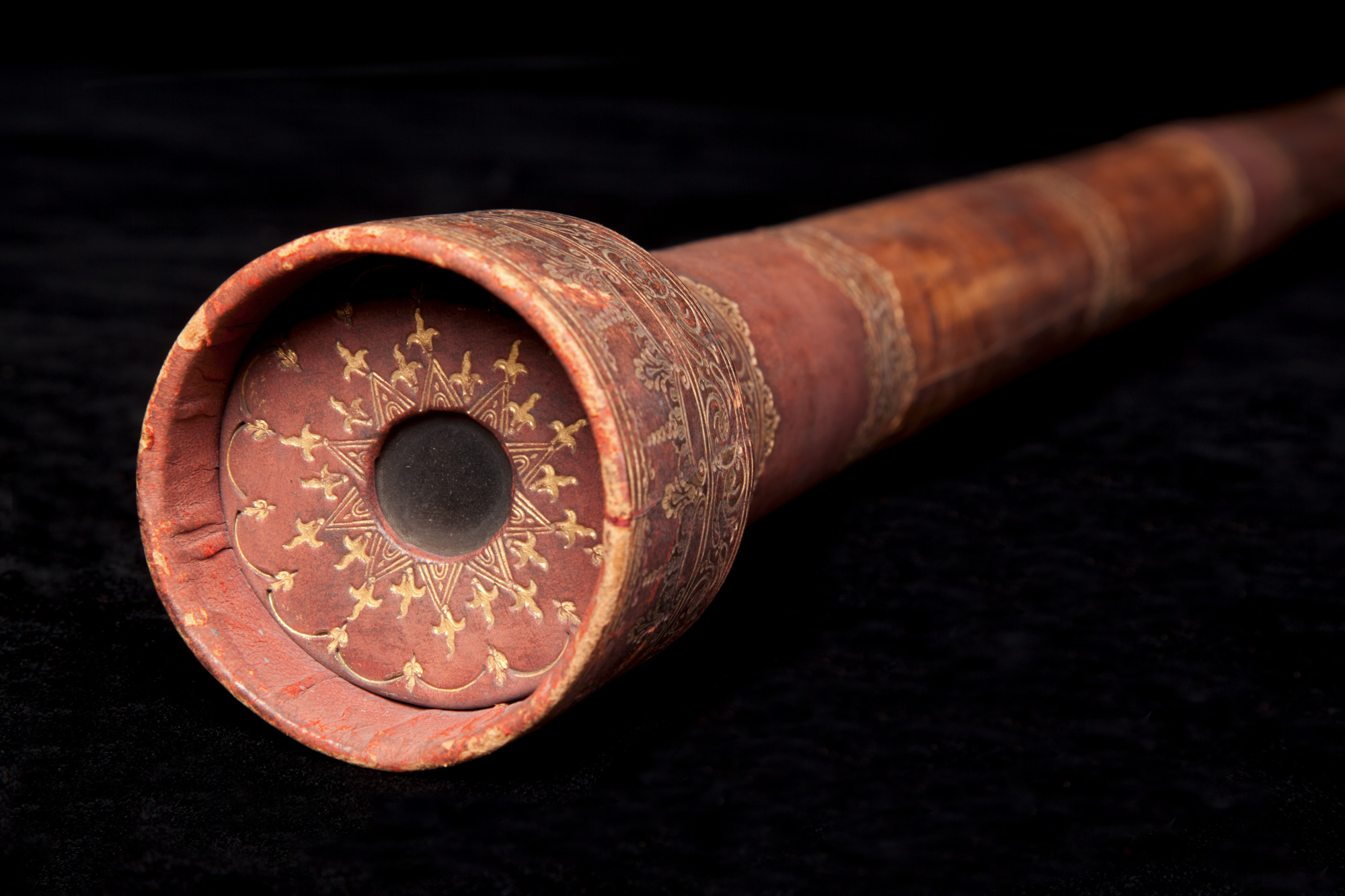
Riproduzione di un cannocchiale galileiano (dettaglio) del Museo nazionale della scienza e della tecnologia Leonardo da Vinci di Milano di cui l'originale è conservato presso il Museo Galileo-Istituto e Museo di storia della scienza di Firenze

Non sembra che, negli anni della polemica sulla "nuova stella", Galilei si fosse già pubblicamente pronunciato a favore della teoria copernicana: si ritiene  che egli, pur intimamente convinto copernicano, pensasse di non disporre ancora di prove sufficientemente forti da ottenere invincibilmente l'assenso della universalità degli studiosi. Aveva, tuttavia, espresso privatamente la propria adesione al copernicanesimo già nel 1597: in quell'anno, infatti, a Keplero – che aveva recentemente pubblicato il suo Prodromus dissertationum cosmographicarum – scriveva « Ho già scritto molte argomentazioni e molte confutazioni degli argomenti avversi, ma finora non ho osato pubblicarle, spaventato dal destino dello stesso Copernico, nostro maestro ». Questi timori, però, svaniranno proprio grazie al cannocchiale, che Galileo punterà per la prima volta verso il cielo nel 1609. Di ottica si erano occupati già Giovanni Battista Della Porta nella sua Magia naturalis (1589) e nel De refractione (1593), e Keplero negli Ad Vitellionem paralipomena, del 1604, opere dalle quali era possibile pervenire alla costruzione del cannocchiale: ma lo strumento fu costruito per la prima volta, indipendentemente da quegli studi nei primi anni del XVII secolo dall'artigiano Hans Lippershey, un ottico tedesco naturalizzato olandese. Galileo decise allora di preparare un tubo di piombo, applicandovi all'estremità due lenti, « ambedue con una faccia piana e con l’altra sfericamente convessa nella prima lente e concava nella seconda; quindi, accostando l’occhio alla lente concava, percepii gli oggetti abbastanza grandi e vicini, in quanto essi apparivano tre volte più prossimi e nove volte maggiori di quel che risultavano guardati con la sola vista naturale ». Il 25 agosto 1609 Galilei presenta l'apparecchio come sua costruzione al governo di Venezia che, apprezzando l'«invenzione», gli raddoppiò lo stipendio e gli offrì un contratto vitalizio d'insegnamento.
L'invenzione, la riscoperta e la ricostruzione del cannocchiale non è un episodio che possa destare grande ammirazione. La novità sta nel fatto che Galileo è stato il primo a portare dentro la scienza questo strumento, usandolo in maniera prettamente scientifica e concependolo come un potenziamento dei nostri sensi.
La grandezza di Galileo nei riguardi del cannocchiale è stata proprio questa: egli superò tutta una serie di ostacoli epistemologici, di idee e pregiudizi, utilizzando suddetto strumento per rafforzare le proprie tesi.
Grazie al cannocchiale Galilei propone una nuova visione del mondo celeste:
1. Giunge alla conclusione che, alle stelle visibili a occhio nudo, si aggiungono altre innumerevoli stelle mai scorte prima d’ora. L'Universo, dunque, diventa più grande;
2. Non c’è differenza di natura fra la Terra e la Luna. Galileo arreca così un duro colpo alla visione aristotelico-tolemaica del mondo, sostenendo che la superficie della Luna non è affatto liscia e levigata bensì ruvida, rocciosa e costellata di ingenti prominenze. Quindi, tra gli astri, almeno la Luna non possiede i caratteri di “assoluta perfezione” che a essa erano attribuiti dalla tradizione. Inoltre, la Luna si muove, e allora perché non dovrebbe muoversi anche la Terra che è simile dal punto di vista della costituzione?[N 29];
3. Vengono scoperti i satelliti di Giove, che Galileo denominerà “stelle medicee” in onore di Cosimo II de’ Medici. Questa consapevolezza offre al pisano l'insperata visione in cielo di un modello più piccolo dell'universo copernicano.[57]

Le nuove scoperte furono pubblicate il 12 marzo del 1610 nel Sidereus Nuncius, una copia del quale Galileo inviò al granduca di Toscana Cosimo II, già suo allievo, insieme con un esemplare del suo cannocchiale e la dedica dei quattro satelliti, battezzati da Galileo in un primo tempo Cosmica Sidera e successivamente Medicea Sidera («pianeti medicei»). È evidente l'intenzione di Galileo di guadagnarsi la gratitudine della Casa medicea, molto probabilmente non soltanto ai fini del suo intento di ritornare a Firenze, ma anche per ottenere un'influente protezione in vista della presentazione, di fronte al pubblico degli studiosi, di quelle novità, che certo non avrebbero mancato di sollevare polemiche. Sempre a Padova, successivamente alla pubblicazione del Sidereus Nuncius, osservando Saturno Galileo scopre e disegna una struttura che in seguito verrà identificata con gli anelli.

### A Firenze (1610)
Il 7 maggio 1610 Galileo chiede a Belisario Vinta, Primo Segretario di Cosimo II, di essere assunto allo Studio di Pisa, precisando: «quanto al titolo et pretesto del mio servizio, io desidererei, oltre al nome di Matematico, che S. A. ci aggiugnesse quello di Filosofo, professando io di havere studiato più anni in filosofia, che mesi in matematica pura».
Il 6 giugno 1610 il governo fiorentino comunicava allo scienziato l'avvenuta assunzione come «Matematico primario dello Studio di Pisa et di Filosofo del Ser.mo Gran Duca, senz'obbligo di leggere e di risiedere né nello Studio né nella città di Pisa, et con lo stipendio di mille scudi l'anno, moneta fiorentina» Galileo firmò il contratto il 10 luglio e in settembre raggiunse Firenze.
Qui giunto si premurò di regalare a Ferdinando II, figlio del granduca Cosimo, la migliore lente ottica che aveva realizzato nel suo laboratorio organizzato quando era a Padova dove, con l'aiuto dei mastri vetrai di Murano confezionava «occhialetti» sempre più perfetti e in tale quantità da esportarli, come fece con il cannocchiale mandato all'elettore di Colonia il quale a sua volta lo prestò a Keplero che ne fece buon uso e che, grato, concluse la sua opera Narratio de observatis a sé quattuor Jovis satellitibus erronibus del 1611, così scrivendo: «Vicisti Galilaee», riconoscendo la verità delle scoperte di Galilei. Il giovane Ferdinando o qualcun altro ruppe la lente, e allora Galilei gli regalò qualcosa di meno fragile: una calamita "armata", cioè fasciata da una lamina di ferro, opportunamente posizionata, che ne aumentava la forza d'attrazione in modo tale che, pur pesando solo sei once, il magnete «sollevava quindici libbre di ferro lavorato in forma di sepolcro».

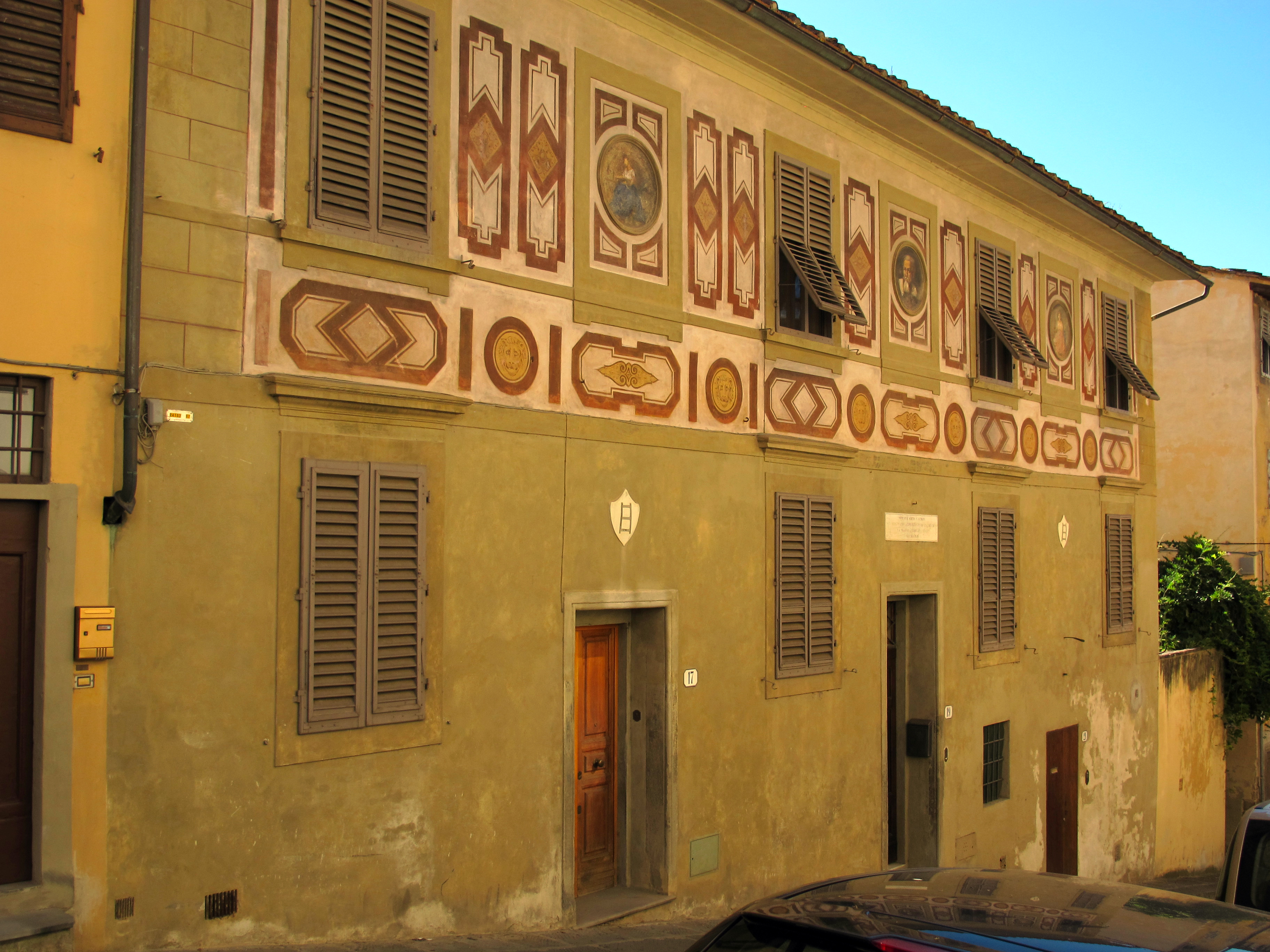
La casa fiorentina di Galileo

In occasione del trasferimento a Firenze Galilei lasciò la sua convivente, la veneziana Marina Gamba (1570-1612), una ex prostituta (come documentato da Antonino Poppi, Cremonini e Galilei inquisiti a Padova nel 1604: nuovi documenti d’archivio, Editrice Antenore, Padova 1992, pp. 89–94), conosciuta presso Ponte Corbo, zona padovana dei lupanari, dalla quale aveva avuto tre figli: Virginia (1600-1634) e Livia (1601-1659), mai legittimate e forzate a entrare in convento, e Vincenzio (1606-1649), che riconobbe nel 1619. Galileo affidò a Firenze la figlia Livia alla nonna, con la quale già conviveva l'altra figlia Virginia, e lasciò il figlio Vincenzio a Padova alle cure della madre e poi, dopo la morte di questa, a una tale Marina Bartoluzzi.
In seguito, resasi difficile la convivenza delle due bambine con Giulia Ammannati, Galileo fece entrare le figlie nel convento di San Matteo, ad Arcetri (Firenze), nel 1613, costringendole a prendere i voti non appena compiuti i rituali sedici anni: Virginia assunse il nome di suor Maria Celeste, e Livia quello di suor Arcangela, e mentre la prima si rassegnò alla sua condizione e rimase in costante contatto epistolare con il padre, Livia non accettò mai l'imposizione paterna.

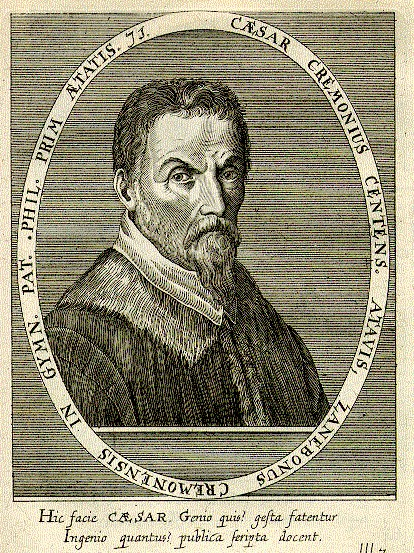
Cesare Cremonini

La pubblicazione del Sidereus Nuncius suscitò apprezzamenti ma anche diverse polemiche. Oltre all'accusa di essersi impossessato, con il cannocchiale, di una scoperta che non gli apparteneva, fu messa in dubbio anche la realtà di quanto egli asseriva di aver scoperto. Sia il celebre aristotelico patavino Cesare Cremonini, sia il matematico bolognese Giovanni Antonio Magini, che sarebbe l'ispiratore del libello antigalileiano Brevissima peregrinatio contra Nuncium Sidereum scritto da Martin Horký, pur accogliendo l'invito di Galilei a guardare attraverso il telescopio che egli aveva costruito, ritennero di non vedere alcun supposto satellite di Giove.
Solo più tardi Magini si ricredette e con lui anche l'astronomo vaticano Christoph Clavius, che inizialmente aveva ritenuto che i satelliti di Giove individuati da Galilei fossero soltanto un'illusione prodotta dalle lenti del telescopio. Era, quest'ultima, un'obiezione difficilmente confutabile nel 1610-11, conseguente sia alla bassa qualità del sistema ottico del primo telescopio di Galilei, sia all'ipotesi che le lenti potessero non solo potenziare la visione ma anche deformarla. Un appoggio molto importante fu dato a Galileo da Keplero, che, dopo un iniziale scetticismo e una volta costruito un telescopio sufficientemente efficiente, verificò l'esistenza effettiva dei satelliti di Giove, pubblicando a Francoforte nel 1611 la Narratio de observatis a sé quattuor Jovis satellitibus erronibus quos Galilaeus Galilaeus mathematicus florentinus jure inventionis Medicaea sidera nuncupavit.
Poiché i gesuiti docenti presso il Collegio Romano erano considerati tra le maggiori autorità scientifiche del tempo, il 29 marzo del 1611 Galileo si recò a Roma per presentare le sue scoperte. Fu accolto con tutti gli onori dallo stesso papa Paolo V, dai cardinali Francesco Maria Del Monte e Maffeo Barberini, e dal principe Federico Cesi, che lo iscrisse nell'Accademia dei Lincei, da lui stesso fondata otto anni prima. Il 1º aprile Galileo poteva già scrivere al segretario ducale Belisario Vinta che i gesuiti «avendo finalmente conosciuta la verità dei nuovi Pianeti Medicei, ne hanno fatte da due mesi in qua continue osservazioni, le quali vanno proseguendo; e le aviamo riscontrate con le mie, e si rispondano giustissime».

#### I primi sospetti della Chiesa (1611)
Galilei, però, a quel tempo non sapeva ancora che l'entusiasmo con il quale egli andava diffondendo e difendendo le proprie scoperte e teorie avrebbe suscitato resistenze e sospetti in ambito ecclesiastico.
Il 19 aprile il cardinale Roberto Bellarmino incaricò i matematici vaticani di approntargli una relazione sulle nuove scoperte fatte da «un valente matematico per mezo d'un istrumento chiamato cannone overo ochiale» e la Congregazione del Santo Uffizio, il seguente 17 maggio, precauzionalmente chiese all'Inquisizione di Padova se fosse mai stato aperto, in sede locale, qualche procedimento a carico di Galilei. Evidentemente, la Curia Romana cominciava già a intravedere quali conseguenze «avrebbero potuto avere questi singolari sviluppi della scienza sulla concezione generale del mondo e quindi, indirettamente, sui sacri principi della teologia tradizionale».
Nel 1612 Galileo scrisse il Discorso intorno alle cose che stanno in su l'acqua, o che in quella si muovono, nel quale appoggiandosi alla teoria di Archimede dimostrava, contro quella di Aristotele, che i corpi galleggiano o affondano nell'acqua a seconda del loro peso specifico non della loro forma, provocando la polemica risposta del Discorso apologetico d'intorno al Discorso di Galileo Galilei del letterato e aristotelico fiorentino Ludovico delle Colombe. Il 2 ottobre, a Palazzo Pitti, presenti il granduca, la granduchessa Cristina e il cardinale Maffeo Barberini, allora suo grande ammiratore, diede una pubblica dimostrazione sperimentale dell'assunto, confutando definitivamente Ludovico delle Colombe.

#### La polemica sulle macchie solari

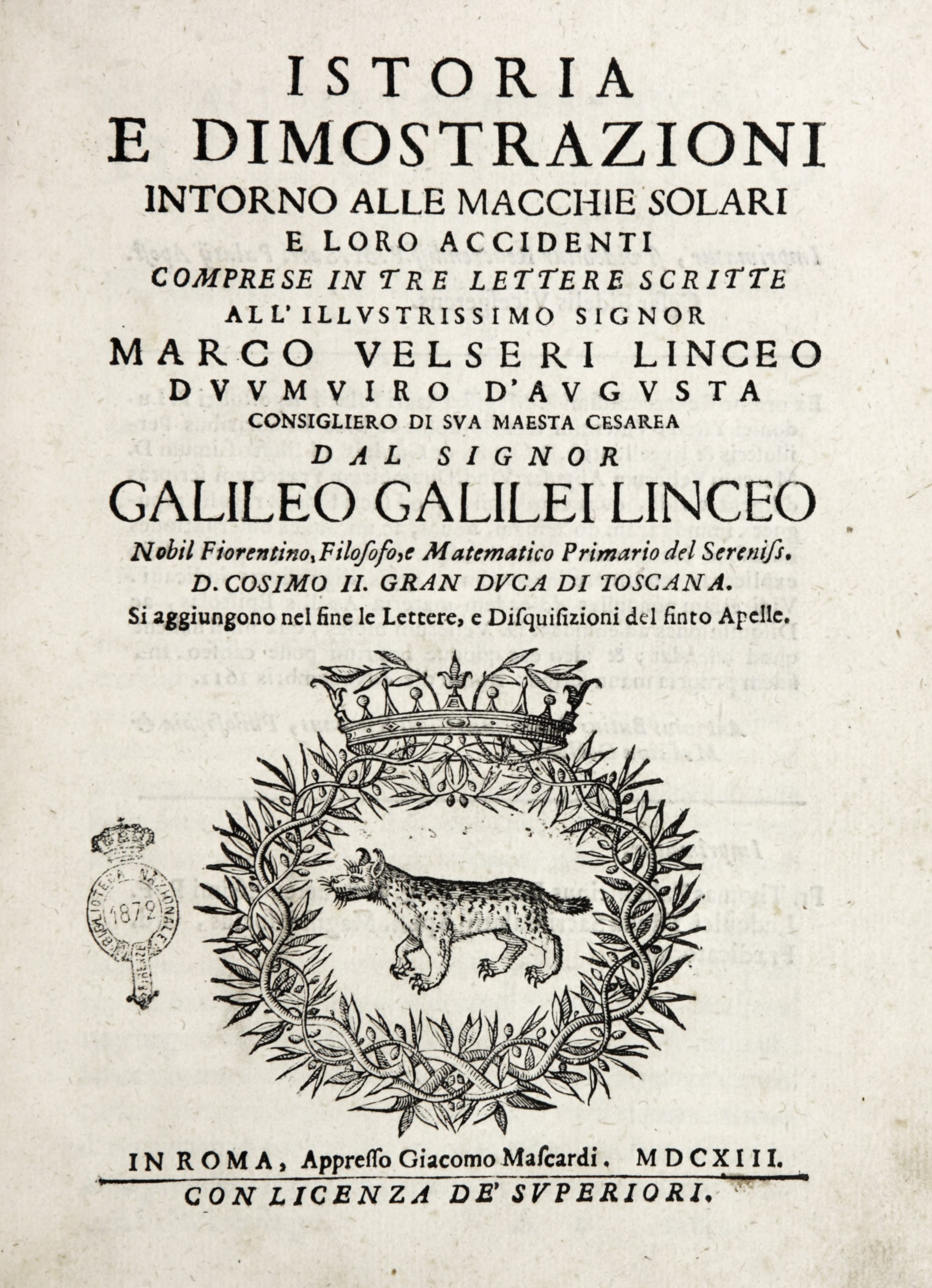
Frontespizio dell'Istoria e dimostrazioni intorno alle macchie solari (1613)

Nel suo Discorso Galilei accennava anche alle macchie solari, che egli sosteneva di aver già osservate a Padova nel 1610, senza però darne notizia: scrisse ancora, l'anno seguente, l'Istoria e dimostrazioni intorno alle macchie solari e loro accidenti, pubblicata a Roma dall'Accademia dei Lincei, in risposta a tre lettere del gesuita Christoph Scheiner che, indirizzate alla fine del 1611 a Mark Welser, duumviro di Augusta, mecenate delle scienze e amico dei Gesuiti dei quali era banchiere. A parte la questione della priorità della scoperta, Scheiner sosteneva erroneamente che le macchie consistevano in sciami di astri rotanti intorno al Sole, mentre Galileo le considerava materia fluida appartenente alla superficie del Sole e ruotante intorno a esso proprio a causa della rotazione stessa della stella.
L'osservazione delle macchie consentì, quindi, a Galileo la determinazione del periodo di rotazione del Sole e la dimostrazione che il cielo e la terra non erano due mondi radicalmente diversi, il primo solo perfezione e immutabilità e il secondo tutto variabile e imperfetto. Il 12 maggio del 1612, infatti, ribadì a Federico Cesi la sua visione copernicana scrivendo come il Sole si rivolgesse «in sé stesso in un mese lunare con rivoluzione simile all'altre de i pianeti, cioè da ponente verso levante intorno a i poli dell'eclittica: la quale novità dubito che voglia essere il funerale o più tosto l'estremo e ultimo giudizio della pseudofilosofia, essendosi già veduti segni nelle stelle, nella luna e nel sole; e sto aspettando di veder scaturire gran cose dal Peripato per mantenimento della immutabilità de i cieli, la quale non so dove potrà esser salvata e celata». Anche l'osservazione del moto di rotazione del Sole e dei pianeti era molto importante: rendeva meno inverosimile la rotazione terrestre, a causa della quale la velocità di un punto all'equatore sarebbe di circa 1700 km/h anche se la Terra fosse immobile nello spazio.

#### La difesa dell'eliocentrismo
La scoperta delle fasi di Venere e di Mercurio, osservate da Galileo, non era compatibile con il modello geocentrico di Tolomeo, ma solo con quello geo-eliocentrico di Tycho Brahe, che Galileo non prese mai in considerazione, e con quello eliocentrico di Copernico. Galileo, scrivendo a Giuliano de' Medici il 1º gennaio 1611, affermava che «Venere necessarissimamente si volge intorno al sole, come anche Mercurio e tutti li altri pianeti, cosa ben creduta da tutti i Pitagorici, Copernico, Keplero e me, ma non sensatamente provata, come ora in Venere e in Mercurio».
Fra il 1612 e il 1615 Galileo difese il modello eliocentrico e chiarì la sua concezione della scienza in quattro lettere private, note come "lettere copernicane" e indirizzate a padre Benedetto Castelli, due a monsignor Pietro Dini, una alla granduchessa madre Cristina di Lorena.

#### L'horror vacui
Secondo la dottrina aristotelica in natura il vuoto non esiste poiché ogni corpo terreno o celeste occupa uno spazio che fa parte del corpo stesso. Senza corpo non c'è spazio e senza spazio non esiste corpo. Sostiene Aristotele che "la natura rifugge il vuoto" (natura abhorret a vacuo), e perciò lo riempie costantemente; ogni gas o liquido tenta sempre di riempire ogni spazio, evitando di lasciarne porzioni vuote. Un'eccezione però a questa teoria era l'esperienza per la quale si osservava che l'acqua aspirata in un tubo non lo riempiva del tutto ma ne rimaneva inspiegabilmente una parte che si riteneva fosse del tutto vuota e perciò dovesse essere colmata dalla Natura; ma questo non si verificava. Galilei rispondendo a una lettera inviatagli nel 1630 da un cittadino ligure Giovan Battista Baliani confermò questo fenomeno sostenendo che «la ripugnanza del vuoto da parte della Natura» può essere vinta, ma parzialmente, e che, anzi, «lui stesso ha provato che è impossibile far salire l’acqua per aspirazione per un dislivello superiore a 18 braccia, circa 10 metri e mezzo.»  Galilei quindi crede che l'horror vacui sia limitato e non si chiede se in effetti il fenomeno fosse collegato al peso dell'aria, come dimostrerà Evangelista Torricelli.

### La disputa con la Chiesa

#### La denuncia del domenicano Tommaso Caccini (1614)

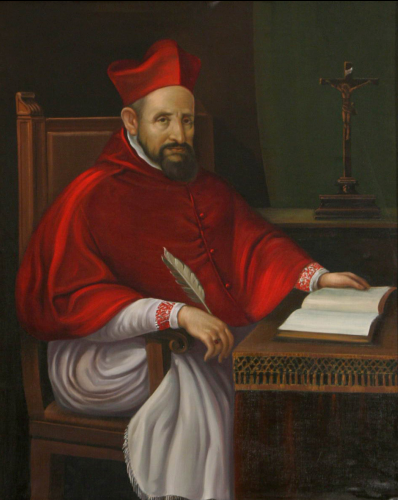
Il cardinale Roberto Bellarmino

Il 21 dicembre 1614, dal pulpito di Santa Maria Novella a Firenze il frate domenicano Tommaso Caccini (1574 – 1648) lanciava contro certi matematici moderni, e in particolare contro Galileo, l'accusa di contraddire le Sacre Scritture con le loro concezioni astronomiche ispirate alle teorie copernicane. Giunto a Roma, il 20 marzo 1615, Caccini denunciò Galileo in quanto sostenitore del moto della Terra intorno al Sole. Intanto a Napoli era stato pubblicato il libro del teologo carmelitano Paolo Antonio Foscarini (1565-1616), la Lettera sopra l'opinione de' Pittagorici e del Copernico, dedicata a Galileo, a Keplero e a tutti gli accademici dei Lincei, che intendeva accordare i passi biblici con la teoria copernicana interpretandoli «in modo tale che non gli contradicano affatto».
Il cardinale Roberto Bellarmino, già giudice nel processo di Giordano Bruno, nella lettera di risposta al Foscarini affermava che sarebbe stato possibile reinterpretare i passi della Scrittura che contraddicevano l'eliocentrismo solo in presenza di una vera dimostrazione di esso e, non accettando le argomentazioni di Galileo, aggiungeva che finora non gliene era stata mostrata nessuna, e sosteneva che comunque, in caso di dubbio, si dovessero preferire le sacre scritture.
Il rifiuto, da parte di Galileo, di accettare la proposta di Bellarmino di sostituire la teoria tolemaica con quella copernicana - a patto che Galileo la riconoscesse come una mera "ipotesi matematica" atta a "salvare le apparenze" - era un invito, seppur non intenzionale, a far condannare la teoria copernicana.
L'anno dopo il Foscarini verrà, per breve tempo, incarcerato e la sua Lettera proibita. Intanto il Sant'Uffizio stabilì, il 25 novembre 1615, di procedere all'esame delle Lettere sulle macchie solari e Galileo decise di venire a Roma per difendersi personalmente, appoggiato dal granduca Cosimo: «Viene a Roma il Galileo matematico» – scriveva Cosimo II al cardinale Scipione Borghese – «et viene spontaneamente per dar conto di sé di alcune imputazioni, o più tosto calunnie, che gli sono state apposte da' suoi emuli».
Il 25 febbraio 1616 il papa ordinò al cardinale Bellarmino di «convocare Galileo e di ammonirlo di abbandonare la suddetta opinione; e se si fosse rifiutato di obbedire, il Padre Commissario, davanti a un notaio e a testimoni, di fargli precetto di abbandonare del tutto quella dottrina e di non insegnarla, non difenderla e non trattarla». Nello stesso anno il De revolutionibus di Copernico fu messo all'Indice donec corrigatur (fino a che non fosse corretto). Il cardinale Bellarmino diede comunque a Galileo una dichiarazione in cui venivano negate abiure ma in cui si ribadiva la proibizione di sostenere le tesi copernicane: forse gli onori e le cortesie ricevute malgrado tutto, fecero cadere Galileo nell'illusione che a lui fosse permesso quello che ad altri era vietato.

#### Controversia sulle comete eIl Saggiatore
(Galileo Galilei, Il Saggiatore, Cap. VI)

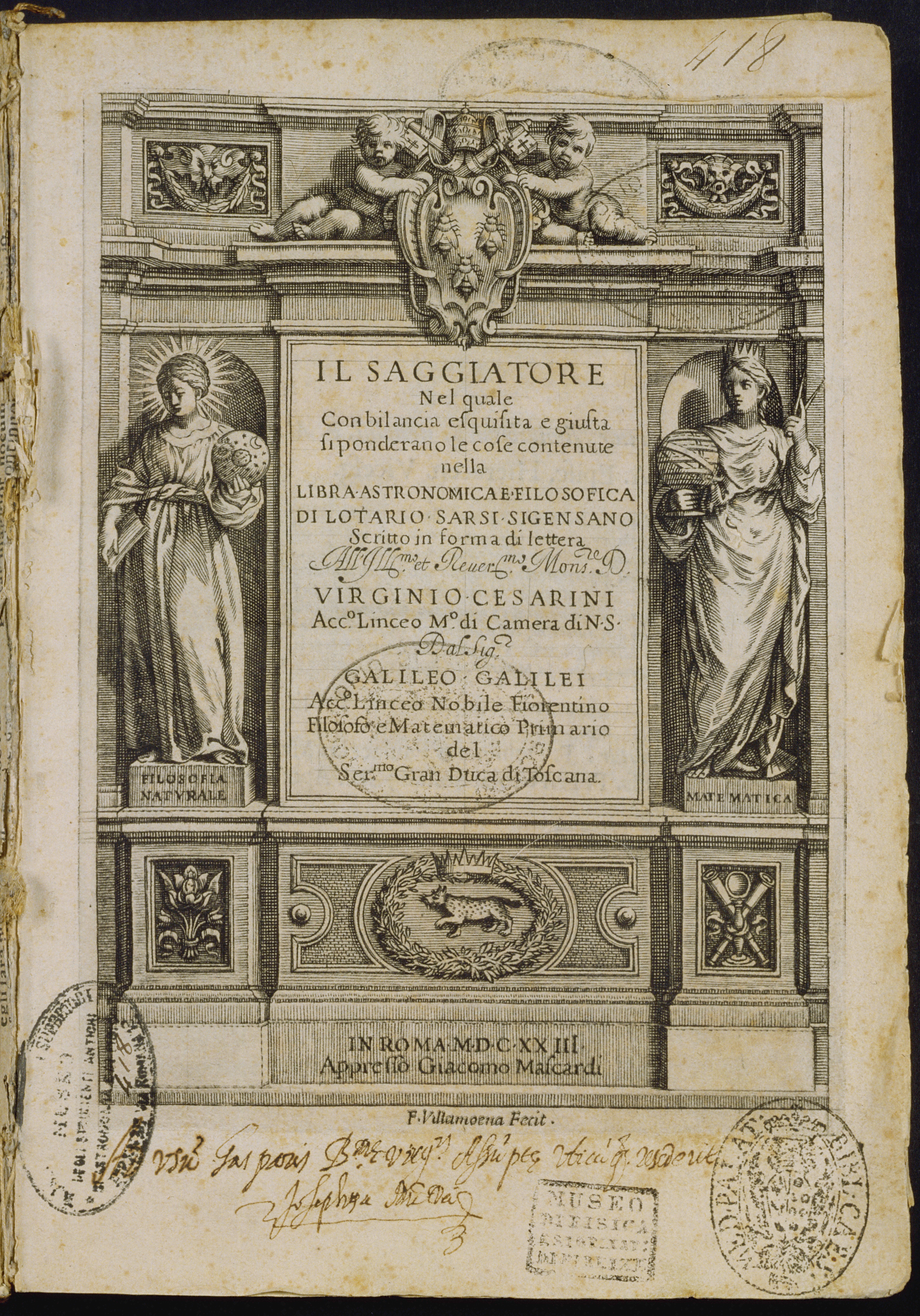
Frontespizio di Il saggiatore di Galileo Galilei (Roma, 1623)

A novembre del 1618 comparvero nel cielo tre comete, fatto che attirò l'attenzione e stimolò gli studi degli astronomi di tutta Europa. Fra essi il gesuita Orazio Grassi, matematico del Collegio Romano, tenne con successo una lezione che ebbe vasta eco, la Disputatio astronomica de tribus cometis anni MDCXVIII: con essa, sulla base di alcune osservazioni dirette e di un procedimento logico-scolastico, egli sosteneva l'ipotesi che le comete fossero corpi situati oltre al «cielo della Luna» e la utilizzava per avvalorare il modello di Tycho Brahe, secondo il quale la Terra è posta al centro dell'universo, con gli altri pianeti in orbita invece intorno al Sole, contro l'ipotesi eliocentrica.
Galilei decise di replicare per difendere la validità del modello copernicano. Rispose in modo indiretto, attraverso lo scritto Discorso delle comete di un suo amico e discepolo, Mario Guiducci, ma in cui la mano del maestro era probabilmente presente. Nella sua replica Guiducci sosteneva erroneamente che le comete non erano oggetti celesti, ma puri effetti ottici prodotti dalla luce solare su vapori elevatisi dalla Terra, ma indicava anche le contraddizioni del ragionamento di Grassi e le sue erronee deduzioni dalle osservazioni delle comete con il cannocchiale. Il gesuita rispose con uno scritto intitolato Libra astronomica ac philosophica, firmato con lo pseudonimo anagrammatico di Lotario Sarsi, attaccava direttamente Galilei e il copernicanesimo.
Galilei a questo punto rispose direttamente: solo nel 1622 fu pronto il trattato Il Saggiatore. Scritto in forma di lettera, fu approvato dagli accademici dei Lincei e stampato a Roma nel maggio 1623. Il 6 agosto, dopo la morte del papa Gregorio XV, con il nome di Urbano VIII saliva al soglio pontificio Maffeo Barberini, da anni amico ed estimatore di Galileo. Questo convinse erroneamente Galileo che «risorge la speranza, quella speranza che era ormai quasi del tutto sepolta. Siamo sul punto di assistere al ritorno del prezioso sapere dal lungo esilio a cui era stato costretto», come scritto al nipote del papa Francesco Barberini.
Il Saggiatore presenta una teoria rivelatasi successivamente erronea delle comete come apparenze dovute ai raggi solari. In effetti, la formazione della chioma e della coda delle comete, dipendono dall'esposizione e dalla direzione delle radiazioni solari, dunque Galilei non aveva tutti i torti e Grassi ragione, il quale essendo avverso alla teoria copernicana, non poteva che avere un'idea sui generis dei corpi celesti. La differenza tra le argomentazioni di Grassi e quella di Galileo era tuttavia soprattutto di metodo, in quanto il secondo basava i propri ragionamenti sulle esperienze. Nel Saggiatore, Galileo scrisse infatti la celebre metafora secondo la quale «la filosofia è scritta in questo grandissimo libro che continuamente ci sta aperto innanzi a gli occhi (io dico l'universo)», mettendosi in contrasto con Grassi che si richiamava all'autorità dei maestri del passato e di Aristotele per l'accertamento della verità sulle questioni naturali.

#### Gli incontri con Urbano VIII (Roma, 1624) e laLettera a Francesco Ingoli

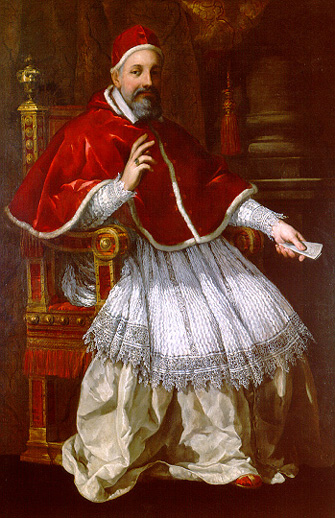
Ritratto di papa Urbano VIII Barberini, opera di Pietro da Cortona

Il 23 aprile 1624 Galilei giunse a Roma per rendere omaggio al papa e strappargli la concessione della tolleranza della Chiesa nei confronti del sistema copernicano, ma nelle sei udienze concessegli da Urbano VIII non ottenne da questi alcun impegno preciso in tal senso. Senza nessuna assicurazione ma con il vago incoraggiamento che gli veniva dall'esser stato onorato da papa Urbano – che concesse una pensione al figlio Vincenzio – Galileo ritenne di poter rispondere finalmente, nel settembre del 1624, alla Disputatio di Francesco Ingoli. Reso formale omaggio all'ortodossia cattolica, nella sua risposta Galileo dovrà confutare le argomentazioni anticopernicane dell'Ingoli senza proporre quel modello astronomico, né rispondere alle argomentazioni teologiche. Nella Lettera Galileo enuncia per la prima volta quello che sarà chiamato il principio della relatività galileiana: alla comune obiezione portata dai sostenitori della immobilità della Terra, consistente nell'osservazione che i gravi cadono perpendicolarmente sulla superficie terrestre, anziché obliquamente, come apparentemente dovrebbe avvenire se la Terra si muovesse, Galileo risponde portando l'esperienza della nave nella quale, sia essa in movimento uniforme o sia ferma, i fenomeni di caduta o, in generale, dei moti dei corpi in essa contenuti, si verificano esattamente nello stesso modo, perché «il moto universale della nave, essendo comunicato all'aria e a tutte quelle cose che in essa vengono contenute, e non essendo contrario alla naturale inclinazione di quelle, in loro indelebilmente si conserva».

#### Dialogo
Nello stesso 1624 Galilei cominciò il suo nuovo lavoro, un Dialogo che, confrontando le diverse opinioni degli interlocutori, gli avrebbe consentito di esporre le varie teorie correnti sulla cosmologia, e dunque anche quella copernicana, senza mostrare di impegnarsi personalmente a favore di nessuna di esse. Ragioni di salute e familiari prolungarono la stesura dell'opera fino al 1630: dovette prendersi cura della numerosa famiglia del fratello Michelangelo, mentre il figlio Vincenzio, laureatosi in legge a Pisa nel 1628, si sposò l'anno dopo con Sestilia Bocchineri, sorella di Geri Bocchineri, uno dei segretari del duca Ferdinando, e di Alessandra. Per esaudire il desiderio della figlia Maria Celeste, monaca ad Arcetri, di averlo più vicino, affittò vicino al convento il villino «Il Gioiello». Dopo non poche vicissitudini per ottenere l'imprimatur ecclesiastico, l'opera venne pubblicata nel 1632.
Nel Dialogo i due massimi sistemi messi a confronto sono quello tolemaico e quello copernicano (Galileo esclude così dalla discussione l'ipotesi recente di Tycho Brahe) e tre sono i protagonisti: due sono personaggi reali, amici di Galileo, e all'epoca già defunti, il fiorentino Filippo Salviati (1582-1614) e il veneziano Gianfrancesco Sagredo (1571-1620), nella cui casa si fingono tenute le conversazioni, mentre il terzo protagonista è Simplicio, un personaggio inventato che richiama nel nome un noto, antico commentatore di Aristotele, oltre a sottintendere il suo semplicismo scientifico. Egli è il sostenitore del sistema tolemaico, mentre l'opposizione copernicana è sostenuta dal Salviati e, svolgendo una funzione più neutrale, dal Sagredo, che finisce però per simpatizzare per l'ipotesi copernicana.

#### Il processo, l'abiura e la condanna (Roma, 1633)

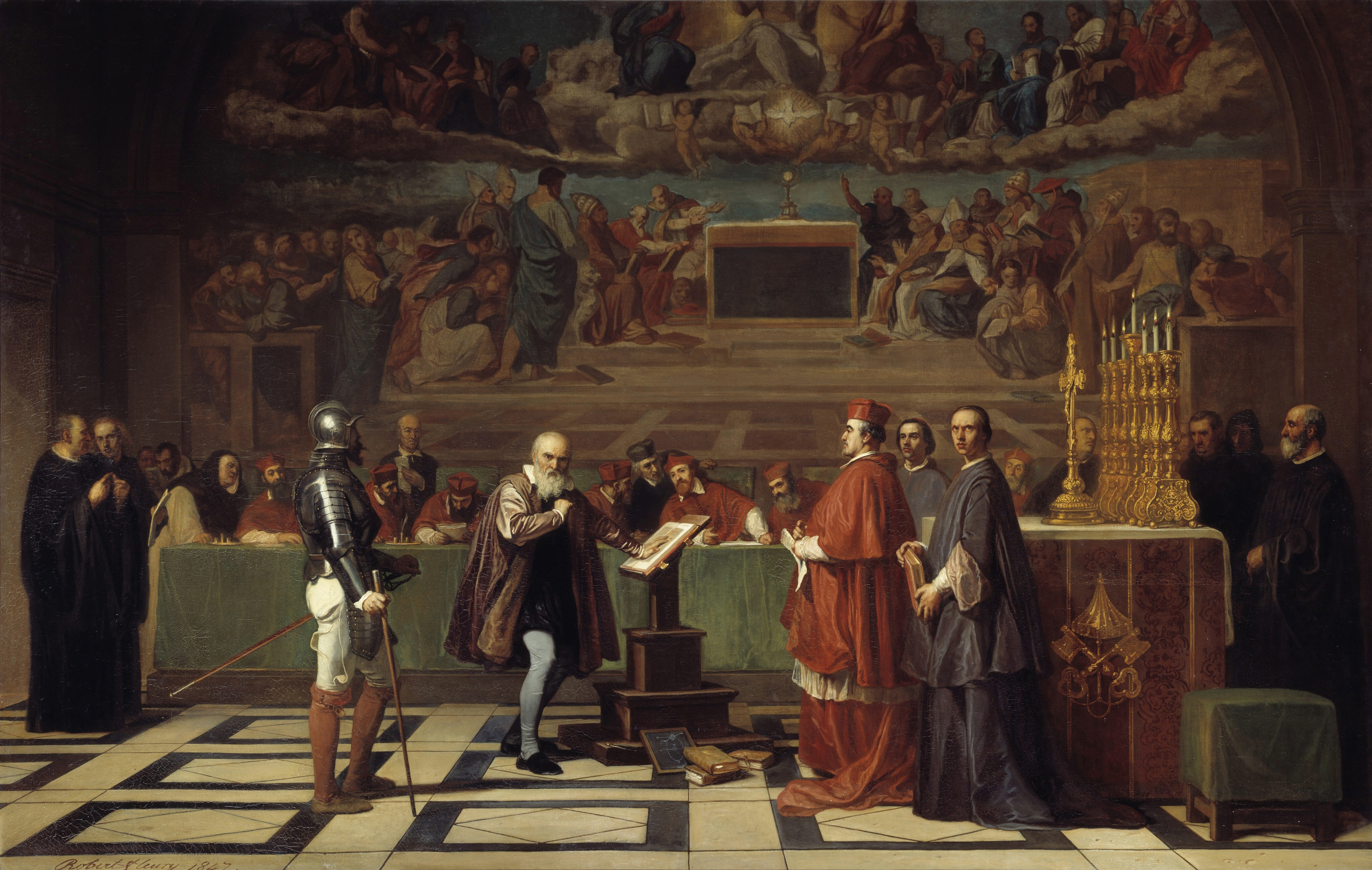
Joseph-Nicolas Robert-Fleury: Il processo di Galilei

Il Dialogo ricevette molti elogi, tra i quali quelli di Benedetto Castelli, di Fulgenzio Micanzio, collaboratore e biografo di Paolo Sarpi, e di Tommaso Campanella, ma già nell'agosto 1632 si diffusero le voci di una proibizione del libro: il Maestro del Sacro Palazzo Niccolò Riccardi aveva scritto il 25 luglio all'inquisitore di Firenze Clemente Egidi che per ordine del Papa il libro non doveva più essere diffuso; il 7 agosto gli chiedeva di rintracciare le copie già vendute e di sequestrarle. Il 5 settembre, secondo l'ambasciatore fiorentino Francesco Niccolini, il Papa adirato accusò Galileo di aver raggirato i ministri che avevano autorizzato la pubblicazione dell'opera. Urbano VIII esternò tutto il suo risentimento in quanto una sua tesi era stata trattata, secondo lui, maldestramente ed esposta al ridicolo. Discutendo della teoria sulle maree, sostenuta dal copernicano Salviati - e che avrebbe dovuto essere la prova definitiva della mobilità della Terra - Simplicio propugna "una saldissima dottrina, che già da persona dottissima ed eminentissima appresi, e alla quale è forza quietarsi" (chiaro riferimento a Urbano), secondo la quale Dio, grazie alla sua "infinita sapienza e potenza", avrebbe potuto causare le maree in modi diversissimi tra loro, e non si poteva essere sicuri che quello proposto da Salviati fosse l'unico corretto. Ora, a prescindere dal fatto che la teoria galileiana delle maree era errata, sarà parso sicuramente oltraggioso il commento ironico di Salviati, il quale definisce la proposta di Simplicio "una mirabile e veramente angelica dottrina". Infine l'opera si chiudeva con l'affermazione che agli uomini si "concede il disputare intorno alla costituzione del mondo" a patto di non "ritrovare l'opera fabbricata" da Dio. Questa conclusione non era altro che un espediente diplomatico escogitato pur di andare in stampa. La qual cosa aveva fatto infuriare il Pontefice. Il 23 settembre l'Inquisizione romana sollecitava quella fiorentina perché notificasse a Galileo l'ordine di comparire a Roma entro il mese di ottobre davanti al Commissario generale del Sant'Uffizio». Galileo, in parte perché malato, in parte perché sperava che la questione potesse aggiustarsi in qualche modo senza l'apertura del processo, ritardò per tre mesi la partenza; di fronte alla minacciosa insistenza del Sant'Uffizio, il 20 gennaio 1633 partì per Roma in lettiga.
Il processo cominciò il 12 aprile, con il primo interrogatorio di Galileo, al quale il commissario inquisitore, il domenicano Vincenzo Maculano, contestò di aver ricevuto, il 26 febbraio 1616, un «precetto» con il quale il cardinale Bellarmino gli avrebbe intimato di abbandonare la teoria copernicana, di non sostenerla in nessun modo e di non insegnarla. Nell'interrogatorio Galileo negò di aver avuto conoscenza del precetto e sostenne di non ricordare che nella dichiarazione del Bellarmino vi fossero le parole quovis modo (in qualsiasi modo) e nec docere (non insegnare). Incalzato dall'inquisitore, Galileo non solo ammise di non avere detto «cosa alcuna del sodetto precetto», ma anzi arrivò a sostenere che «nel detto libro io mostro il contrario di detta opinione del Copernico, e che le ragioni di esso Copernico sono invalide e non concludenti». Concluso il primo interrogatorio, Galileo fu trattenuto, «pur sotto strettissima sorveglianza», in tre stanze del palazzo dell'Inquisizione, «con ampia e libera facoltà di passeggiare».

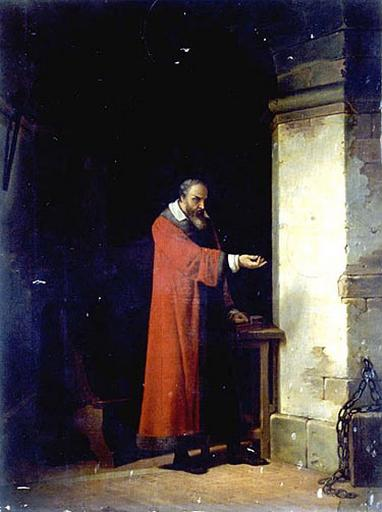
La prigionia di Galileo immaginata da Jean Laurent

Il 22 giugno il giorno successivo all'ultimo interrogatorio di Galilei, nella sala capitolare del convento domenicano di Santa Maria sopra Minerva, presente e inginocchiato Galileo, fu emessa la sentenza dai cardinali Felice Centini, Guido Bentivoglio, Desiderio Scaglia, Antonio Barberini, Berlinghiero Gessi, Fabrizio Verospi e Marzio Ginetti, «inquisitori generali contro l'eretica pravità», nella quale si riassumeva la lunga vicenda del contrasto fra Galileo e la dottrina della Chiesa, cominciata dal 1615 con lo scritto Delle macchie solari e l'opposizione dei teologi nel 1616 al modello Copernicano. Nella sentenza si sosteneva poi che il documento ricevuto nel febbraio 1616 fosse un'effettiva ammonizione a non difendere o insegnare la teoria copernicana.
Imposta l'abiura «con cuor sincero e fede non finta» e proibito il Dialogo, Galilei venne condannato al «carcere formale ad arbitrio nostro» e alla «pena salutare» della recita settimanale dei sette salmi penitenziali per tre anni, riservandosi l'Inquisizione di «moderare, mutare o levar in tutto o parte» le pene e le penitenze.
Se la leggenda della frase di Galileo, «E pur si muove», pronunciata appena dopo l'abiura, serve a suggerire la sua intatta convinzione della validità del modello copernicano, la conclusione del processo segnava la sconfitta del suo programma di diffusione della nuova metodologia scientifica, fondata sull'osservazione rigorosa dei fatti e sulla loro verifica sperimentale – contro la vecchia scienza che produce «esperienze come fatte e rispondenti al suo bisogno senza averle mai né fatte né osservate» – e contro i pregiudizi del senso comune, che spesso induce a ritenere reale qualunque apparenza: un programma di rinnovamento scientifico, che insegnava «a non aver più fiducia nell'autorità, nella tradizione e nel senso comune», che voleva «insegnare a pensare».

### Gli ultimi anni (1633-1642)

Frontespizio di Systema cosmicum di Galileo Galilei (Lione, 1641), traduzione latina del Dialogo

La sentenza di condanna prevedeva un periodo di carcere a discrezione del Sant'Uffizio e l'obbligo di recitare per tre anni, una volta alla settimana, i salmi penitenziali. Il rigore letterale fu mitigato nei fatti: la prigionia consistette nel soggiorno coatto per cinque mesi presso la residenza romana dell'ambasciatore del Granduca di Toscana, Pietro Niccolini, a Trinità dei Monti e di qui, nella casa dell'arcivescovo Ascanio Piccolomini a Siena, su richiesta di questi. Quanto ai salmi penitenziali, Galileo incaricò di recitarli, con il consenso della Chiesa, la figlia Maria Celeste, suora di clausura. A Siena il Piccolomini favorì Galileo permettendogli di incontrare personalità della città e di dibattere questioni scientifiche. A seguito di una lettera anonima che denunciò l'operato dell'arcivescovo e dello stesso Galileo, il Sant'Uffizio provvide, accogliendo una stessa richiesta avanzata in precedenza da Galilei, a confinarlo nell'isolata villa («Il Gioiello») che lo scienziato possedeva nella campagna di Arcetri. Nell'ordine del 1º dicembre 1633 si intimava a Galileo di «stare da solo, di non chiamare né di ricevere alcuno, per il tempo ad arbitrio di Sua Santità». Solo i familiari potevano fargli visita, dietro preventiva autorizzazione: anche per questo motivo gli fu particolarmente dolorosa la perdita della figlia suor Maria Celeste, l'unica con cui avesse mantenuto legami, avvenuta il 2 aprile 1634.
Poté tuttavia mantenere corrispondenza con amici ed estimatori, anche fuori d'Italia: a Elia Diodati, a Parigi, scrisse il 7 marzo 1634, consolandosi delle sue sventure che «l'invidia e la malignità mi hanno machinato contro» con la considerazione che «l'infamia ricade sopra i traditori e i costituiti nel più sublime grado dell'ignoranza». Da Diodati seppe della traduzione in latino che Matthias Bernegger andava facendo a Strasburgo del suo Dialogo e gli riferì di «un tal Antonio Rocco [...] purissimo peripatetico, e remotissimo dall'intender nulla né di matematica né d'astronomia» che scriveva a Venezia «mordacità e contumelie» contro di lui. Questa, e altre lettere, dimostrano quanto poco Galileo avesse rinnegato le proprie convinzioni copernicane.

#### IDiscorsi e dimostrazioni matematiche intorno a due nuove scienze(1638)

Frontespizio di Discorsi e dimostrazioni matematiche intorno à due nuoue scienze del signor Galileo Galilei Linceo (Leida, 1638)

Dopo il processo del 1633 Galilei scrisse e pubblicò nei Paesi Bassi nel 1638 un grande trattato scientifico dal titolo Discorsi e dimostrazioni matematiche intorno a due nuove scienze attinenti alla meccanica e i moti locali grazie al quale lo si considera il padre della scienza moderna. È organizzato come un dialogo che si svolge in quattro giornate fra i tre medesimi protagonisti del precedente Dialogo dei massimi sistemi (Sagredo, Salviati e Simplicio).
Nella prima giornata, Galileo tratta della resistenza dei materiali: la diversa resistenza deve essere legata alla struttura della particolare materia e Galileo, pur senza pretendere di pervenire a una spiegazione del problema, affronta l'interpretazione atomistica di Democrito, considerandola un'ipotesi capace di rendere conto di fenomeni fisici. In particolare, la possibilità dell'esistenza del vuoto – prevista da Democrito – viene ritenuta una seria ipotesi scientifica e nel vuoto – ossia nell'inesistenza di un qualunque mezzo in grado di opporre resistenza – Galileo sostiene giustamente che tutti i corpi «discenderebbero con eguale velocità», in opposizione con la scienza contemporanea che riteneva l'impossibilità del moto nel vuoto.
Dopo aver trattato della statica e della leva nella seconda giornata, nella terza e nella quarta si occupa della dinamica, stabilendo le leggi del moto uniforme, del moto naturalmente accelerato e del moto uniformemente accelerato e delle oscillazioni del pendolo.

#### Un'affettuosa corrispondenza
Negli ultimi anni di vita, Galilei intraprende un'affettuosa corrispondenza con Alessandra Bocchineri. La famiglia Bocchineri di Prato aveva dato nel 1629 una giovane, di nome Sestilia, sorella di Alessandra, per moglie al figlio di Galilei, Vincenzio.
Quando Galilei, nel 1630, ormai sessantaseienne, incontra Alessandra, questa è una donna di 33 anni che si è affinata e ha coltivato la sua intelligenza come dama d'onore della imperatrice Eleonora Gonzaga presso la corte viennese dove conosce e sposa Giovanni Francesco Buonamici, un importante diplomatico che diventerà buon amico di Galilei.
Nella corrispondenza Alessandra e Galilei si scambiano numerosi inviti per incontrarsi e Galilei non manca di elogiare l'intelligenza della donna dato che «sì rare si trovano donne che tanto sensatamente discorrino come ella fa». Con la cecità e l'aggravarsi delle condizioni di salute lo scienziato pisano è costretto talvolta a rifiutare gli inviti «non solo per le molte indisposizioni che mi tengono oppresso in questa mia gravissima età, ma perché son ritenuto ancora in carcere, per quelle cause che benissimo son note».
L'ultima lettera mandata ad Alessandra nel 20 dicembre del 1641 di "non volontaria brevità" precede di poco la morte di Galilei che sopraggiungerà diciannove giorni dopo nella notte dell'8 gennaio 1642 ad Arcetri, assistito da Viviani e Torricelli.

### Dopo la morte

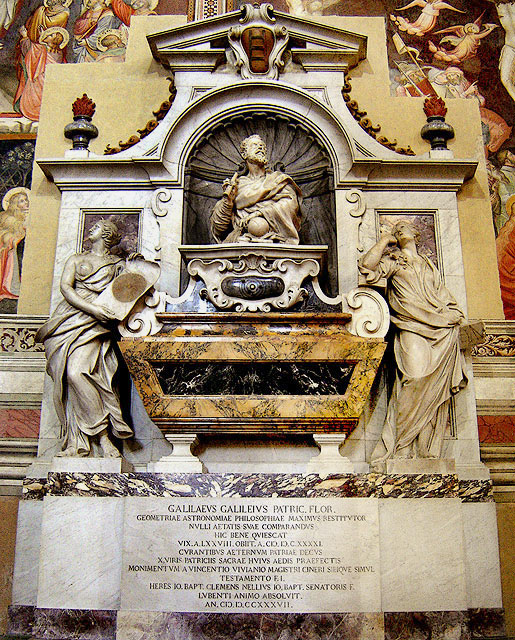
La tomba di Galilei nella basilica di Santa Croce, Firenze

onde all'Anglo che tanta ala vi stese / sgombrò primo le vie del firmamento.»
(Ugo Foscolo, Dei sepolcri, vv. 165-169)
Galilei venne tumulato nella basilica di Santa Croce a Firenze insieme ad altri grandi come Machiavelli e Michelangelo ma non fu possibile innalzargli l'«augusto e suntuoso deposito» desiderato dai discepoli, perché il 25 gennaio il nipote di Urbano VIII, il cardinale Francesco Barberini, scrisse all'inquisitore di Firenze Giovanni Muzzarelli di «far passare all'orecchie del Gran Duca che non è bene fabbricare mausolei al cadavero di colui che è stato penitentiato nel Tribunale della Santa Inquisitione, ed è morto mentre durava la penitenza; nell'epitaffio o iscrittione che si porrà nel sepolcro, non si leggano parole tali che possano offendere la reputatione di questo Tribunale. La medesima avvertenza dovrà pur ella avere con chi reciterà l'oratione funebre [...]».
La Chiesa mantenne la sorveglianza anche nei confronti degli allievi di Galileo: quando questi diedero vita all'Accademia del Cimento, essa intervenne presso il Granduca, e l'Accademia fu sciolta nel 1667. Soltanto nel 1737 Galileo Galilei fu onorato con un monumento funebre in Santa Croce, che sarebbe stato celebrato da Ugo Foscolo.
Per completezza giova ricordare che solo nel 1992, dopo undici anni di studio di un'apposita commissione pontificia voluta dal papa Giovanni Paolo II, dopo quasi 360 anni dalla condanna la Chiesa ha riconosciuto come ingiusta la pena inflitta allo scienziato, ritenendola tuttavia motivata dal fatto che Galileo avesse introdotto nuove tesi "senza averne fornito adeguate prove" (relazione Card. Poupard, )

## Ascendenza
|                  |                  |                    | Genitori |  |  | Nonni                |  |  | Bisnonni         |  |
|                  |                  |                    |          |  |  | Michelangelo Galilei |  |  | Giovanni Galilei |  |
|                  |                  |                    |          |  |  | Michelangelo Galilei |  |  | Giovanni Galilei |  |
|                  |                  |                    |          |  |  | Michelangelo Galilei |  |  |                  |  |
| Vincenzo Galilei |                  |                    |          |  |  | Michelangelo Galilei |  |  |                  |  |
|                  |                  | Maddalena di Carlo | …        |  |  |                      |  |  |                  |  |
|                  |                  | Maddalena di Carlo | …        |  |  |                      |  |  |                  |  |
|                  |                  | Maddalena di Carlo | …        |  |  |                      |  |  |                  |  |
| Galileo Galilei  |                  | Maddalena di Carlo |          |  |  |                      |  |  |                  |  |
|                  | Cosimo Ammannati | …                  |          |  |  |                      |  |  |                  |  |
|                  | Cosimo Ammannati | …                  |          |  |  |                      |  |  |                  |  |
|                  | Cosimo Ammannati | …                  |          |  |  |                      |  |  |                  |  |
| Giulia Ammannati | Cosimo Ammannati |                    |          |  |  |                      |  |  |                  |  |
|                  |                  | Lucrezia           | …        |  |  |                      |  |  |                  |  |
|                  |                  | Lucrezia           | …        |  |  |                      |  |  |                  |  |
|                  |                  | Lucrezia           | …        |  |  |                      |  |  |                  |  |
|                  |                  | Lucrezia           |          |  |  |                      |  |  |                  |  |

## Eliocentrismo, scienza e teologia

### La dottrina galileiana delle due verità

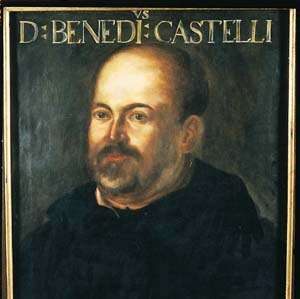
Benedetto Castelli

Galilei, convinto della correttezza della cosmologia copernicana, era ben consapevole che essa fosse ritenuta in contraddizione con il testo biblico e la tradizione dei Padri della Chiesa, che sostenevano invece una concezione geocentrica dell'universo. Poiché la Chiesa considerava le Sacre Scritture ispirate dallo Spirito Santo, la teoria eliocentrica poteva essere accettata, fino a prova contraria, soltanto come semplice ipotesi (ex suppositione) o modello matematico, senza alcuna attinenza con la reale posizione dei corpi celesti. Proprio a questa condizione il De revolutionibus orbium coelestium di Copernico non era stato condannato dalle autorità ecclesiastiche e menzionato nell'Indice dei libri proibiti, almeno fino al 1616.
Galilei, intellettuale cattolico, si inserì nel dibattito sul rapporto fra scienza e fede con la lettera a padre Benedetto Castelli del 21 dicembre 1613. Egli difese il modello copernicano sostenendo che esistono due verità necessariamente non in contraddizione o in conflitto fra loro. La Bibbia è certamente un testo sacro di ispirazione divina e dello Spirito Santo, ma comunque scritto in un preciso momento storico con lo scopo di orientare il lettore verso la comprensione della vera religione. Per questa ragione, come già avevano sostenuto molti esegeti tra i quali Lutero e Giovanni Keplero, i fatti della Bibbia sono stati necessariamente scritti in modo tale da poter essere compresi anche dagli antichi e dalla gente comune. Occorre quindi discernere, come già sostenuto da Agostino d'Ippona, il messaggio propriamente religioso dalla descrizione, storicamente connotata e inevitabilmente narrativa e didascalica, di fatti, episodi e personaggi:
(Galileo Galilei,  Lettera a Madama Cristina di Lorena granduchessa di Toscana.)

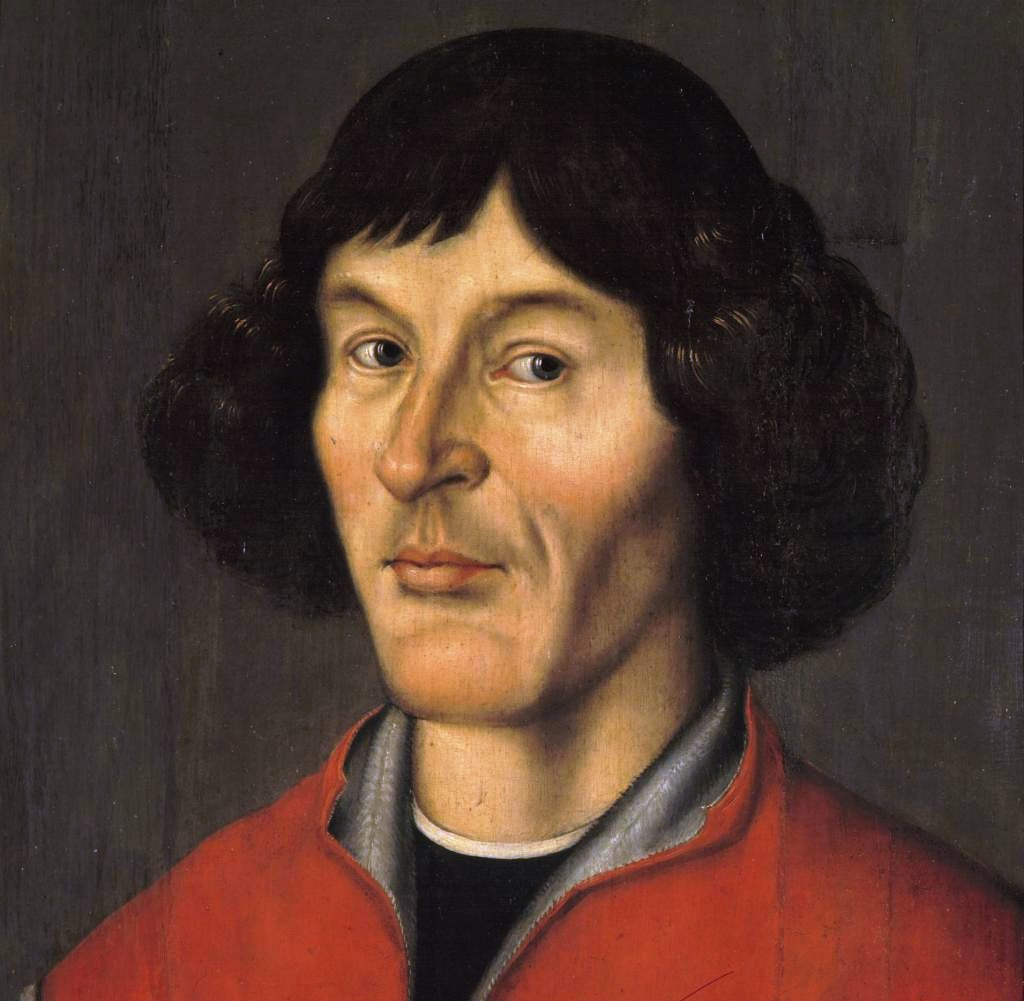
Niccolò Copernico

Il noto episodio biblico della richiesta di Giosuè a Dio di fermare il Sole per prolungare il giorno era usato in ambito ecclesiastico a sostegno del sistema geocentrico. Galileo sostenne invece che in quel modo il giorno non si sarebbe allungato, in quanto nel sistema tolemaico la rotazione diurna (giorno/notte) non dipende dal Sole, ma dalla rotazione del Primum Mobile. La Bibbia deve essere reinterpretata e «bisogna alterar il senso delle parole, e dire che quando la Scrittura dice che Iddio fermò il Sole, voleva dire che fermò 'l primo mobile, ma che, per accomodarsi alla capacità di quei che sono a fatica idonei a intender il nascere e 'l tramontar del Sole, ella dicesse al contrario di quel che avrebbe detto parlando a uomini sensati». Invece, secondo Galileo, nel sistema copernicano la rotazione del Sole sul proprio asse provoca sia la rivoluzione della Terra attorno al Sole, sia la rotazione diurna (giorno/notte) della Terra attorno all'asse terrestre (ipotesi poi mostratesi entrambe errate). Quindi, scrive Galileo, l'episodio biblico «ci mostra manifestamente la falsità e impossibilità del mondano sistema Aristotelico e Tolemaico, e all'incontro benissimo s'accomoda co 'l Copernicano». Infatti se Dio avesse fermato il Sole assecondando la richiesta di Giosuè, ne avrebbe necessariamente bloccato la rotazione assiale (unico suo movimento previsto nel sistema copernicano), provocando di conseguenza - secondo Galileo - l'arresto sia della (ininfluente) rivoluzione annuale, sia della rotazione terrestre diurna prolungando quindi la durata del giorno. A questo proposito, è interessante la critica proposta da Arthur Koestler, in cui sostiene che Galileo "sapeva meglio di chiunque altro che se la terra si fermasse bruscamente, montagne, case, città, crollerebbero come un castello di carte; il più ignorante dei frati, senza sapere nulla del momento di inerzia, sapeva benissimo quel che succedeva quando i cavalli e la carrozza frenavano di colpo o quando una nave finiva contro gli scogli. Se si interpretava la Bibbia secondo Tolomeo, il brusco arresto del Sole non aveva effetti fisici degni di nota e il miracolo rimaneva credibile al pari di qualsiasi altro miracolo; in base all'interpretazione di Galileo, Giosuè avrebbe distrutto non soltanto gli Amorrei, ma la terra intera. Sperando di far passare queste sciocchezze penose, Galileo rivelava il suo disprezzo per gli avversari".
Galileo fece analoghe considerazioni in lettere indirizzate al fiorentino monsignor Piero Dini e alla granduchessa Cristina di Lorena, le quali destarono preoccupazione negli ambienti conservatori per le idee innovative, il carattere polemico e l'ardimento con i quali lo scienziato sosteneva che alcuni passi della Bibbia dovessero venire reinterpretati alla luce del sistema copernicano, all'epoca non ancora dimostrato.
Per Galileo le Sacre Scritture si occupano di Dio; il metodo per condurre le indagini sulla Natura deve fondarsi su «sensate esperienze» e «necessarie dimostrazioni». La Bibbia e la Natura non possono contraddirsi perché derivano entrambe da Dio; di conseguenza, in caso di discordia apparente, non sarà la scienza a dover fare un passo indietro, bensì gli interpreti del testo sacro che dovranno cercare al di là del significato superficiale di quest'ultimo. In altri termini, come spiega lo studioso di Galilei Andrea Battistini, «il testo biblico è conforme soltanto "al comun modo del volgo", ossia si adatta non già alle competenze degli "intendenti", ma ai limiti conoscitivi dell'uomo comune, velando così con una sorta di allegoria il senso più profondo degli enunciati. Se il messaggio letterale può divergere dagli enunciati della scienza, non lo può mai il suo contenuto "recondito" e più autentico, ricavabile dall'interpretazione del testo biblico oltre i suoi significati più epidermici».
Circa il rapporto tra scienza e teologia, celebre è la sua frase: «intesi da persona ecclesiastica costituita in eminentissimo grado, l'intenzione dello Spirito Santo essere d'insegnarci come si vadia al cielo, e non come vadia il cielo», usualmente attribuita al cardinale Cesare Baronio. Si noti che, applicando tale criterio, Galileo non avrebbe potuto usare il passo biblico di Giosuè per cercare di dimostrare un presunto accordo tra testo sacro e sistema copernicano, e la supposta contraddizione tra la Bibbia e il modello tolemaico.
Deriva invece proprio da tale criterio la visione galileiana secondo la quale esistono due sorgenti di conoscenza ("libri"), che sono in grado di rivelare la stessa verità che proviene da Dio. Il primo è la Bibbia, scritta in termini comprensibili al "volgo", che ha essenzialmente valore salvifico e di redenzione dell'anima, e richiede quindi un'attenta interpretazione delle affermazioni relative ai fenomeni naturali che in essa sono descritti. Il secondo è «questo grandissimo libro che continuamente ci sta aperto innanzi a gli occhi (io dico l'universo), [...] scritto in lingua matematica», che va letto secondo la razionalità scientifica e non va posposto al primo ma, per essere ben interpretato, deve essere studiato con gli strumenti di cui il medesimo Dio della Bibbia ci ha dotati: sensi, discorso e intelletto:
(Galileo Galilei, Lettera a Madama Cristina di Lorena granduchessa di Toscana)

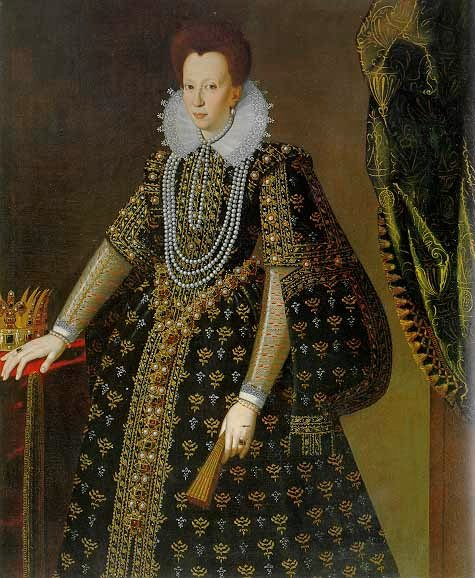
Ritratto di Cristina di Lorena, Santi di Tito (Siena, Palazzo Pubblico)

Sempre nella lettera alla granduchessa Cristina di Lorena del 1615, alla domanda se la teologia potesse ancora essere concepita come la regina delle scienze, Galilei rispose che l'oggetto di cui trattava la teologia la rendeva d'importanza primaria, ma che questa non poteva pretendere di pronunciare giudizi nel campo delle verità della scienza. Al contrario, se un certo fatto o fenomeno scientificamente dimostrato non si accorda con i testi sacri, allora sono questi che devono essere riletti alla luce dei nuovi progressi e delle nuove scoperte.
Secondo la dottrina galileiana delle due verità non vi può essere, in definitiva, disaccordo tra vera scienza e vera fede essendo, per definizione, entrambe vere. Ma, in caso di apparente contraddizione su fatti naturali, occorre modificare l'interpretazione del testo sacro per adeguarla alle conoscenze scientifiche più aggiornate.
La posizione della Chiesa al riguardo non differiva sostanzialmente da quella di Galileo: con molte più cautele, anche la Chiesa cattolica ammetteva la necessità di rivedere l'interpretazione delle sacre scritture alla luce di fatti nuovi e nuove conoscenze solidamente comprovate. Ma nel caso del sistema copernicano, il cardinal Roberto Bellarmino e molti altri teologi cattolici sostennero, ragionevolmente, che non vi fossero prove conclusive a suo favore:
(Lettera del cardinal Bellarmino a padre Foscarini (Lettera XII, N. 1110 del 12 aprile 1615))
La mancata osservazione, con gli strumenti allora disponibili, della parallasse stellare (che si sarebbe dovuta riscontrare come effetto dello spostamento della Terra rispetto al cielo delle stelle fisse) costituiva invece, all'epoca, evidenza contraria alla teoria eliocentrica. In tale contesto, la Chiesa ammetteva quindi che si parlasse del modello copernicano solo ex suppositione (come ipotesi matematica). La difesa di Galileo ex professo (con cognizione di causa e competenza, di proposito e intenzionalmente) della teoria copernicana quale reale descrizione fisica del sistema solare e delle orbite dei corpi celesti si scontrò quindi, inevitabilmente, con la posizione ufficiale della Chiesa cattolica. Secondo Galileo la teoria copernicana non poteva essere considerata una semplice ipotesi matematica per il semplice fatto che era l'unica spiegazione perfettamente accurata e non utilizzava quelle "assurdità" costituite dagli eccentrici e epicicli. In realtà, diversamente da quanto si diceva a quel tempo, per mantenere un livello di precisione paragonabile a quello del sistema tolemaico, erano stati necessari a Copernico più eccentrici e epicicli di quelli utilizzati da Tolomeo. Il numero esatto di quest'ultimi è inizialmente di 34 (nella sua prima esposizione del sistema, contenuta nel Commentariolus), ma raggiunge la cifra di 48 nel De revolutionibus, secondo i calcoli di Koestler. Invece, il sistema tolemaico non ne utilizzava 80, come affermato da Copernico, bensì solamente 40, secondo la versione aggiornata del 1453 del sistema tolemaico da parte di Peurbach. Lo storico della scienza Dijksterhuis fornisce altri dati, ritenendo che il sistema copernicano utilizzasse solo cinque "cerchi" in meno di quello tolemaico. L'unica differenza sostanziale, pertanto, consisteva esclusivamente nell'assenza degli equanti nella teoria copernicana. Il sopracitato Koestler si è chiesto se questo errore di valutazione sia da attribuirsi alla mancata lettura da parte di Galileo dell'opera di Copernico, oppure alla sua disonestà intellettuale. Questa contrapposizione sfociò inizialmente nella messa all'Indice del De revolutionibus, e infine, molti anni dopo, nel processo a Galileo Galilei del 1633, che si concluse con la condanna per "veemente sospetto di eresia" e l'abiura forzata delle sue concezioni astronomiche.

### Riabilitazione da parte della Chiesa cattolica
Al di là dal giudizio storico, giuridico e morale sulla condanna a Galilei, le questioni di carattere epistemologico e di ermeneutica biblica che furono al centro del processo sono state oggetto di riflessione da parte di innumerevoli pensatori moderni, che spesso hanno citato la vicenda di Galileo per esemplificare, talora in termini volutamente paradossali, il loro pensiero in merito a tali questioni. Per esempio il filosofo austriaco Paul Feyerabend, sostenitore di un'anarchia epistemologica, sostenne che:
(P. Feyerabend, Against Method, 3rd Edition, London, Verso Books, 1993, Part XIII, p. 125.)
Questa provocazione sarà poi ripresa dal cardinale Joseph Ratzinger, dando luogo a contestazioni da parte dell'opinione pubblica. Ma il vero scopo per cui Feyerabend aveva espresso tale provocatoria affermazione era "solo mostrare la contraddizione di coloro che approvano Galileo e condannano la Chiesa, ma poi verso il lavoro dei loro contemporanei sono rigorosi come lo era la Chiesa ai tempi di Galileo".
Nel corso dei secoli che seguirono la Chiesa modificò la propria posizione nei confronti di Galilei: nel 1734 il Sant'Uffizio concesse l'erezione di un mausoleo in suo onore nella chiesa di Santa Croce in Firenze; Benedetto XIV nel 1757 tolse dall'Indice i libri che insegnavano il moto della Terra, con ciò ufficializzando quanto già di fatto aveva fatto il papa Alessandro VII nel 1664 con il ritiro del Decreto del 1616.
La definitiva autorizzazione all'insegnamento del moto della Terra e dell'immobilità del Sole arrivò con un decreto della Sacra Congregazione dell'inquisizione approvato dal papa Pio VII il 25 settembre 1822.
Particolarmente significativo risulta un contributo del 1855 del teologo e cardinale britannico John Henry Newman, a pochi anni dalla abilitazione dell'insegnamento dell'eliocentrismo e quando le teorie di Newton sulla gravitazione risultavano ormai affermate e provate sperimentalmente. Innanzitutto il teologo riassume il rapporto dell'eliocentrismo con le Scritture:
(J. H. Newman, VIII: Il Cristianesimo e la ricerca scientifica, in Scritti sull'università (1855))
Interessante è la lettura che il Cardinale compie della vicenda Galileo come conferma, e non negazione, dell'origine divina della Chiesa:
(ibid.)
Nel 1968 il papa Paolo VI fece avviare la revisione del processo e, con l'intento di porre una parola definitiva riguardo a queste polemiche, il papa Giovanni Paolo II il 3 luglio 1981 auspicò che fosse intrapresa una ricerca interdisciplinare sui difficili rapporti di Galileo con la Chiesa e istituì una Commissione Pontificia per lo studio della controversia tolemaico-copernicana del XVI e del XVII secolo, nella quale il caso Galilei si inserisce. Il papa ammise, nel discorso del 10 novembre 1979 in cui annunciava l'istituzione della commissione, che "Galileo ebbe molto a soffrire, non possiamo nasconderlo, da parte di uomini e organismi di Chiesa".
Dopo ben tredici anni di dibattimento, il 31 ottobre 1992, la Chiesa cancellò la condanna, formalmente ancora esistente, e chiarì la sua interpretazione sulla questione teologica scientifica galileiana riconoscendo che la condanna di Galileo Galilei fu dovuta all'ostinazione di entrambe le parti nel non voler considerare le rispettive teorie come semplici ipotesi non comprovate sperimentalmente e, d'altra parte, alla «mancanza di perspicacia», ovvero di intelligenza e lungimiranza, dei teologi che lo condannarono, incapaci di riflettere sui propri criteri di interpretazione della Scrittura e responsabili di aver inflitto molte sofferenze allo scienziato. Come dichiarò infatti Giovanni Paolo II:
(Giovanni Paolo II ai membri della Pontificia Accademia delle Scienze, 31 ottobre 1992)

## Galilei e la scienza
«La storia del pensiero scientifico del Medioevo e del Rinascimento, che si comincia ora a comprendere un po' meglio, si può dividere in due periodi, o meglio, perché l'ordine cronologico corrisponde solo molto approssimativamente a questa divisione, si può dividere, grosso modo, in tre fasi o epoche, corrispondenti successivamente a tre differenti correnti di pensiero: prima la fisica aristotelica; poi la fisica dell'impetus, iniziata, come ogni altra cosa, dai Greci ed elaborata dalla corrente dei nominalisti parigini del XIV secolo; e infine la fisica moderna, archimedea e galileiana.»
Fra le maggiori scoperte che Galilei fece, guidato dagli esperimenti, si annoverano un primo approccio fisico alla relatività, poi nota come relatività galileiana, la scoperta delle quattro lune principali di Giove, dette appunto satelliti galileiani (Io, Europa, Ganimede e Callisto) e il principio di inerzia, seppur parzialmente.
Compì anche studi sul moto di caduta dei gravi e riflettendo sui moti lungo i piani inclinati scoprì il problema del "tempo minimo" nella caduta dei corpi materiali, e studiò varie traiettorie, tra cui la spirale paraboloide e la cicloide.
Nell'ambito delle sue ricerche di matematica si avvicinò alle proprietà dell'infinito introducendo il celebre paradosso di Galileo. Nel 1640 Galilei incoraggiò il suo allievo Bonaventura Cavalieri a sviluppare le idee del maestro e di altri sulla geometria con il metodo degli indivisibili, per determinare aree e volumi: questo metodo rappresentò una tappa fondamentale per l'elaborazione del calcolo infinitesimale.

### La nascita della scienza moderna

#### Il metodo scientifico
(Immanuel Kant, Critica della ragion pura [Ed. orig. 1787], Roma-Bari, Editori Laterza, 2000, Prefazione)

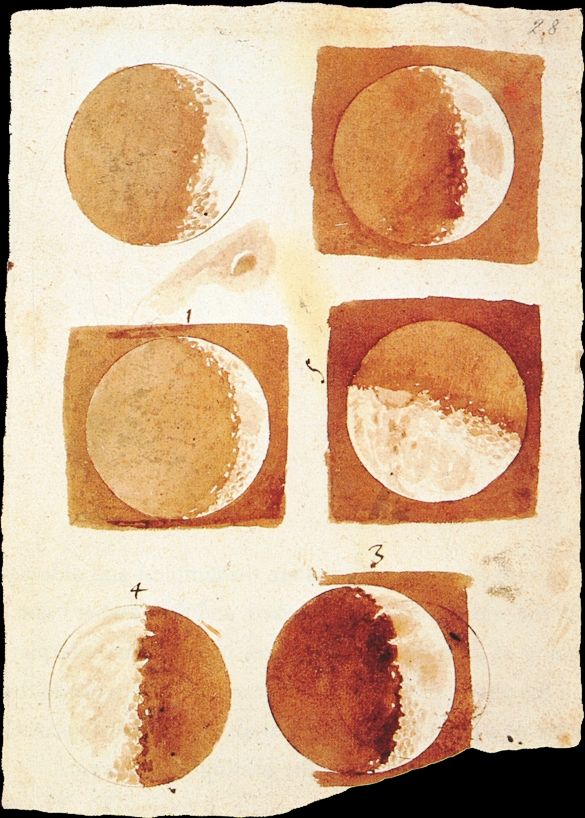
Fasi della Luna disegnate da Galileo nel 1616

Galileo Galilei fu uno dei protagonisti della fondazione del metodo scientifico espresso con linguaggio matematico e pose l'esperimento come strumento a base dell'indagine sulle leggi della natura, in contrasto con la tradizione aristotelica e la sua analisi qualitativa del cosmo:
(G. Galilei, Lettera a Gallanzone Gallanzoni, 1611)
Già nella terza lettera del 1611 a Mark Welser a proposito della polemica sulle macchie solari, Galilei si domandava che cosa l'uomo nella sua ricerca vuole arrivare a conoscere.
E ancora: per conoscenza intendiamo l'arrivare a cogliere i principi primi dei fenomeni o come questi si sviluppano?
La ricerca dei principi primi essenziali comporta dunque una serie infinita di domande poiché ogni risposta fa nascere una nuova domanda: se noi ci chiedessimo quale sia la sostanza delle nuvole, una prima risposta sarebbe che è il vapore acqueo ma poi dovremo chiederci che cos'è questo fenomeno e dovremo rispondere che è acqua, per chiederci subito dopo che cos'è l'acqua, rispondendo che è quel fluido che scorre nei fiumi ma questa «notizia dell'acqua» è soltanto «più vicina e dependente da più sensi», più ricca di informazioni particolari diverse, ma non ci porta certo la conoscenza della sostanza delle nuvole, della quale sappiamo esattamente quanto prima. Ma se invece vogliamo capire le «affezioni», le caratteristiche particolari dei corpi, potremo conoscerle sia in quei corpi che sono da noi distanti, come le nuvole, sia in quelli più vicini, come l'acqua.
Occorre dunque intendere in modo diverso lo studio della natura. «Alcuni severi difensori di ogni minuzia peripatetica», educati nel culto di Aristotele, credono che «il filosofare non sia né possa esser altro che un far gran pratica sopra i testi di Aristotele» che portano come unica prova delle loro teorie. E non volendo «mai sollevar gli occhi da quelle carte» rifiutano di leggere «questo gran libro del mondo» (cioè dall'osservare direttamente i fenomeni), come se «fosse scritto dalla natura per non esser letto da altri che da Aristotele, e che gli occhi suoi avessero a vedere per tutta la sua posterità».
Invece « [...] i discorsi nostri hanno a essere intorno al mondo sensibile, e non sopra un mondo di carta.»
A fondamento del metodo scientifico quindi ci sono il rifiuto dell'essenzialismo e la decisione di cogliere solo l'aspetto quantitativo dei fenomeni nella convinzione di poterli tradurre tramite la misurazione in numeri così che si abbia una conoscenza di tipo matematico, l'unica perfetta per l'uomo che la raggiunge gradatamente tramite il ragionamento così da eguagliare lo stesso perfetto conoscere divino che la possiede interamente e intuitivamente:
Il metodo galileiano si dovrà comporre quindi di due aspetti principali:
- sensata esperienza, ovvero l'esperimento distinto dalla comune osservazione della natura, che deve infatti seguire a un'attenta formulazione teorica, ovvero a ipotesi (metodo ipotetico-sperimentale) che siano in grado di guidare l'esperienza in modo che essa non fornisca risultati arbitrari. Galileo non ottenne la legge di caduta dei gravi dalla mera osservazione, altrimenti ne avrebbe dedotto che un corpo cade più rapidamente tanto più è pesante (un sasso nell'aria arriva prima a terra di una piuma per via dell'attrito). Studiò invece il moto dei corpi in caduta controllandolo con un piano inclinato, costruendo cioè un esperimento che gli permettesse di ottenere risultati più precisi.[119] Anche l'esperimento mentale può essere un utile strumento di dimostrazione e permise a Galileo di confutare le dottrine aristoteliche sul moto.[120][121]
- necessaria dimostrazione, ovvero un'analisi matematica e rigorosa dei risultati dell'esperienza, che sia in grado di trarre da questa risultati universali e ogni conseguenza in modo necessario e non opinabile espressi dalla legge scientifica. In questo modo Galileo concluse che tutti i corpi nel vuoto precipitano con una velocità proporzionale al tempo di caduta, anche se chiaramente non aveva effettuato esperimenti considerando tutti i possibili corpi con differenti forme e materiali. La dimostrazione va ulteriormente verificata, con ulteriori esperienze, ovvero il cosiddetto cimento[N 56] che è l'esperimento concreto con cui va sempre verificato l'esito di ogni formulazione teorica.[122]

Sintetizzando la natura del metodo galileiano, Rodolfo Mondolfo infine aggiunge che:
È questa l'originalità del metodo galileiano: avere collegato esperienza e ragione, induzione e deduzione, osservazione esatta dei fenomeni e elaborazione di ipotesi e questo, non astrattamente ma, con lo studio di fenomeni reali e con l'uso di appositi strumenti tecnici.

#### La terminologia scientifica in Galilei
Fondamentale è stato il contributo di Galileo al linguaggio scientifico, sia in campo matematico, sia, in particolare, nel campo della fisica. Ancora oggi in questa disciplina molto del linguaggio settoriale in uso deriva da specifiche scelte dello scienziato pisano. In particolare, negli scritti di Galileo molte parole sono tratte dal linguaggio comune e vengono sottoposte a una "tecnificazione", cioè l'attribuzione a esse di un significato specifico e nuovo (una forma, quindi, di neologismo semantico). È il caso di "forza" (seppur non in senso newtoniano), "velocità", "momento", "impeto", "fulcro", "molla" (intendendo lo strumento meccanico ma anche la "forza elastica"), "strofinamento", "terminatore", "nastro".
Un esempio del modo in cui Galileo nomina gli oggetti geometrici è in un brano dei Discorsi e dimostrazioni matematiche intorno a due nuove scienze:
Come si vede, nel testo a una terminologia specialistica ("emisferio", "cono", "cilindro") si accompagna l'uso di un termine che denota un oggetto della vita quotidiana, cioè "scodella".

### Fisica, matematica e filosofia

#### Galilei filosofo naturale
La figura di Galileo Galilei è ricordata nella storia anche per le sue riflessioni sui fondamenti e sugli strumenti dell'analisi scientifica della natura. Celebre la sua metafora riportata nel Saggiatore, dove la matematica viene definita come il linguaggio in cui è scritto il libro della natura:
(Galileo Galilei, Il Saggiatore, Cap. VI)
In questo brano Galilei mette in collegamento le parole "matematica", "filosofia" e "universo", dando così inizio a una lunga disputa fra i filosofi della scienza in merito a come egli concepisse e mettesse in relazione fra loro questi termini. Per esempio quello che qui Galileo chiama "universo" si dovrebbe intendere, modernamente, come "realtà fisica" o "mondo fisico" in quanto Galileo si riferisce al mondo materiale conoscibile matematicamente. Quindi non solo alla globalità dell'universo inteso come insieme delle galassie, ma anche di qualsiasi sua parte o sottoinsieme inanimato. Il termine "natura" includerebbe invece anche il mondo biologico, escluso dall'indagine galileiana della realtà fisica.
Per quanto riguarda l'universo propriamente detto, Galilei, seppur nell'indecisione, sembra propendere per la tesi che sia infinito:
Egli non prende una posizione netta sulla questione della finitezza o infinità dell'universo; tuttavia, come sostiene Rossi, «c'è una sola ragione che lo inclina verso la tesi dell'infinità: è più facile riferire l'incomprensibilità all'incomprensibile infinito che al finito che non è comprensibile».
Ma Galilei non prende mai esplicitamente in considerazione, forse per prudenza, la dottrina di Giordano Bruno di un universo illimitato e infinito, senza un centro e costituito di infiniti mondi tra i quali Terra e Sole che non hanno alcuna preminenza cosmogonica. Lo scienziato pisano non partecipa al dibattito sulla finitezza o infinità dell'universo e afferma che a suo parere la questione è insolubile. Se appare propendere per l'ipotesi della infinitezza lo fa con motivazioni filosofiche in quanto, sostiene, l'infinito è oggetto di incomprensibilità mentre ciò che è finito rientra nei limiti del comprensibile.

#### Tra Platone, Archimede e Aristotele
Il rapporto fra la matematica di Galileo e la sua filosofia della natura, il ruolo della deduzione rispetto all'induzione nelle sue ricerche, sono stati riportati da molti filosofi al confronto fra aristotelici e platonici, al recupero dell'antica tradizione greca con la concezione archimedea o anche all'inizio dello sviluppo nel XVII secolo del metodo sperimentale.
La questione è stata così ben espressa dal filosofo medievalista Ernest Addison Moody (1903–1975):

##### Elementi platonici e archimedei
Galileo viveva in un'epoca in cui le idee del platonismo si erano diffuse nuovamente in tutta Europa e in Italia e probabilmente anche per questa ragione i simboli della matematica vengono da lui identificati con entità geometriche e non con numeri. L'uso dell'algebra derivato dal mondo arabo nel dimostrare relazioni geometriche era invece ancora insufficientemente sviluppato ed è solo con Leibniz e Isaac Newton che il calcolo differenziale divenne la base dello studio della meccanica classica. Galileo infatti nel mostrare la legge di caduta dei gravi si servì di relazioni e similitudini geometriche.
Da una parte, per alcuni filosofi come Alexandre Koyré, Ernst Cassirer, Edwin Arthur Burtt (1892–1989), la sperimentazione fu certamente importante negli studi di Galileo e giocò anche un ruolo positivo nello sviluppo della scienza moderna. La sperimentazione stessa, come studio sistematico della natura, richiede un linguaggio con cui formulare domande e interpretare le risposte ottenute. La ricerca di questo linguaggio era un problema che aveva interessato i filosofi fin dai tempi di Platone e Aristotele, in particolare rispetto al ruolo non banale della matematica nello studio delle scienze della natura. Galilei si affida a esatte e perfette figure geometriche che però non possono mai essere riscontrate nel mondo reale, se non al massimo come rozza approssimazione.
Oggi la matematica nella fisica moderna è utilizzata per costruire modelli del mondo reale, ma ai tempi di Galileo questo tipo di approccio non era affatto scontato. Secondo Koyré, per Galileo il linguaggio della matematica gli permette di formulare domande a priori prima ancora di confrontarsi con l'esperienza, e così facendo orienta la stessa ricerca delle caratteristiche della natura attraverso gli esperimenti. Da questo punto di vista, Galileo seguirebbe quindi la tradizione platonica e pitagorica, dove la teoria matematica precede l'esperienza e non si applica al mondo sensibile ma ne esprime la sua intima natura.

##### Elementi aristotelici
Altri studiosi di Galilei, come Stillman Drake, Pierre Duhem, John Herman Randall Jr., hanno invece sottolineato la novità del pensiero di Galileo rispetto alla filosofia platonica classica. Nella metafora del Saggiatore la matematica è un linguaggio e non è direttamente definita né come l'universo né come la filosofia, ma è piuttosto uno strumento per analizzare il mondo sensibile che era invece visto dai platonici come illusorio. Il linguaggio sarebbe il fulcro della metafora di Galileo, ma l'universo stesso è il vero obbiettivo delle sue ricerche. In questo modo secondo Drake, Galileo si allontanerebbe definitivamente dalla concezione e dalla filosofia platonica, ma senza avvicinarsi a quella aristotelica, come sostiene Pierre Duhem, secondo il quale la scienza galileiana affondava le sue radici nel pensiero medievale. D'altro canto, i violenti attacchi lanciati dagli aristotelici contro la sua scienza, rendono difficile considerare Galileo uno di loro. Dunque, per Drake, Galileo "non si era curato di formulare una filosofia", e nella terza giornata dei Discorsi afferma, riferendosi alle concezioni filosofiche: "Simili profonde contemplazioni si aspettano [=spettano] a più alte dottrine che le nostre; e a noi deve bastare d'essere quei men degni artefici che dalle fodine [=cave] scuoprono e cavano i marmi, nei quali poi gli scultori illustri fanno apparire meravigliose immagini che sotto rozza e informe scorza stavano nascoste".

##### La sintesi tra platonismo e aristotelismo
Secondo Eugenio Garin Galileo invece, con il suo metodo sperimentale, vuole identificare nel fatto osservato "aristotelicamente" una necessità intrinseca, espressa matematicamente, dovuta al suo legame con la causa divina "platonica" che lo produce facendolo "vivere":

#### L'atomismo di Galilei
Nel corso del '600 si assistette a una rinascita dell'atomismo, riproposto da vari pensatori quali Pierre Gassendi, Daniel Sennert,
Johann Chrysostom Magnenus, Cartesio, Newton e Robert Boyle.
L'atomismo di Galilei non si basava su evidenze sperimentali, all'epoca non disponibili. Era invece una radicata convinzione filosofica, che unificava la sua visione di tutti gli elementi del mondo naturale. Dalla luce, per lui costituita dagli atomi più leggeri, fino alla Via Lattea, per Galilei tutta la realtà naturale era costituita di atomi.
Galileo nelle conferenze tenute a Roma nel 1611, nel Discorso sulle cose che stanno sull'acqua o che in quella si muovono (1612) e ne Il Saggiatore (1623) aveva sostenuto l'atomismo corpuscolare democriteo, interpretando in tale senso i fenomeni luminosi e termici. Viceversa anni dopo, nel 1640, non solo lo ripudia - cosa in sé lecita e comprensibile quale esito di un approfondimento teorico - ma nega l'evidenza, sostenendo di non averlo mai sostenuto (Lettere a Fortunio Liceti, agosto e settembre 1640).
In quegli anni egli era passato a una diversa concezione, non più corpuscolare ma fenomenistica, suggerita anche da un diverso approccio a problemi di natura matematica. Da una parte, molte qualità degli oggetti fisici non vengono ritenute esistenti in sé, ma solamente fenomeni percettivi o stimoli sensoriali (per esempio il colore, la durezza, la dolcezza, ecc.); dall'altra, l'introduzione di quantità infinitesime per risolvere il problema del calcolo di aree o volumi curvilinei fa sorgere in Galileo il dubbio che il processo di suddivisione fisica possa continuare all'infinito, senza mai trovare un elemento atomico indivisibile.
Lo storico della scienza Pietro Redondi, nel suo libro Galileo eretico del 1983, ha avanzato l'ipotesi che la ragione del processo a Galileo,
conclusosi con la sua condanna come "veementemente sospetto d'eresia", non vada ricercata nella sua difesa della visione copernicana del cosmo, quanto piuttosto nel suo sostegno alla teoria atomistica. Tale teoria, del resto, era fin dal medioevo sospetta per la Chiesa cattolica: la sua prima condanna, emessa contro Nicola di Autrecourt, risaliva al 1347. L'atomismo, in particolare, andava contro l'aristotelismo su cui si basava la dottrina cattolica della transustanziazione delle specie eucaristiche, ribadita come dogma dal concilio di Trento in antitesi ai protestanti, che sostenevano il valore meramente simbolico e commemorativo dell'eucaristia.
Redondi ha trovato negli archivi vaticani una denuncia anonima al Sant'Uffizio contro Galileo per atomismo, risalente al 1624. Tale denuncia venne archiviata, ma avrebbe potuto essere utilizzata per riaprire un insidioso processo per eresia, nell'ambito della campagna confessionale-politica condotta dai gesuiti contro Galileo. Secondo Redondi, autore della denuncia fu il gesuita Orazio Grassi, con cui Galileo aveva avuto forti polemiche. Il Saggiatore era stato, l'anno prima, la risposta di Galileo Galilei al testo del Grassi Libra astronomica ac philosophica qua Galilaei Galilaei opiniones de cometis a Mario Guiducio in Florentina Academia expositae examinantur, pubblicato con lo pseudonimo di Lotario Sarsi nel 1619. Ne Il Saggiatore Galileo confutava il modello astronomico di Tycho Brahe difeso dai gesuiti e ribadiva la teoria copernicana, facendo altresì intendere, parlando della natura corpuscolare della luce, di sostenere l'atomismo. Successivi confronti calligrafici hanno tuttavia escluso che l'autore della denuncia anonima sia stato Orazio Grassi.

### Studi sul moto

#### La descrizione quantitativa del movimento

Rappresentazione dell'evoluzione moderna dei diagrammi utilizzati da Galileo nello studio del moto. A ogni punto di una linea corrisponde un tempo e una velocità (segmento giallo che termina con un punto blu). L'area gialla della figura così ottenuta corrisponde quindi allo spazio totale percorso nell'intervallo di tempo (t2-t1).

Wilhelm Dilthey vede Keplero e Galilei come le massime espressioni nel loro tempo di "pensieri calcolatori" che si disponevano a risolvere, tramite lo studio delle leggi del movimento, le esigenze della moderna società borghese:
Galilei fu infatti uno dei protagonisti del superamento della descrizione aristotelica della natura del moto. Già nel medioevo alcuni autori, come Giovanni Filopono nel VI secolo, avevano osservato contraddizioni nelle leggi aristoteliche, ma fu Galileo a proporre una valida alternativa basata su osservazioni sperimentali. Diversamente da Aristotele, per il quale esistono due moti "naturali", cioè spontanei, dipendenti dalla sostanza dei corpi, uno diretto verso il basso, tipico dei corpi di terra e d'acqua, e uno verso l'alto, tipico dei corpi d'aria e di fuoco, per Galileo qualunque corpo tende a cadere verso il basso nella direzione del centro della Terra. Se vi sono corpi che salgono verso l'alto è perché il mezzo nel quale si trovano, avendo una densità maggiore, li spinge in alto, secondo il noto principio già espresso da Archimede: la legge sulla caduta dei gravi di Galileo, prescindendo dal mezzo, è pertanto valida per tutti i corpi, qualunque sia la loro natura.
Per raggiungere questo risultato, uno dei primi problemi che Galileo e i suoi contemporanei dovettero risolvere fu quello di trovare gli strumenti adatti a descrivere quantitativamente il moto. Ricorrendo alla matematica, il problema era quello di capire come trattare eventi dinamici, come la caduta dei corpi, con figure geometriche o numeri che in quanto tali sono assolutamente statici e sono privi di alcun moto. Per superare la fisica aristotelica, che considerava il moto in termini qualitativi e non matematici, come allontanamento e successivo ritorno al luogo naturale, bisognava dunque prima sviluppare gli strumenti della geometria e in particolare del calcolo differenziale, come fecero successivamente fra gli altri Newton, Leibniz e Cartesio. Galileo riuscì a risolvere il problema nello studio del moto dei corpi accelerati disegnando una linea e associando a ogni punto un tempo e un segmento ortogonale proporzionale alla velocità. In questo modo costruì il prototipo del diagramma velocità-tempo e lo spazio percorso da un corpo è semplicemente uguale all'area della figura geometrica costruita. I suoi studi e le sue ricerche sul moto dei corpi aprirono inoltre la via alla moderna balistica.
Sulla base degli studi sul moto, di esperimenti mentali e delle osservazioni astronomiche, Galileo intuì che è possibile descrivere sia gli eventi che accadono sulla Terra sia quelli celesti con un unico insieme di leggi. Superò quindi in questo modo anche la divisione fra mondo sublunare e sovralunare della tradizione aristotelica (per la quale il secondo è governato da leggi diverse da quelle terrestri e da moti circolari perfettamente sferici, ritenuti impossibili nel mondo sublunare).

#### Il principio d'inerzia e il moto circolare

Sfera sul piano inclinato

Studiando il piano inclinato Galilei si occupò dell'origine del moto dei corpi e del ruolo degli attriti; scoprì un fenomeno che è conseguenza diretta della conservazione dell'energia meccanica e porta a considerare l'esistenza del moto inerziale (che avviene senza l'applicazione di una forza esterna). Ebbe così l'intuizione del principio di inerzia, poi inserito da Isaac Newton nei principi della dinamica: un corpo, in assenza d'attrito, permane in moto rettilineo uniforme (in quiete se v = 0) fino a quando forze esterne agiscono su di esso. Il concetto di energia non era invece presente nella fisica del Seicento e solo con lo sviluppo, oltre un secolo più tardi, della meccanica classica si arriverà a una precisa formulazione di tale concetto.
Galileo pose due piani inclinati dello stesso angolo di base θ, uno di fronte all'altro, a una distanza arbitraria x. Facendo scendere una sfera da un'altezza h1 per un tratto l1 di quello a SN notò che la sfera, arrivata sul piano orizzontale tra i due piani inclinati, continua il suo moto rettilineo fino alla base del piano inclinato di DX. A quel punto, in assenza d'attrito, la sfera risale il piano inclinato di DX per un tratto l2 = l1  e si ferma alla stessa altezza (h2 = h1) di partenza. In termini attuali, la conservazione dell'energia meccanica impone che l'iniziale energia potenziale Ep = mgh1 della sfera si trasformi - man mano che la sfera discende il primo piano inclinato (SN) - in energia cinetica Ec = (1/2) mv2 sino alla sua base, dove vale mgh1 = (1/2) mvmax2. La sfera si muove quindi sul piano orizzontale coprendo la distanza x tra i piani inclinati con velocità costante vmax, fino alla base del secondo piano inclinato (DX). Risale poi il piano inclinato di DX, perdendo progressivamente energia cinetica che si trasforma nuovamente in energia potenziale, fino a un valore massimo uguale a quello iniziale (Ep = mgh2  = mgh1), al quale corrisponde velocità finale nulla (v2 = 0).

Rappresentazione dell'esperimento di Galileo sul principio d'inerzia

Si immagini ora di diminuire l'angolo θ2 del piano inclinato di DX (θ2 < θ1) e di ripetere l'esperimento. Per riuscire a risalire - come impone il principio di conservazione dell'energia - alla medesima quota h2 di prima, la sfera dovrà ora percorrere un tratto l2 più lungo sul piano inclinato di DX. Se si riduce progressivamente l'angolo θ2, si vedrà che ogni volta aumenta la lunghezza l2 del tratto percorso dalla sfera, per risalire all'altezza h2. Se si porta infine l'angolo θ2 a essere nullo (θ2 = 0°), si è di fatto eliminato il piano inclinato di DX. Facendo ora scendere la sfera dall'altezza h1 del piano inclinato di SN, essa continuerà a muoversi indefinitamente sul piano orizzontale con velocità vmax (principio d'inerzia) in quanto, per l'assenza del piano inclinato di DX, non potrà mai risalire all'altezza h2 (come prevederebbe il principio di conservazione dell'energia meccanica).
Si immagini infine di spianare montagne, riempire valli e costruire ponti, in modo da realizzare un percorso rettilineo assolutamente piano, uniforme e senza attriti. Una volta iniziato il moto inerziale della sfera che scende da un piano inclinato con velocità costante vmax, questa continuerà a muoversi lungo tale percorso rettilineo fino a fare il giro completo della Terra, e ricominciare quindi indisturbata il proprio cammino. Ecco realizzato un (ideale) moto inerziale perpetuo, che avviene lungo un'orbita circolare, coincidente con la circonferenza terrestre. Partendo da questo "esperimento ideale", Galileo sembrerebbe erroneamente ritenere che tutti i moti inerziali debbano essere moti circolari.
Probabilmente per questo motivo considerò, per i moti planetari da lui (arbitrariamente) ritenuti inerziali, sempre e solo orbite circolari, rifiutando invece le orbite ellittiche dimostrate da Keplero fin dal 1609. Dunque, a essere rigorosi, non pare essere corretto quanto afferma Newton nei "Principia" - fuorviando così innumerevoli studiosi - e cioè che Galilei avrebbe anticipato i suoi primi due principi della dinamica.

#### Misura dell'accelerazione di gravità
Galileo riuscì a determinare il valore che egli credeva costante dell'accelerazione di gravità g alla superficie terrestre, cioè della grandezza che regola il moto dei corpi che cadono verso il centro della Terra, studiando la caduta di sfere ben levigate lungo un piano inclinato, anch'esso ben levigato. Poiché il moto della sfera dipende dall'angolo di inclinazione del piano, con semplici misure ad angoli differenti riuscì a ottenere un valore di g solamente di poco inferiore a quello esatto per Padova (g = 9,8065855 m/s²), nonostante gli errori sistematici, dovuti all'attrito che non poteva essere completamente eliminato.
Detta a l'accelerazione della sfera lungo il piano inclinato, la sua relazione con g risulta essere a = g sin θ per cui, dalla misura sperimentale di a, si risale al valore dell'accelerazione di gravità g. Il piano inclinato permette di ridurre a piacimento il valore dell'accelerazione (a < g), facilitandone la misura. Per esempio se θ = 6°, allora sin θ = 0,104528 e quindi a = 1,025 m/s². Tale valore è meglio determinabile, con una strumentazione rudimentale, rispetto a quello dell'accelerazione di gravità (g = 9,81 m/s²) misurato direttamente con la caduta verticale di un oggetto pesante.

#### Misura della velocità della luce
Guidato dalla similitudine con il suono, Galileo fu il primo a tentare di misurare la velocità della luce. La sua idea fu quella di portarsi su una collina con una lanterna coperta da un drappo e quindi toglierlo lanciando così un segnale luminoso a un assistente posto su un'altra collina a un chilometro e mezzo di distanza: questi non appena avesse visto il segnale, avrebbe quindi alzato a sua volta il drappo della sua lanterna e Galileo vedendo la luce avrebbe potuto registrare l'intervallo di tempo impiegato dal segnale luminoso per giungere all'altra collina e tornare indietro. Una misura precisa di questo tempo avrebbe consentito di misurare la velocità della luce ma il tentativo fu infruttuoso data l'impossibilità per Galilei di avere uno strumento così avanzato che potesse misurare i centomillesimi di secondo che la luce impiega per percorrere una distanza di pochi chilometri.
La prima stima della velocità della luce fu opera, nel 1676, dell'astronomo danese Rømer basata su misure astronomiche.

### Apparati sperimentali e di misura

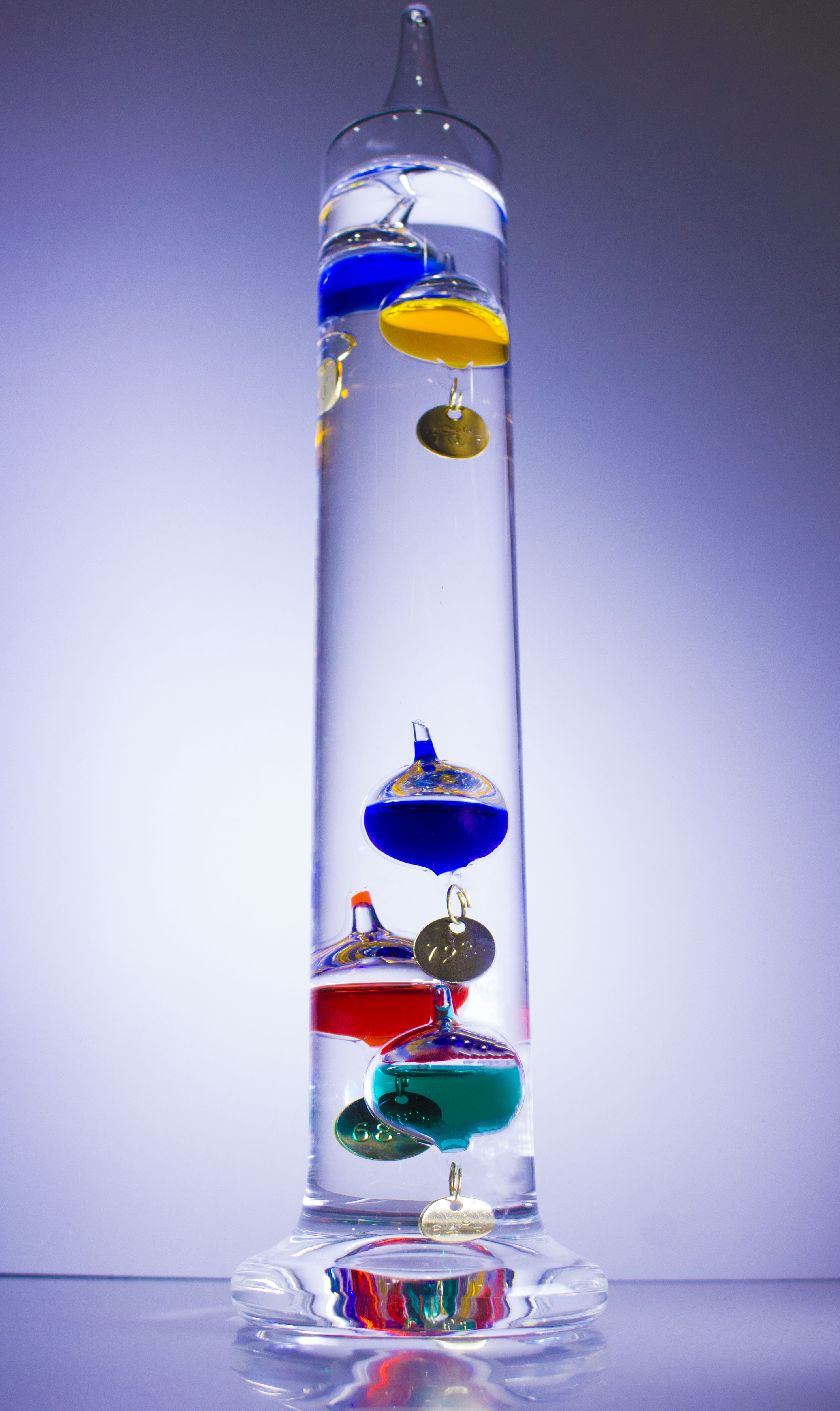
Termometro di Galileo, in un'elaborazione successiva

Gli apparati sperimentali furono fondamentali nello sviluppo delle teorie scientifiche di Galileo, che costruì diversi strumenti di misura originalmente o rielaborandoli sulla base di idee preesistenti. In ambito astronomico costruì da sé alcuni esemplari di cannocchiale, provvisti di micrometro per misurare quanto distasse una luna dal suo pianeta. Per studiare le macchie solari, proiettò con l'elioscopio l'immagine del Sole su un foglio di carta per poterla osservare in sicurezza senza danni alla vista. Ideò anche il giovilabio, simile all'astrolabio, per determinare la longitudine usando le eclissi dei satelliti di Giove.
Per studiare il moto dei corpi si servì invece del piano inclinato con il pendolo per misurare intervalli temporali. Riprese anche un
rudimentale modello di termometro, basato sulla dilatazione dell'aria al variare della temperatura.

#### Il pendolo

Schema di un pendolo

Galileo scoprì nel 1583 l'isocronismo delle piccole oscillazioni di un pendolo; secondo la leggenda l'idea gli sarebbe venuta mentre osservava le oscillazioni di una lampada allora sospesa nella navata centrale del Duomo di Pisa, oggi custodita nel vicino Camposanto Monumentale, nella Cappella Aulla.
Questo strumento è semplicemente composto da un grave, come una sfera metallica, legato a un filo sottile e inestensibile. Galileo osservò che il tempo di oscillazione di un pendolo è indipendente dalla massa del grave e anche dall'ampiezza dell'oscillazione, se questa è piccola. Scoprì anche che il periodo di oscillazione {\displaystyle T} dipende solo dalla lunghezza del filo {\displaystyle l}:
{\displaystyle T=2\pi {\sqrt {\frac {l}{g}}}}
dove {\displaystyle g} è l'accelerazione di gravità. Se per esempio il pendolo ha {\displaystyle l=1m}, l'oscillazione che porta il grave da un estremo all'altro e poi di nuovo indietro ha un periodo {\displaystyle T=2,0064s} (avendo assunto per {\displaystyle g} il valore medio {\displaystyle 9,80665}). Galileo sfruttò questa proprietà del pendolo per usarlo come strumento di misura di intervalli temporali.

#### La bilancia idrostatica
Galileo nel 1586, all'età di 22 anni quando era ancora in attesa dell'incarico universitario a Pisa, perfezionò la bilancia idrostatica di Archimede e descrisse il suo dispositivo nella sua prima opera in volgare, La Bilancetta, che circolò manoscritta, ma fu stampata postuma nel 1644:
(Galileo Galilei Opere I)
Viene anche descritto come si ottiene il peso specifico PS di un corpo rispetto all'acqua:
{\displaystyle P_{S}={\frac {\operatorname {peso\;in\;aria} }{\operatorname {peso\;in\;aria} -\operatorname {peso\;in\;acqua} }}}
Ne La Bilancetta si trovano poi due tavole che riportano trentanove pesi specifici di metalli preziosi e genuini, determinati sperimentalmente da Galileo con precisione confrontabile con i valori moderni.

#### Il compasso proporzionale

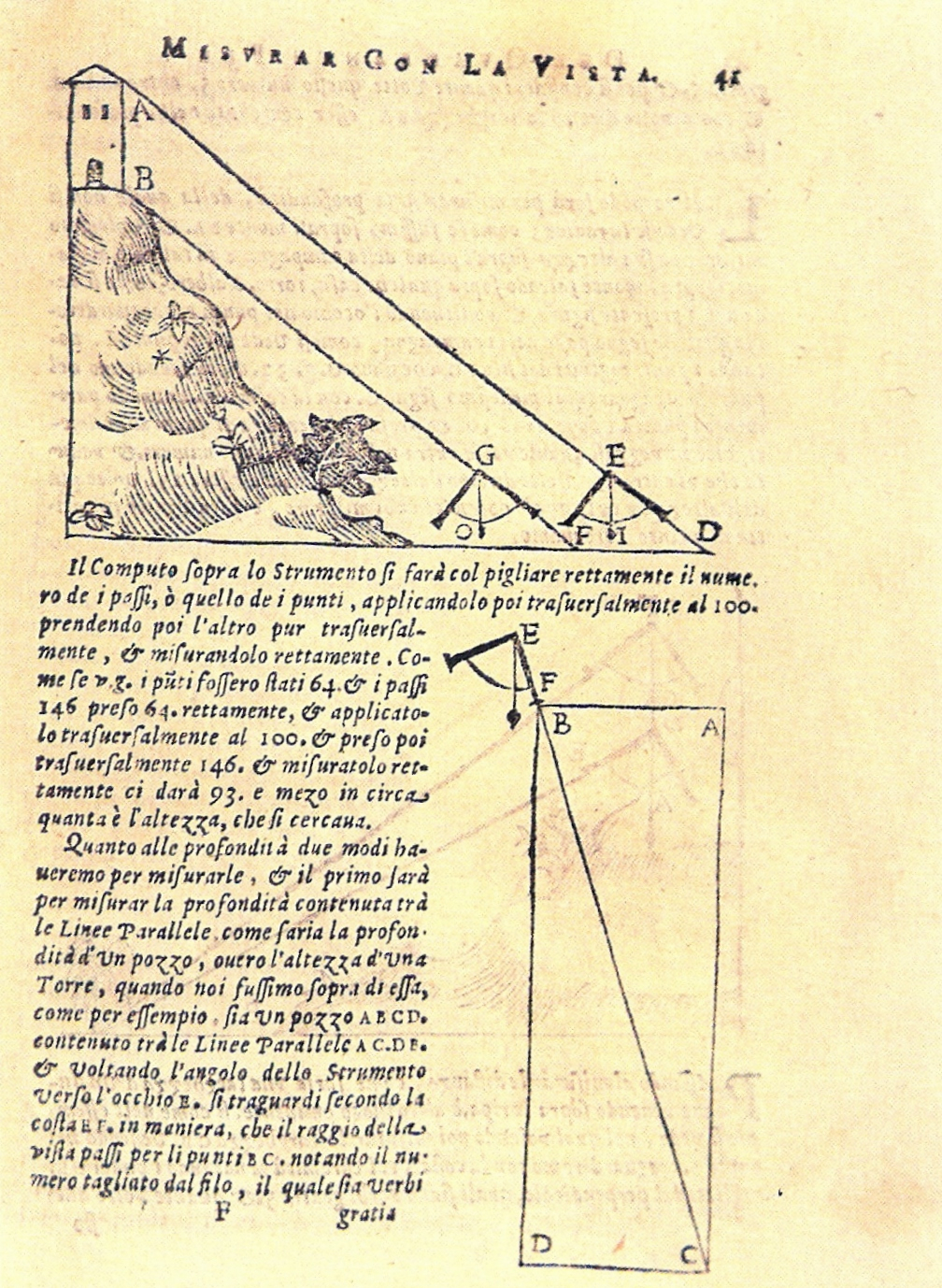
Una descrizione dell'uso del compasso proporzionale fornita da Galileo Galilei (1656)

Il compasso proporzionale era uno strumento utilizzato fin dal medioevo per eseguire operazioni anche algebriche per via geometrica, perfezionato da Galileo e in grado di estrarre la radice quadrata, costruire poligoni e calcolare aree e volumi. Fu utilizzato con successo in campo militare dagli artiglieri per calcolare le traiettorie dei proiettili.

## Galilei e l'arte

### Letteratura

#### Gli interessi letterari di Galilei
Durante il periodo pisano (1589-1592), Galileo non si limitò alle sole occupazioni scientifiche: risalgono infatti a questi anni le sue Considerazioni sul Tasso che avranno un seguito con le Postille all'Ariosto. Si tratta di note sparse su fogli e annotazioni a margine nelle pagine dei suoi volumi della Gerusalemme liberata e dell'Orlando furioso dove, mentre rimprovera al Tasso «la scarsezza della fantasia e la monotonia lenta dell'immagine e del verso, ciò che ama nell'Ariosto non è solo lo svariare dei bei sogni, il mutar rapido delle situazioni, la viva elasticità del ritmo, ma l'equilibrio armonico di questo, la coerenza dell'immagine l'unità organica – pur nella varietà – del fantasma poetico.»

#### Galilei scrittore
(Giuseppe Parini)
(Francesco De Sanctis, Storia della Letteratura Italiana)
Dal punto di vista letterario, Il Saggiatore è considerata l'opera in cui si fondono maggiormente il suo amore per la scienza, per la verità e la sua arguzia di polemista. Tuttavia, anche nel Dialogo sopra i due massimi sistemi del mondo si apprezzano pagine di notevole livello per qualità della scrittura, vivacità della lingua, ricchezza narrativa e descrittiva. Infine Italo Calvino affermò che, a suo parere, Galilei è stato il maggior scrittore di prosa in lingua italiana, fonte di ispirazione persino per Leopardi.

#### L'uso della lingua volgare
L'uso del volgare servì a Galileo per un duplice scopo. Da una parte era finalizzato all'intento divulgativo dell'opera: Galileo intendeva rivolgersi non solo ai dotti e agli intellettuali ma anche a classi meno colte, come i tecnici che non conoscevano il latino ma che potevano comunque comprendere le sue teorie. Dall'altro si contrappone al latino della Chiesa e delle diverse Accademie che si basavano sul principio di auctoritas, rispettivamente biblico e aristotelico. Si viene a delineare una rottura con la tradizione precedente anche per quanto riguarda la terminologia: Galileo, a differenza dei suoi predecessori, non trae spunti dal latino o dal greco per coniare nuovi termini ma li riprende, modificandone l'accezione, dalla lingua volgare.
Galileo, inoltre, dimostrò atteggiamenti diversi nei confronti delle terminologie esistenti:
- terminologia meccanica: cauto accoglimento;
- terminologia astronomica: non respinge i vocaboli che l'uso abbia già accolto o tenda ad accogliere. Li utilizza, però, come strumenti, insistendo sul loro valore convenzionale ("le parole o imposizioni di nomi servono alla verità, ma non si devono sostituire a essa"[159]). Lo scienziato poi segnala gli errori che nascono quando il nome travisa la realtà fisica o che nascono dalla suggestione esercitata dagli usi comuni di un vocabolo sul significato figurato assunto come termine scientifico; per evitare questi errori, egli fissa esattamente il significato dei singoli vocaboli: sono preceduti o seguiti da una descrizione;
- terminologia peripapetica: rifiuto totale che si manifesta con la sua messa in ridicolo, servendosene come puri suoni in un gioco di alternanze e rime.

### Arti figurative
«L'Accademia e Compagnia dell'Arte del Disegno fu fondata da Cosimo I de' Medici nel 1563, su suggerimento di Giorgio Vasari, con l'intento di rinnovare e favorire lo sviluppo della prima corporazione di artisti costituitasi dall'antica compagnia di San Luca (documentata fin dal 1339). Annoverò tra i primi accademici personalità come Michelangelo Buonarroti, Bartolomeo Ammannati, Agnolo Bronzino, Francesco da Sangallo. Per secoli l'Accademia rappresentò il più naturale e prestigioso centro di aggregazione per gli artisti operanti a Firenze e, al tempo stesso, favorì il rapporto fra scienza e arte. Essa prevedeva l'insegnamento della geometria euclidea e della matematica e pubbliche dissezioni dovevano preparare al disegno. Anche uno scienziato come Galileo Galilei fu nominato nel 1613 membro dell'Accademia fiorentina delle Arti del Disegno.»
Galilei, infatti, prese pure parte alle complesse vicende riguardanti le arti figurative del suo periodo, soprattutto la ritrattistica, approfondendo la prospettiva manieristica ed entrando in contatto con illustri artisti dell'epoca (come il Cigoli), nonché influenzando in modo consistente, con le sue scoperte astronomiche, la corrente naturalistica.

#### Superiorità della pittura sulla scultura
Per Galileo nell'arte figurativa, come nella poesia e nella musica, vale l'emozione che si riesce a trasmettere, a prescindere da una descrizione analitica della realtà. Ritiene inoltre che tanto più dissimili sono i mezzi usati per rendere un soggetto dal soggetto stesso, tanto maggiore l'abilità dell'artista:
(Opere XI)
Ludovico Cardi, detto il Cigoli, fiorentino, fu pittore al tempo di Galileo; a un certo punto della sua vita, per difendere il suo operato, chiese aiuto al suo amico Galileo: doveva, infatti, difendersi dagli attacchi di quanti ritenevano la scultura superiore alla pittura, in quanto ha il dono della tridimensionalità, a discapito della pittura semplicemente bidimensionale. Galileo rispose con una lettera, datata 26 giugno 1612. Egli fornisce una distinzione tra valori ottici e tattili, che diventa anche giudizio di valore sulle tecniche scultoree e pittoriche: la statua, con le sue tre dimensioni, inganna il senso del tatto, mentre la pittura, in due dimensioni, inganna il senso della vista. Galilei attribuisce quindi al pittore una maggiore capacità espressiva che non allo scultore poiché il primo, tramite la vista, è in grado di produrre emozioni meglio di quanto faccia il secondo mediante il tatto.
(Opere XI)

### Musica
Il padre di Galileo era un musicista (liutista e compositore) e teorico musicale molto noto ai suoi tempi. Galileo fornì un contributo fondamentale alla comprensione dei fenomeni acustici, studiando in modo scientifico l'importanza dei fenomeni oscillatori nella produzione della musica. Scoprì anche la relazione che intercorre fra la lunghezza di una corda in vibrazione e la frequenza del suono emessa.
Nella lettera a Lodovico Cardi, Galileo scrive:
(Opere XI)
mettendo sullo stesso piano la musica vocale e quella strumentale, dato che nell'arte sono importanti solo le emozioni che si riescono a trasmettere.

## Dediche

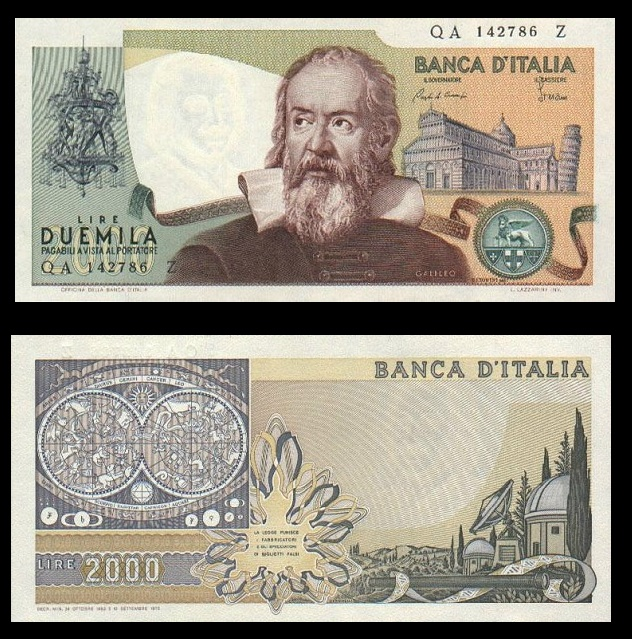
Banconota da 2000 lire con la raffigurazione di Galilei

2 euro commemorativi italiani per il 450º anniversario della nascita di Galileo Galilei

A Galileo sono stati dedicati innumerevoli tipi di oggetti ed enti, naturali o creati dall'uomo:
- la Galileo Regio, una regione della superficie del satellite Ganimede;[166]
- l'asteroide 697 Galilea;
- una sonda spaziale, la Galileo;
- un sistema di posizionamento spaziale, il sistema Galileo;
- il gal (unità di accelerazione);
- il Telescopio Nazionale Galileo (TNG), situato sull'isola di La Palma (Spagna);
- l'aeroporto internazionale "Galileo Galilei" di Pisa;
- un gruppo musicale giapponese, Galileo Galilei;
- un album degli Haggard dal titolo Eppur si muove;
- una canzone scritta e interpretata dal cantautore pugliese Caparezza intitolata Il dito medio di Galileo;
- il sommergibile oceanico Galileo Galilei;
- una nave da guerra italiana, la Galileo Galilei;
- la banconota da 2.000 lire, dal 1973 al 1983;
- una canzone Messer Galileo cantata da Edoardo Pachera durante la 52ª edizione dello Zecchino d'Oro;
- una società, fondata nel 1864, produttrice di strumenti scientifici, ottici e astronomici e denominata Officine Galileo;
- una moneta commemorativa da 2 euro nel 2014 per il 450º anniversario della sua nascita;
- un supercomputer di potenza di calcolo pari a circa 1 PetaFlop, installato presso il consorzio interuniversitario CINECA dal 2015 al 2017 e classificato per diverso tempo fra le prime 500 strutture di calcolo al mondo;
- una cattedra di storia della scienza dell'Università di Padova, detta appunto cattedra galileiana,[167] istituita nel 1994 per Enrico Bellone a cui poi successe William R. Shea che la resse fino al 2011, più la Scuola Galileiana di Studi Superiori della stessa università, nonché l'Accademia galileiana di scienze, lettere e arti di Padova.
- L'obbedienza massonica del Grande Oriente d’Italia ha istituito, dal 1995, la cosiddetta Onorificenza Galileo Galilei che rappresenta il più alto conferimento massonico italiano destinato ai "non massoni" che si siano distinti “per l’impegno nella ricerca del vero e del giusto, nell’attuazione e nella difesa dei principi e degli ideali massonici, nel perseguimento dei valori tesi alla realizzazione di un’Umanità migliore e scevra da pregiudizi”.

## Galileo Day
Galileo Galilei viene ricordato con celebrazioni presso istituzioni locali il 15 febbraio, il "Galileo Day", giorno della sua nascita.

## Opere
- La bilancetta (scritta nel 1586, ma pubblicata postuma nel 1644) (su Wikisource)
- Tractatio de praecognitionibus et precognitis e Tractatio de demonstratione (1589-1591)[N 58]
- Le mecaniche, 1599 (su Wikisource)
- "Considerazioni astronomiche", 1606, pubblicate sotto lo pseudonimo di Alimberto Mauro (https://www.scinexx.de/news/kosmos/galileo-galilei-schrieb-unter-pseudonym/)
- Le operazioni del compasso geometrico et militare, 1606 (su Wikisource)
  - (LA) Operazioni del compasso geometrico et militare, Strasbourg, Karl Kieffer, 1613.
- Sidereus Nuncius, 1610 ( su LiberLiber. URL consultato il 6 novembre 2019 (archiviato dall'url originale il 17 novembre 2017).)
- Discorso intorno alle cose che stanno in su l'acqua, 1612 ( su LiberLiber.,  BEIC.)
- Istoria e dimostrazioni intorno alle macchie solari e loro accidenti (pubblicato dall'Accademia dei Lincei), 1613 ( su archive.org.,  BEIC.)
- Discorso sopra il flusso e il reflusso del mare, Roma, 1615
- Il Discorso delle Comete, 1619
- Il Saggiatore, Roma 1623 (su Wikisource,  BEIC.)
- Dialogo sopra i due massimi sistemi del mondo, Firenze, 1632 (su Wikisource;  in latino.)
  - (LA) Dialogo sopra i due massimi sistemi del mondo tolemaico e copernicano, Strasbourg, Bonaventura Elzevier & Abraham Elzevier (1.), 1635.
  - (EN) Dialogo sopra i due massimi sistemi del mondo tolemaico e copernicano, London, William Leybourn, 1661.
  -  Dialogo sopra i due massimi sistemi del mondo tolemaico e copernicano, Livorno, Vigo, 1674.
- Due nuove scienze, Leida 1638 (su Wikisource)
- Trattato della sfera, Roma 1656 ( su BEIC.)
- Lettere copernicane:
  - Lettera al Padre Benedetto Castelli, 1613 (su Wikisource)
  - Lettera a Madama Cristina di Lorena, 1615 (su Wikisource)
  - Lettere a Pietro Dini, 1615 (su Wikisource e su Wikisource)

### Edizione nazionale
- Opere di Galileo Galilei, Edizione nazionale, a cura di Antonio Favaro, Firenze, G. Barbera, 1890-1909; ristampe: 1929-1939 e 1964-1968.
  - Le opere di Galileo Galilei. Edizione nazionale sotto gli auspicii di Sua Maestà il Re d'Italia.  Vol. 1.,  vol. 2.,  vol. 3 parte 1.,  vol. 3 parte 2.,  vol. 4.,  vol. 5.,  vol. 6.,  vol. 7.,  vol. 8.,  vol. 9.,  vol. 10.,  vol. 17.,  vol. 18.,  vol. 19.,  vol. 20., Firenze, Tipografia di G. Barbera, 1890-1909.
- Le opere di Galileo Galilei, Edizione Nazionale, Appendice, Firenze, Giunti, 2013 ss. in quattro volumi:
  - Vol. 1: Iconografia galileiana, a cura di F. Tognoni (2013)
  - Vol. 2: Carteggio, a cura di M. Camerota e P. Ruffo, con la collaborazione di M. Bucciantini (2015)
  - Vol. 3: Testi, a cura di A. Battistini, M. Camerota, G. Ernst, R. Gatto, M. Helbing e P. Ruffo (2017)
  - Vol. 4: Documenti, a cura di M. Camerota e P. Ruffo (previsto entro il 2019).
- Edizione digitale delle Opere.

## Letteratura e teatro
- Vita di Galileo è il titolo di un'opera teatrale di Bertolt Brecht in più versioni, a partire dalla prima risalente agli anni 1938-39.
- Gli ultimi anni di Galileo Galilei è il titolo di un'opera teatrale giovanile di Ippolito Nievo, del 1854.[169]
- ITIS Galileo è uno spettacolo teatrale del 2010 di Francesco Niccolini e Marco Paolini.[170]

## Film
- Galileo Galilei è un cortometraggio sullo scienziato pisano del 1909.
- Galileo è un film del 1968 di Liliana Cavani. Lo scienziato è interpretato da Cyril Cusack.
- Galileo è un film del 1975 di Joseph Losey, tratto dal dramma Vita di Galileo di Bertolt Brecht. Lo scienziato è interpretato da Chaim Topol.

## Onorificenze

### Medaglia Galileo Galilei
La Medaglia Galileo Galilei è un premio assegnato ogni due anni dall'Istituto nazionale di fisica nucleare con il Galilei Institute, il suo Centro nazionale per la fisica teorica in partnership con l'Università di Firenze, a ricercatori che hanno dato un contributo eccezionale al progresso della fisica teorica.

### Esplicative
1. ↑  Per testuali parole di Luigi Puccianti: «Galileo fu veramente cultore e propugnatore della Natural Filosofia: in effetti egli fu matematico, astronomo, fondatore della Fisica nel senso attuale di questa parola; e queste varie discipline considerò sempre e trattò come intimamente connesse tra loro, e insieme ad altri studi opera su ciascuno di essi, ma con ritorni successivi sempre più approfonditi e più generali, e in fine risolutivi» (da: Luigi Puccianti, Storia della fisica, Firenze, Felice Le Monnier, 1951, Cap. I, pp. 12-13).
2. ↑  Fondamentali furono inoltre le sue idee e riflessioni critiche sui concetti fondamentali della meccanica, in particolare quelle sul movimento. Tralasciando l'ambito prettamente filosofico, dopo la morte di Archimede, avvenuta nel 212 a.C., il tema del movimento cessò di essere oggetto di analisi quantitativa e discussione formale allorché Gerardo di Bruxelles, vissuto nella seconda metà del XII secolo, nel suo Liber de motu riprese la definizione di velocità, già peraltro considerata dal matematico del III secolo a.C. Autolico di Pitane, avvicinandosi alla moderna definizione di velocità media come rapporto fra due quantità non omogenee quali la distanza e il tempo (cfr. (EN) Gerard of Brussels, "The Reduction of Curvilinear Velocities to Uniform Rectilinear Velocities", edito da Marshall Clagett, in: Edward Grant (ed.), A Source Book in Medieval Science, Cambridge (MA), Harvard University Press, 1974, § 41, pp. 232-237, e (EN) Joseph Mazur, Zeno's Paradox. Unraveling the Ancient Mystery Behind the Science of Space and Time, New York/London, Plume/Penguin Books, Ltd., 2007, pp. 50–51, trad. it.: Achille e la tartaruga. Il paradosso del moto da Zenone a Einstein, a cura di Claudio Piga, Milano, Il Saggiatore, 2019).
3. ↑  Grazie al perfezionamento del telescopio, che gli permise di effettuare notevoli studi e osservazioni astronomiche, fra cui quella delle macchie solari, la prima descrizione della superficie lunare, la scoperta dei satelliti di Giove, delle fasi di Venere e della composizione stellare della Via Lattea. Per maggiori notizie, si veda: Luigi Ferioli, Appunti di ottica astronomica, Milano, Editore Ulrico Hoepli, 1987, pp. 11-20. Cfr. pure Vasco Ronchi, Storia della luce, II edizione, Bologna, Nicola Zanichelli Editore, 1952.
4. ↑  Dal punto di vista storico, un'ipotesi autenticamente "eliocentrica" fu quella di Aristarco di Samo, poi sostenuta e dimostrata da Seleuco di Seleucia. Il modello copernicano invece, contrariamente a quanto generalmente ritenuto, è "eliostatico" ma non "eliocentrico" (vedi nota seguente). Il sistema di Keplero, poi, non è né "eliocentrico" (il Sole occupa infatti uno dei fuochi dell'orbita ellittica di ciascun pianeta che gli ruota attorno) né "eliostatico" (a causa del moto di rotazione del Sole attorno al proprio asse). La descrizione newtoniana del sistema solare, infine, eredita le caratteristiche cinematiche (i.e., orbite ellittiche e moto rotatorio del Sole) di quella kepleriana ma spiega causalmente, tramite la forza di gravitazione universale, la dinamica planetaria.
5. ↑  A proposito del modello copernicano: «È da notare che, sebbene il Sole sia immobile, tutto il sistema [solare] non ruota intorno a esso, ma intorno al centro dell'orbita della Terra, la quale conserva ancora un ruolo particolare nell'Universo. Si tratta cioè, più che di un sistema eliocentrico, di un sistema eliostatico.» (da  G. Bonera, Dal sistema tolemaico alla rivoluzione copernicana, su ppp.unipv.it. URL consultato il 9 agosto 2014 (archiviato il 1º maggio 2015).)
6. ↑  Secondo Giorgio Del Guerra, nella casa sita al n. 24 dell'attuale via Giusti in Pisa (G. Del Guerra, La casa dove, nacque Galileo Galilei, Pisa, Tipografia Comunale, 1965).
7. ↑  Verosimilmente, Galileo non dovette avere buoni rapporti con la madre se non ricorda mai gli anni della sua infanzia come un periodo felice. Il fratello Michelangelo ebbe occasione di scrivere a questo proposito a Galileo, quasi augurandosene l'ormai imminente dipartita: « [...] di nostra madre intendo, con non poca meraviglia, che sia ancora così terribile, ma poiché è così discaduta, ce ne sarà per poco, sì che finiranno le liti.» (10 ottobre 1619; Ed. Naz., Vol. XII, Lettera N. 1422, p. 384)
8. ↑  Un Tommaso Ammannati (ca 1345–1396) fu fatto cardinale da Clemente VII nel 1385, mentre il fratello Bonfazio Ammannati (ca 1350–1399) ottenne la porpora nel 1397 da uno dei successori di Clemente, l'antipapa Benedetto XIII; quanto a Giacomo Ammannati Piccolomini (1422–1479), cardinale dal 1477, fu umanista, continuatore dei Commentarii di Pio II e autore di una Vita dei papi che è andata perduta.
9. ↑  Si ricorda un Tommaso Bonaiuti, che fece parte del governo di Firenze dopo la cacciata del Duca di Atene nel 1343, e un Galileo Bonaiuti (1370–ca 1450), medico noto al suo tempo e gonfaloniere di giustizia, il cui sepolcro nella Basilica di Santa Croce divenne la tomba dei suoi discendenti; a partire da Galileo Bonaiuti, il cognome della famiglia cambiò in Galilei.
10. ↑  Così scriveva Muzio Tedaldi a Vincenzo Galilei nell'aprile del 1578: «per la vostra ho inteso quanto havete concluso con il vostro figliuolo [Galileo]; et come, volendo cercar di introdurlo qua in Sapienza, vi ritarda il non esser la Bartolomea maritata, anzi vi guasta ogni buon pensiero; et che desiderate che la si mariti, e quanto prima. Le considerationi vostre son buone, et io non ho mancato né manco di far quell'opera che si ricerca; ma sino a qui son venuti tutti partiti, per non dir obbrobriosi, poco aproposito per lei… Per concludere, ardisco di dire che credo che la Bartolomea sia così casta come qual si vogli pudica fanciulla; ma le lingue non si possono tenere; pure io crederrò, con l'aiuto che do loro, di levar via tutti questi romori et farli supire; per il che a quel tempo potrete facilmente mandare il vostro Galileo a studio; et se non harete la Sapienza, harete la casa mia al vostro piacere, senza spesa nessuna, et così vi offero et prometto, ricordandovi che le novelle son come le ciriegie; però è bene credere quel che si vede, e non quel che si sente, parlando di queste cose basse.» (Ed. Naz., Vol. X, N. 5, p. 16)
11. ↑  Obbligatoriamente l'iscrizione doveva avvenire per gli studenti toscani in quell'Università. Chi voleva andare in un'altra Università avrebbe dovuto pagare una multa di cinquecento scudi stabilita da un editto granducale per scoraggiare la frequenza in un ateneo diverso da quello pisano (In: A. Righini, Op. cit.).
12. ↑  Lo testimonierebbe la coincidenza di argomentazioni esistente tra gli Juvenilia, gli appunti di fisica abbozzati da Galileo in questo periodo, e i dieci libri del De motu del Bonamico. (In: Storia sociale e culturale d'Italia, opera in 6 voll., Vol. V: La cultura filosofica e scientifica, in due tomi, Parte I: La filosofia e le scienze dell'Uomo, Parte II: La storia delle scienze, Milano, Bramante Editrice, 1988, Parte II, p. 399.)
13. ↑  Ne descrive i dettagli nel breve trattato La bilancetta, circolato prima fra i suoi conoscenti e pubblicato postumo nel 1644 (Annibale Bottana, Galileo e la bilancetta: un momento fondamentale nella storia dell'idrostatica e del peso specifico, Firenze, Leo S. Olschki Editore, 2017).
14. ↑  Studi riportati nel Theoremata circa centrum gravitatis solidorum, pubblicato solo nel 1638 in appendice ai Discorsi e dimostrazioni matematiche intorno a due nuove scienze attinenti alla meccanica e ai moti locali.
15. ↑  Galileo sottopose a Clavius una sua insoddisfacente dimostrazione della determinazione del baricentro dei solidi. (Lettera a Clavius dell'8 gennaio 1588, in: Ed. Naz., Vol. X, N. 8, p. 18.)
16. ↑  Giovanni de Medici aveva progettato una draga per il porto di Livorno. Su questo progetto il granduca Ferdinando aveva chiesto una consulenza a Galilei che dopo aver visto il modellino affermò che non avrebbe funzionato. Giovanni de Medici volle comunque costruire la draga che in effetti non funzionò. (Giovan Battista de Nelli, Vita e commercio letterario di Galileo Galilei, Losanna, 1793, Vol. I, Cap. III, p. 47)
17. ↑  con tale Benedetto Landucci che Galilei raccomandò a Cristina di Lorena (1565-1636) riuscendo a fargli ottenere nel 1609 il posto di pesatore al saggio; il lavoro, consistente nel pesare gli argenti che venivano venduti, procurava un guadagno di circa 60 fiorini. Lettera a Cristina di Lorena del 19 dicembre 1608 (Ed. Naz., Vol. X, Lettera N. 202, p. 175.)
18. ↑  Alla dote per la sorella Livia avrebbe dovuto contribuire anche il fratello Michelangelo. (Lettera a Michelangelo Galilei del 20 novembre 1601. In: Ed. Naz., Vol. X, Lettera N. 74, pp. 67-68).
19. ↑  «Michelangelo [...] fu versatissimo nella musica e la esercitò per professione; essendo stato buon liutista non v'è dubbio che fosse allievo egli pure di suo padre Vincenzo. Fra gli anni 1601-1606 visse in Polonia al servizio di un conte palatino; nel 1610 era a Monaco di Baviera ove insegnava musica, e in una lettera datata del 16 agosto di quell'anno, egli pregava il fratello Galileo, di acquistargli grosse corde di Firenze per suo bisogno et dei suoi scolari...» (Dizionario universale dei musicisti, Milano, Casa Editrice Sonzogno, 1937). Le spese per i viaggi in Polonia e Germania furono sostenute da Galileo. Michelangelo appena sistematosi in Germania volle sposarsi con Anna Chiara Bandinelli e, anziché saldare il debito per la dote che aveva con il cognato Galletti, spese tutto il denaro che aveva in un lussuoso ricevimento nuziale.
20. ↑  «Mi dispiace ancora di veder che V.S. non sia trattata second'i meriti suoi, e molto più mi dispiace che ella non habbi buona speranza. Et s'ella vorrà andar a Venetia questa state, io l'invito a passar di qua, che non mancarò dal canto mio di far ogni opera per aiutarla e servirla; chè certo io non la posso veder in questo modo. Le mie forze sono deboli, ma, come saranno, io le spenderò tutte in suo servitio. [...] ]» (Lettera di Guidobaldo Del Monte a Galilei del 21 febbraio 1592. In: Ed. Naz., Vol. X, Lettera N. 35, pp. 37-38).
21. ↑  Ancora vivente, Galileo fu ritratto da alcuni dei più famosi pittori del suo tempo, come Santi di Tito, Caravaggio, Domenico Tintoretto, Giovan Battista Caccini, Francesco Villamena, Ottavio Leoni, Domenico Passignano, Joachim von Sandrart e Claude Mellan. I due ritratti più famosi, visibili alla Galleria Palatina di Firenze e agli Uffizi sono invece di Justus Suttermans che rappresenta Galileo ormai anziano come simbolo del filosofo conoscitore della natura. (  In "Portale Galileo" (archiviato dall'url originale il 26 settembre 2013).)
22. ↑  Per moto «naturale» s'intende quello di un grave, ossia di un corpo in caduta libera, diversamente dal moto «violento», che è quello di un corpo che sia soggetto a un «impeto».
23. ↑  L'esatta formulazione della legge è stata data da Galileo nel successivo De motu accelerato: «Motum aequabiliter, seu uniformiter, acceleratum dico illum, qui, a quiete recedens, temporibus aequalibus aequalia celeritatis momenta sibi superaddit», ove l'accelerazione di gravità è indicata essere direttamente proporzionale al tempo e non allo spazio. (Ed. Naz., Vol. II, p. 261)
24. ↑  Con lettera da Verona del 30 dicembre 1604, l'Altobelli riferiva a Galileo, senza dar credito, che secondo alcuni la stella, «quasi un arancio mezzo maturo», sarebbe stata osservata per la prima volta il 27 settembre 1604.
25. ↑  In verità, dietro Antonio Lorenzini (da non confondere con il vescovo Antonio Lorenzini) si celava il Cremonini; cfr. Uberto Motta, Antonio Querenghi (1546-1633). Un letterato padovano nella Roma del tardo Rinascimento, Pubblicazioni dell'Università Cattolica del Sacro Cuore, Milano, Vita e Pensiero, 1997, Parte IV, Cap. 2, pp. 171-173.
26. ↑  «Nacque in Padova intorno al 1580. Poco più che ventenne professò i voti nell’Ordine Benedettino, e nei primi anni del XVII secolo si trovava nel monastero di S. Giustina di Padova, legato in molta intimità con Castelli, insieme al quale fu discepolo di Galileo, prendendo le parti del Maestro nelle questioni relative alla stella nuova dell’ottobre 1604.» (Da  Museo Galileo (archiviato dall'url originale il 22 ottobre 2018).)
27. ↑  Usus et fabrica circini cuiusdam proportionis, per quem omnia fere tum Euclidis, tum mathematicorum omnium problemata facili negotio resolvuntur, opera & studio Balthesaris Capræ nobilis Mediolanensis explicata. (In: Patauij, apud Petrum Paulum Tozzium, 1607).
28. ↑  Alcuni calcoli astrologici, anche risalenti al periodo fiorentino, furono conservati da Galileo e compaiono nel volume 19 dell'Opera omnia (sezione "Astrologica nonnulla", pp. 205-220). Da notare che per lo più si tratta di calcoli del tema natale, solo in qualche caso accompagnati da interpretazioni o pronostici.
29. ↑  Secondo la Fisica aristotelica, la terra non poteva muoversi di moto circolare e uniforme, poiché questa era una caratteristica esclusiva dei corpi celesti che, in quanto eterei, erano incorruttibili.
30. ↑  Il primo disegno, del 1610, è nella carta 42v del manoscritto galileiano Gal. 86 custodito nella Sezione Rari della Biblioteca Nazionale Centrale di Firenze; i disegni sono riprodotti in Alessandro De Angelis, I diciotto anni migliori della mia vita, Roma, Castelvecchi editore, 2021
31. ↑  È stata ritrovata una lista della spesa dove Galilei, insieme a ceci, farro, zucchero, ecc., ordinava di acquistare anche pezzi di specchio, ferro da spianare e quanto di utile per il suo laboratorio ottico. (Da una nota di una lettera di Ottavio Brenzoni del 23 novembre 1609, conservata nella Biblioteca Centrale di Firenze).
32. ↑  Espressione tradizionalmente attribuita da scrittori cristiani all'imperatore pagano Flavio Claudio Giuliano che in punto di morte avrebbe riconosciuto la vittoria del Cristianesimo: «Hai vinto o Galileo» riferendosi a Gesù nativo della Galilea.
33. ↑  Il comportamento di Galileo è stato variamente giudicato: vi è chi sostiene che egli le chiuse in convento perché «doveva pensare a una loro sistemazione definitiva, cosa non facile perché, data la nascita illegittima, non era probabile un futuro matrimonio» (come se egli non potesse legittimarle, come fece con il figlio Vincenzio e come se una monacazione coatta fosse preferibile a un matrimonio non prestigioso; cfr. Sofia Vanni Rovighi, Storia della filosofia moderna e contemporanea. Dalla rivoluzione scientifica a Hegel, Brescia, Editrice La Scuola, 1976), mentre altri ritengono che «alla base di tutto stava il desiderio di Galileo di trovare per esse una sistemazione che non rischiasse di procurargli in futuro alcun nuovo carico [...] tutto ciò nascondeva un profondo, sostanziale egoismo» (cfr. Ludovico Geymonat, cit., p. 72).
34. ↑  « [...] quel mirare per quegli occhiali m'imbalordiscon la testa», avrebbe detto Cremonini secondo la testimonianza di Paolo Gualdo. (Da una lettera del Gualdo a Galilei del 29 luglio 1611).
35. ↑  Nel settembre 1612 lo Scheiner pubblicò ancora sull'argomento il De maculis solaribus et stellis circa Iovem errantibus.
36. ↑  La priorità della scoperta andrebbe all'olandese Johannes Fabricius, che pubblicò a Wittenberg, nel 1611, il De Maculis in Sole observatis, et apparente earum cum Sole conversione.
37. ↑  Cioè con i sensi, con l'osservazione diretta.
38. ↑  «Egli pensava infatti che una colonna d’acqua troppo alta tendeva a spezzarsi sotto l’azione del suo stesso peso, così come si spezza una fune di materiale poco resistente quando, fissata in alto, viene tirata dal basso. Fu quindi proprio questa analogia fondata sull’esperienza osservativa a portare il Galilei fuori strada.» (in  IL VUOTO – Prof.ssa Elisa Garagnani – Isis Archimede[collegamento interrotto].)
39. ↑  Dalla lettera di Bellarmino del 12 aprile 1615 in risposta a quella inviatagli dal Foscarini: "1º - Dico che mi pare che V.P. et il Sig. Galileo facciano prudentemente a contenersi di parlare ex suppostione e non assolutamente come io ho sempre creduto che habbia parlato il Copernico. Perché il dire, che supposto che la terra si muova et il sole stia fermo si salvano tutte l'apparenze meglio che non porre gli eccentrici et epicicli, è benissimo detto, e non ha pericolo nessuno; e questo basta al mathematico: ma voler affermare che realmente il sole sia nel centro del mondo, e solo si rivolti in sé stesso senza correre dall'oriente all'occidente, e che la terra stia nel 3º cielo e giri con somma velocità intorno al sole, è cosa molto pericolosa non solo di irritare tutti i filosofi e theologi scholastici, ma anco di nuocere alla Santa Fede con rendere false le Scritture Sante."
40. ↑  Salmi che la figlia di Galileo, suor Maria Celeste, s'incaricò di recitare, con il consenso della Chiesa.
41. ↑  Nel 1757 Giuseppe Baretti, in una sua ricostruzione, avrebbe fatto nascere la leggenda di un Galilei che una volta alzatosi in piedi, colpì la terra e mormorò: "E pur si muove!" (In  Giuseppe Baretti, The Italian Library, 1757 (archiviato dall'url originale il 17 novembre 2017).). Tale frase non è contenuta in alcun documento contemporaneo, ma nel tempo fu ritenuta veritiera, probabilmente per il suo valore suggestivo, a tal punto che Berthold Brecht la riporta in "Vita di Galileo", opera teatrale dedicata allo scienziato pisano alla quale egli si dedicò a lungo.
42. ↑  In Paschini, 1965, è riportato che: «secondo le norme del Sant'Offizio» questa condizione «era equiparata a una prigionia per quanto egli facesse per ottenere la liberazione. Si ebbe il timore probabilmente ch'egli riprendesse a fare propaganda delle sue idee e che un perdono potesse significare che il Sant'Offizio si fosse ricreduto a proposito di esse» (cfr. pure Alceste Santini, "Galileo Galilei", L'Unità, 1994, p. 160).
43. ↑  «Conceditur habitatio in eius rure, modo tamen ibi in solitudine stet, nec evocet eo aut venientes illuc recipiat ad collocutiones, et hoc per tempus arbitrio Suae Sanctitatis.» (Ed. Naz., Vol. XIX, p. 389).
44. ↑  A Galileo era infatti proibito stampare qualunque opera in un paese cattolico.
45. ↑  Fonti di questa corrispondenza si trovano in: Paolo Scandaletti, Galilei privato, Udine, Gaspari editore, 2009; Antonio Favaro, Amici e corrispondenti di Galileo Galilei, Vol. IV: Alessandra Bocchineri, Venezia, Pubblicazioni del R. Istituto Veneto di Scienze, Lettere ed Arti, 1902; Valerio Del Nero, Galileo Galilei e il suo tempo, Milano, Simonelli Editore, 2012, Cap. X; A. Righini, Galileo: tra scienza, fede e politica, Bologna, Editrice Compositori, 2008, p. 150 e sgg.; Geymonat, 1957, p. 224; Giorgio Abetti, Amici e nemici di Galileo, Milano, Bompiani, 1945, p. 303; Banfi, 1949, p. 224.
46. ↑  «Galileo fu invitato alla villa di San Gaudenzio, sulle colline di Sofignano, alla fine di luglio del 1630, ospite di Giovanni Francesco Buonamici, che con lo scienziato vantava una parentela da parte della moglie Alessandra Bocchineri: la sorella di lei, Sestilia, aveva sposato a Prato l'anno prima il figlio di Galileo, Vincenzo.» (In  Comune di Vaiano (archiviato dall'url originale il 27 settembre 2013).)
47. ↑  Nel 1639 fu permessa a Galilei l'assistenza del giovane allievo Vincenzo Viviani e, da ottobre del 1641, anche di Evangelista Torricelli.
48. ↑  «La prego a condonare questa mia non volontaria brevità alla gravezza del male; e le bacio con affetto cordialissimo le mani, come fo anche al Signor Cavaliere suo Consorte.» (In Le Opere di Galileo Galilei, a cura di Eugenio Albèri, Firenze, Società Editrice Fiorentina, 1848, p. 368).
49. ↑  Ancora nel 1822, padre Filippo Anfossi pubblicava–anonimamente–in Roma un libro in cui le leggi di Keplero e di Newton erano presentate come «cose che non meritano la menoma attenzione» e si chiedeva come mai «tanti uomini santi» ispirati dallo Spirito Santo, «ci han detto ottanta e più volte che il Sole si muove senza dirci una volta sola che è immobile e fermo?» (Sebastiano Timpanaro, Scritti di storia e critica della scienza, Firenze, G.C. Sansoni, 1952, pp. 95-96)
50. ↑  In Ed. Naz., Vol. V, pp. 281-288. L'edizione curata da Favaro si basava sulle copie allora disponibili, perché l'originale non era stato ritrovato (Avvertimento, p. 267, nota 1). Il manoscritto originale è stato scoperto nell'agosto 2018 e pubblicato come appendice B (pp. 9-14) a Michele Camerota, Franco Giudice, Salvatore Ricciardi,  "The reapparance of Galileo's original letter to Benedetto Castelli" (archiviato dall'url originale il 1º luglio 2019).
51. ↑  L'effetto di parallasse stellare, che dimostra la rivoluzione della Terra attorno al Sole, sarà misurato da Friedrich Wilhelm Bessel solo nel 1838.
52. ↑  Per il testo della condanna, vedi:  Sentenza di condanna di Galileo Galilei (Wikisource), su it.wikisource.org. URL consultato il 22 aprile 2021 (archiviato il 14 novembre 2020).
53. ↑  Per il testo dell'abiura, vedi:  Abiura di Galileo Galilei (Wikisource), su it.wikisource.org. URL consultato il 22 aprile 2021 (archiviato il 14 novembre 2020).
54. ↑  Questa frase è stata citata in un intervento molto criticato di Joseph Ratzinger (cfr. "La crisi della fede nella scienza" in Svolta per l'Europa? Chiesa e modernità nell'Europa dei rivolgimenti, Roma, Edizioni Paoline, 1992, pp. 76-79). Ratzinger aggiunge da parte sua che: «Sarebbe assurdo costruire sulla base di queste affermazioni una frettolosa apologetica. La fede non cresce a partire dal risentimento e dal rifiuto della razionalità, ma dalla sua fondamentale affermazione e dalla sua inscrizione in una ragionevolezza più grande. Qui ho voluto ricordare un caso sintomatico che evidenzia fino a che punto il dubbio della modernità su se stessa abbia attinto oggi la scienza e la tecnica.»
55. ↑  Già chiaramente indicati nella Lettera a Madama Cristina di Lorena granduchessa di Toscana del 1610.
56. ↑  L'Accademia del Cimento, fra le più antiche associazioni scientifiche al mondo, fu la prima a riconoscere ufficialmente, in Europa, il metodo sperimentale galileano. Fu fondata a Firenze nel 1657 da alcuni allievi di Galileo, Evangelista Torricelli e Vincenzo Viviani.
57. ↑  «Si lasci alla storiografia stabilire, caso fosse mai possibile, se Galileo concepisse il moto inerziale unicamente come circolare [...] o se ammettesse anche la possibilità in natura della prosecuzione indefinita del moto rettilineo, anche perché in Galileo non si può sensatamente parlare di formulazione del principio d'inerzia come se fossimo nell'ambito della moderna fisica newtoniana, ma solo di alcune considerazioni preliminari al principio della relatività del moto.»  Portale Galileo, su portalegalileo.museogalileo.it. URL consultato il 25 agosto 2014 (archiviato il 19 agosto 2014).
58. ↑  Testi non compresi nella prima edizione dell'Edizione Nazionale curata da Antonio Favaro, ma in quella curata da William F. Edwards e Mario G. Helbing, con Introduzione, Note e Commenti di William A. Wallace, per Le opere di Galileo Galilei. Edizione Nazionale, Appendice al Volume III: Testi, Firenze, G.C. Giunti, 2017.

### Bibliografiche
1. 1 2 3  Abbagnano, Vol. III, Cap. VII, § 391.
2. ↑  Albert Einstein, Leopold Infeld, L'evoluzione della fisica. Sviluppo delle idee dai concetti iniziali alla relatività e ai quanti, Torino, Editore Boringhieri, 1965, p. 19.
3. 1 2  Kline,  Vol. I, Cap. XVI, § 3.
4. ↑  Kline,  Vol. I, Cap. XVI, § 1.
5. ↑  Kline,  Vol. I, Cap. XVI, § 3, p. 391.
6. ↑  Mario Gliozzi, "Storia del pensiero fisico", in: Luigi Berzolari (a cura di), Enciclopedia delle matematiche elementari e complementi, Vol. III, Parte II, Milano, Editore Ulrico Hoepli, 1972, Art. LX, Cap. III, § 15.
7. ↑  Paolo Straneo, Le teorie della fisica nel loro sviluppo storico, Brescia, Morcelliana, 1959, Cap. III, § 33, p. 105.
8. ↑  Giuliano Toraldo di Francia, L'indagine del mondo fisico, Torino, Giulio Einaudi editore, 1976, Cap. I.
9. ↑  George Gamow, Biografia della fisica, Biblioteca della EST, Milano, Arnoldo Mondadori Editore, 1963, Cap. II.
10. ↑  Max Born, La sintesi einsteiniana, Torino, Editore.
11. ↑   Dodge, John Vilas, (25 Sept. 1909–23 April 1991), Senior Editorial Consultant, Encyclopædia Britannica, since 1972; Chairman, Board of Editors, Encyclopædia Britannica Publishers, since 1977, in Who Was Who, Oxford University Press, 1º dicembre 2007. URL consultato il 30 maggio 2025.
12. 1 2  Natalino Sapegno, Compendio di storia della letteratura italiana, 3 voll., 8ª ristampa, Firenze, La Nuova Italia Editrice, 1983, Vol. II, Cap. VII, § 3.
13. ↑  Centro di Studi Filosofici di Gallarate (a cura di), Dizionario dei Filosofi, Firenze, G.C. Sansone Editore, 1976, pp. 415-418.
14. ↑  Ludovico Geymonat (a cura di), Storia del pensiero filosofico e scientifico, 9 voll., Milano, Aldo Garzanti Editore, 1970-72, Vol. II, Cap. XI, §§ V, VI.
15. ↑  Ludovico Geymonat, Lineamenti di filosofia della scienza, Biblioteca della EST, Milano, Arnoldo Mondadori Editore, 1985, Cap. XI.
16. ↑  Federigo Enriques, Giorgio De Santillana, Compendio di storia del pensiero scientifico, dall'antichità fino ai tempi moderni, Bologna, Nicola Zanichelli Editore, 1973 (ristampa anastatica dell'edizione 1936), Parte II, Cap. XXX, pp. 363-368.
17. ↑  Kline, Vol. I, Cap. XVI, § 3, pp. 389-90.
18. ↑  Renato Pettoello, Leggere Kant, Brescia, Editrice La Scuola, 2014, Cap. III, § 6.
19. ↑  David Lerner (a cura di), Qualità e quantità e altre categorie della scienza, Torino, Editore Boringhieri, 1977.
20. ↑  Arturo Uccelli (a cura di), Enciclopedia storica delle scienze e delle loro applicazioni, 3 voll., Editore Ulrico Hoepli, Milano, 1941-43, Vol. I, p. 107.
21. ↑  "Nel suo viaggio del 1611 a Roma, invitato da Clavio, ebbe modo di leggere il Nuncius agli astronomi gesuiti del Collegio Romano, che gli garantirono tutto il loro appoggio; mostrò le sue scoperte al più celebre teologo dell'epoca, il cardinale Roberto Bellarmino (1542-1621); venne cooptato nell'Accademia dei Lincei, la prima accademia scientifica al mondo, fondata da poco dal principe Federico Cesi (1585-1630); e fu perfino ricevuto con tutti gli onori da Papa Paolo V". Musso, P. (2021). Le grandi svolte del pensiero scientifico: Origini, storia e significato della grande rivoluzione scientifica rinascimentale - Vol. 1. Italia: Edizioni Studium S.r.l.]
22. ↑  "Galileo fu accolto dal papa Paolo V e dai suoi cardinali e, dopo aver argomentato le sue teorie, ottenne l'appoggio dei gesuiti che ne proposero l'iscrizione all'Accademia dei Lincei". Dalessandro, R. (2017). Galileo Galilei: Biografie Storiche. Italia: Good Mood.
23. ↑  Pietro Redondi, Galileo eretico, Roma-Bari, Editori Laterza, 2009.
24. ↑  Sentenza di condanna di Galileo.
25. 1 2   Giovanni Paolo II. Vaticano, discorsi, Discorso ai partecipanti alla sessione plenaria della Pontificia Accademia delle scienze, su w2.vatican.va, 31 ottobre 1992. URL consultato il 14 maggio 2013 (archiviato il 26 febbraio 2015).
26. ↑  Tullio Regge, Cronache dell'universo. Fisica moderna e cosmologia, Torino, Editore Boringhieri, 1981, pp. 147-149.
27. ↑   La dimora natale di Galileo: l’enigma delle tre case, su unipi.it. URL consultato il 7 gennaio 2019 (archiviato il 7 gennaio 2019).
28. ↑  William Shea, La Rivoluzione scientifica–I protagonisti: Galileo Galilei, in: Storia della Scienza Treccani (2012), Cap. XVIII.
29. ↑  Aliotta e Carbonara, p. 36.
30. ↑  Alberto Righini, Galileo. Tra scienza, fede e politica, Bologna, Editrice Compositori, 2008, p. 16.
31. ↑  Lettera da Pisa di Muzio Tedaldi a Vincenzo Galilei, 16 luglio 1578: «mi è grato di saper che haviate rihavuto Galileo, et che siate di animo di mandarlo qua a studio». (Ed. Naz., Vol. I, p. 17).
32. ↑  Kline,  Vol. I, Cap. XI, § 6, p. 269.
33. ↑  Enrico Bellone, Caos e armonia. Storia della fisica moderna e contemporanea, Torino, UTET Libreria, 1990, Parte I, Cap. I, § 2.
34. ↑  Kline,  Vol. I, Cap. XI, § 6, Cap. XVI, § 3.
35. ↑  Ilya Prigogine, Isabelle Stengers, La nuova alleanza. Metamorfosi della scienza, Torino, Giulio Einaudi editore, 1993, Cap. I, § 3, p. 40.
36. ↑  Andrea Pinotti, "Introduzione al Dialogo sopra i due massimi sistemi del mondo, tolemaico e copernicano" (§ 2, p. 15.), in: G. Galilei, Dialogo sopra i due massimi sistemi del mondo, 2 voll., Milano, Fabbri Editori, 1996, Vol. I, pp. 11-29.
37. ↑  Ludovico Geymonat (a cura di), Storia del pensiero filosofico e scientifico, 9 voll., Milano, Aldo Garzanti Editore, 1970-72, Vol. II, Cap. XI, § 1, p. 152.
38. ↑  Paschini, 1965, p. 70.
39. 1 2  Banfi, 1949, p. 59.
40. ↑  Lettera di Giovanni Uguccioni al Granduca di Toscana (Ed. Naz., Vol. X, Lettera N. 40, p. 40).
41. ↑  Lettera a Fortunio Liceti, 23 giugno 1640. (Ed. Naz., Vol. XVIII, Lettera N. 4025, pp. 164-165).
42. ↑   Galileo Galilei, 1564-1642 - National Maritime Museum, su collections.rmg.co.uk. URL consultato l'8 gennaio 2018 (archiviato il 21 giugno 2017).
43. ↑  Discorso intorno alla Nuova Stella, In Padova, appresso Pietro Paolo Tozzi, 1605.
44. ↑  Consideratione astronomica circa la Nova & portentosa Stella che nell'anno MDCIIII adì X ottobre apparse. Con un breve giudicio delli suoi significati, In Padova, nella stamparia di Lorenzo Pasquati, 1605.
45. ↑  Antonio Favaro, "Galileo Galilei e il «Dialogo de Cecco di Ronchitti da Bruzene in perpuosito de la Stella Nuova». Studi e ricerche", Atti del Reale Istituto Veneto di scienze, lettere e arti, Serie V, VII (1880/1881) pp. 195-276.
46. ↑  Enciclopedia Treccani alla voce "Ronchitti, Cecco di".
47. ↑  Difesa di Galileo Galilei nobile fiorentino, lettore delle matematiche nello studio di Padova, contro alle calunnie & imposture di Baldessar Capra milanese, usategli sì nella «Considerazione astronomica sopra la Nuova Stella del MDCIIII» come (& assai più) nel pubblicare nuovamente come sua invenzione la fabrica & gli usi del compasso geometrico & militare sotto il titolo di «Usus & fabrica circini cuiusdam proportionis & c.» (In: Venetia, presso Tomaso Baglioni, 1607).
48. ↑  Antonio Favaro, "Galileo astrologo secondo documenti editi e inediti. Studi e ricerche", Mente e cuore, VIII (Trieste, 1881) pp. 1-10.
49. ↑  Giuseppe Antonino Poppi, La Repubblica, 25 giugno 1992.
50. ↑   Galileo as Practising Astrologer, su journals.sagepub.com. URL consultato il 30 agosto 2020 (archiviato il 22 aprile 2021).
51. ↑  Heilbron, 2013, p. 109.
52. ↑  Heilbron, 2013, p. 110.
53. ↑   Dava Sobel (intervista di Roberto Festa), Alla conquista dei segni del cielo, Diario di Repubblica, Roma, Gruppo Editoriale L'espresso S.p.A., dicembre 2007,  pp. 44-45.
54. ↑   Vasco Ronchi, Italia – Conclusione del quarto centenario della nascita di Galilei, in La settimana Incom  del 25 settembre 1964, Archivio Storico Luce. URL consultato il 28 giugno 2025.
55. ↑  Cesare Lucarini, La porta magica di Roma: Le epigrafi svelate, Roma, Edizioni Nuova Cultura, 2017, p. 95.
56. ↑  Geymonat, 1957, p. 37.
57. 1 2   Giovanni Reale, Dario Antiseri, Manuale di filosofia. Vol. 2, Editrice La Scuola, 2014.
58. ↑  Ed. Naz., Vol. I, N. 307, p. 273.
59. ↑  Lettera di Belisario Vinta a Galileo del 6 giugno 1610. (Ed. Naz., Vol. I, p. 287).
60. ↑  Lettera di Cosimo II a Galileo del 10 luglio 1610. (Ed. Naz., Vol. I, pp. 311-12).
61. ↑   Il cannocchiale e i manoscritti A Milano il tesoro di Galileo, su archiviostorico.corriere.it (archiviato dall'url originale il 16 luglio 2011).
62. ↑  Benedetto Castelli, Discorso sopra la calamita.
63. ↑  Geymonat, 1957, p. 63.
64. ↑   Pasquale Guaragnella, Galileo e Le lettere solari (PDF), su unisa.it. URL consultato il 22 aprile 2021 (archiviato il 1º agosto 2018).
65. ↑  Francesco Iovine, Galilei e la Nuova Scienza, Firenze, La Nuova Italia, 1987, p. 2.
66. ↑   Museo Galileo (PDF), su museogalileo.it. URL consultato il 26 novembre 2019 (archiviato il 24 settembre 2020).
67. ↑  Paolo Antonio Foscarini, Lettera sopra l'opinione de' Pittagorici, e del Copernico, della mobilità della Terra e stabilità del Sole, e del nuovo Pittagorico sistema del mondo, Napoli, Lazaro Scoriggio, 1615, p. 7.
68. ↑   William R. Shea, Copernico, Galileo, Cartesio. Aspetti della rivoluzione scientifica, Roma, Armando,  pp. 116-118.
69. ↑   William R. Shea, Copernico, Galileo, Cartesio. Aspetti della rivoluzione scientifica, Roma, Armando,  p. 125.
70. ↑  Guido Morpurgo-Tagliabue, "I processi di Galileo e l'epistemologia", Rivista di Storia della Filosofia, Vol. II, Anno 1947.
71. ↑  G. Galilei, Il Saggiatore, VI, p. 232.
72. ↑  Per una rigorosa disamina storico-critica della dinamica relativa, si veda: Protogene Veronesi, Enzo Fuschini, Fondamenti di Meccanica Classica, II edizione ampliata, Bologna, CLEUB, 1991, Cap. IX.
73. ↑  Ed. Naz., pp. 547-548.
74. ↑   Enrico Bellone, Galileo, in Le Scienze (a cura di), I grandi della scienza, anno I, n. 1, Milano, 1998,  p. 87.
75. ↑  Ed. Naz., Vol. XIX, pp. 336-342.
76. ↑  Lettera di Galilei a Geri Bocchineri, 16 aprile 1633.
77. ↑   Vittorio Frajese, La condanna abusiva di Galileo in base a un verbale infedele, in Corriere della Sera, 9 aprile 2021.
78. ↑  Ed. Naz., Vol. XIX, p. 402.
79. ↑  G. Galilei, Dialogo sopra i due massimi sistemi, VI, p. 545.
80. ↑  Alexandre Koyré, Etudes galiléennes, Paris, Éditions Hermann, 1939, p. 203.
81. ↑  Franco Tornaghi, Gabriele Mangiarotti, Galileo Galilei. Mito e realtà. Itinerario antologico, Milano, CESED, 1998, p. 56.
82. ↑  Ed. Naz., Vol. XIX, p. 393.
83. ↑  Eugenio Albèri, Commercio epistolare di Galileo Galilei, Firenze, Società Editrice Fiorentina, 1859, Volume 2, p. 313.
84. ↑  Lettera del 13 agosto 1636, in Le opere di Galileo Galilei, a cura di Eugenio Albèri, Firenze, Società Editrice Fiorentina, 1852, Volume 7, p. 139.
85. ↑  Lettera del 28 luglio 1630, in Le opere di Galileo Galilei, a cura di Eugenio Albèri, Firenze, Società Editrice Fiorentina, 1852, Volume 9, p. 197.
86. ↑  Arcetri, 6 aprile 1641, in Le opere di Galileo Galilei, a cura di Eugenio Albèri, Firenze, Società Editrice Fiorentina, 1852, Volume 9, p. 364.
87. ↑  Gianbattista Venturi, Memorie e lettere di Galileo Galilei, Modena, 1821.
88. ↑  Geymonat, 1957, p. 255.
89. ↑  Klaus Lankheit, Florentinische Barockplastik. Die Kunst am Hofe der letzen Medici 1670-1743, München, 1962, p. 226; vedasi anche Mario Scotti, "Foscolo, Ugo", Dizionario biografico degli italiani, Volume 49, Anno 1997.
90. ↑  La riabilitazione di Galileo.
91. 1 2   Giovanni Maria Caglieris, Copernico, la sorte del De Revolutionibus dopo la condanna della Chiesa e il ruolo di Galileo, su web.infinito.it. URL consultato il 12 agosto 2014 (archiviato il 22 aprile 2021).
92. ↑   Galileo, Come interpretare le Scritture, su filosofico.net. URL consultato il 18 maggio 2013 (archiviato il 28 settembre 2013).
93. ↑  G. Galilei, Op. cit.
94. ↑  Koestler, 1982, p. 431.
95. ↑  Battistini, 2011,  p. 75.
96. ↑  G. Galilei, Lettere, Torino, Giulio Einaudi editore, 1978, pp. 128-135.
97. ↑   Edoardo Aldo Cerrato, «Come si vadia al cielo, e non come vadia il cielo» (PDF), su oratoriosanfilippo.org. URL consultato il 27 giugno 2019 (archiviato il 31 gennaio 2020).
98. ↑  Galileo Galilei, Il Saggiatore, Cap. VI.
99. ↑  (EN) Galileo Galilei, su plato.stanford.edu. URL consultato il 15 gennaio 2018 (archiviato il 16 ottobre 2012).
100. ↑  Koestler, 1982, pp. 425-429.
101. ↑  Koestler, 1982, pp. 429-431.
102. ↑   Arthur Koestler, I sonnambuli. Storia delle concezioni dell'universo, Milano, Jaca Book, 1982,  pp. 192-193.
103. ↑   Eduard Jan Dijksterhuis, Il meccanicismo e l'immagine del mondo (dai presocratici a Newton), Giangiacomo Feltrinelli, 1971,  p. 391.
104. ↑  A. Koestler, op. cit., p. 471.
105. ↑   Quella citazione di Feyerabend - l'epistemologo che smitizzò Galileo, in Corriere della Sera. URL consultato il 22 novembre 2019 (archiviato il 20 settembre 2020).
106. ↑   Paul Feyerabend, Corriere della Sera, pp. 56-57, (25 gennaio 2008), su archiviostorico.corriere.it. URL consultato il 22 aprile 2021 (archiviato il 22 aprile 2021).
107. ↑   tr. it a cura di M. Marchetto, Bompiani, Milano 2008, pp. 853-893. (fonte autorizzata: Disf.org), su disf.org. URL consultato il 3 novembre 2019 (archiviato il 3 novembre 2019).
108. ↑   Orazio La Rocca, Il Vaticano cancella la condanna di Galileo, in La Repubblica, 30 ottobre 1992. URL consultato il 18 luglio 2019 (archiviato il 18 aprile 2019).
109. ↑   Il Vaticano cancella la condanna di Galileo, su ricerca.repubblica.it. URL consultato il 22 novembre 2019 (archiviato il 18 aprile 2019).
110. ↑  Alexandre Koyré, Introduzione alla lettura di Platone, Firenze, Vallecchi Editore, 1973; Paolo Marazzini Elisa M. Guzzi, Francesca Bonicalzi, Che cos'è la fisica, Milano, Editoriale Jaca Book, 1976, p. 372.
111. ↑  (EN) Matthew W. Parker, Philosophical Method and Galileo's Paradox of Infinity, preprint, 2008. URL consultato il 22 maggio 2013 (archiviato il 2 giugno 2013).
112. ↑  (EN) Albert Van Helden, Galileo, su britannica.com. URL consultato il 16 novembre 2017 (archiviato il 17 novembre 2017).
113. ↑  Galileo Galilei, Lettere al Welser, terza lettera (V. 186-239).
114. ↑  G. Galilei, Op. cit., Vol. V. p. 187.
115. ↑  G. Galilei, Op. cit., V. 187-188.
116. ↑  G. Galilei, Op. cit. Vol. V, p. 190.
117. ↑  G. Galilei, Dialogo sopra i due massimi sistemi del mondo, Pordenone, Studio tesi, 1988, II giornata, p. 138.
118. ↑  G. Galilei, I due massimi sistemi del mondo, in: G. Galilei, La prosa, Firenze, G.C. Sansoni, 1978, pp. 361-62.
119. ↑  A. Koyré, cit., Firenze, Vallecchi, 1973, Cap. II e Conclusione, p. 156 e sgg.
120. ↑  (EN) Ernst Mach,  On Thought Experiments (PDF) (archiviato dall'url originale il 5 marzo 2016).
121. ↑  (EN) E. Brendel, Intuition Pumps and the Proper Use of Thought Experiments (PDF), in Dialectica, vol. 58, 2004,  pp. 89-108 (archiviato dall'url originale il 5 marzo 2016).
122. ↑  (EN) Barry Gower, Scientific Method. URL consultato il 17 luglio 2019 (archiviato il 20 ottobre 2020).
123. ↑  Rodolfo Mondolfo, "Il pensiero di Galileo e i suoi rapporti con l'antichità e con il Rinascimento", in: R. Mondolfo, Figure e idee della filosofia del Rinascimento, Firenze, La Nuova Italia, 1963-1970, p. 118 e sgg.
124. ↑  Luca Serianni, Giuseppe Antonelli, Manuale di linguistica italiana. Storia, attualità, grammatica, Milano, B. Mondadori, 2011, pp. 120-121.
125. 1 2  Serianni e Antonelli, cit., p. 121.
126. ↑  G. Galilei, Dialogo dei massimi sistemi, in: Opere di Galileo Galilei, Firenze, G. Barbèra, 1890-1909, Vol. VII, pp. 393-397.
127. ↑  Rossi, 2000, p. 173.
128. ↑  Francesco Bertola, "Galileo e il suo tempo nella scienza astronomica", in: Enciclopedia Treccani, Anno 2009; vedasi pure Francesco Bertola, Francesco Danesin, Da Galileo alle stelle, Biblos, Cittadella (PD), 1992.
129. ↑  Ernest A. Moody, "Galileo e Avempace: la dinamica dell'esperimento della torre pendente", in: Philip P. Wiener, Aaron Noland (a cura di), Le radici del pensiero scientifico, Milano, G. Feltrinelli editore, 1971-77, p. 182 e sgg.
130. ↑  A. Koyré, "Galileo e Platone", in: A. Koyré, cit., Firenze, Vallecchi, 1973.
131. ↑   Stillman Drake, Galileo, Milano, Dall'Oglio, 1981,  pp. 30-33. Nuova edizione:  Stillman Drake, Galileo, Bologna, Il Mulino, 1998, ISBN 8815063110.
132. ↑  Eugenio Garin, Storia della filosofia italiana, 2 voll., Torino, Giulio Einaudi editore, 1966, Vol. II, pp. 122-23.
133. 1 2 3 4   Guido Morpurgo-Tagliabue, Galileo: quale eresia? (a proposito del libro di P. Redondi, "Galileo eretico"), su jstor.org, 1984. URL consultato l'11 agosto 2023.
134. ↑   Amir Alexander, Infinitamente piccoli. La teoria matematica alla base del mondo moderno, Codice, 2015, ISBN 978-8875785444.
135. ↑   Pietro Redondi, Galileo eretico, Einaudi, 1983, ISBN 978-8806056322.
136. ↑   Pietro Redondi, Galileo eretico, 2ª ed., Einaudi, 2004, ISBN 9788806167288.
137. ↑  Wilhelm Dilthey, L'analisi dell'uomo e l'intuizione della natura. Dal Rinascimento al secolo XVIII, prefazione e traduzione italiana di Giovanni Sanna, 2 voll., Firenze, La Nuova Italia, 1927-1974, Vol. II, p. 16.
138. ↑  (EN) Mechanics, su fromdeathtolife.org (archiviato dall'url originale il 14 marzo 2016).
139. 1 2  (EN) Alexandre Koyré, Galileo and Plato, in Journal of the History of Ideas, IV (4), 1943,  pp. 400-428. URL consultato il 1º maggio 2019 (archiviato il 2 febbraio 2020).
140. ↑  (EN)  Kyle Forinash, William Rumsey, Chris Lang,  Galileo's Mathematical Language of Nature (PDF) (archiviato dall'url originale il 27 settembre 2013).
141. ↑  Jay Orear, Fisica Generale, Bologna, Nicola Zanichelli Editore, 1970, Cap. 2, §§ 2.2-2.5.
142. 1 2  (EN) Stillman Drake, Galileo and the Law of Inertia, in American Journal of Physics, vol. 32, 1964,  p. 601, DOI:10.1119/1.1970872, ISSN 0002-9505 (WC · ACNP). URL consultato il 27 giugno 2019 (archiviato il 27 giugno 2019).
143. ↑  Paolo Rossi, Storia della Scienza Moderna e Contemporanea, 5 voll., Torino, UTET, 1988, Vol. I, pp. 216, 429.
144. ↑  Rinaldo Pitoni, Storia della Fisica, Torino, S.T.E.N. (Società Tipografico-Editrice Nazionale), 1913, Cap. V, § 81.
145. ↑  (EN) The Speed of Light, su galileoandeinstein.physics.virginia.edu. URL consultato il 13 maggio 2013 (archiviato il 17 agosto 2015).
146. ↑   La misura della velocità della luce (PDF), su online.scuola.zanichelli.it. URL consultato il 5 settembre 2015 (archiviato il 19 novembre 2014).
147. ↑  (EN) Stillman Drake, Noel M. Swerdlow, Trevor H. Levere, Essays on Galileo and the History and Philosophy of Science, 2 voll., Toronto (CA), University of Toronto Press, Inc., 1999, Vol. I,  p. 432. URL consultato il 18 luglio 2019 (archiviato il 22 aprile 2021).
148. ↑  (EN) Trevor H. Levere, William R. Shea, Nature, Experiment and the Sciences. Essays on Galileo and the History of Science in Honour of Stillman Drake, Berlin & Heidelberg, Springer-Verlag, 1990,  p. 67. URL consultato il 18 luglio 2019 (archiviato il 22 aprile 2021).
149. ↑   Giovilabio, su catalogo.museogalileo.it. URL consultato il 17 maggio 2013 (archiviato il 28 settembre 2013).
150. ↑   Termometro, su catalogo.museogalileo.it. URL consultato il 17 maggio 2013 (archiviato il 13 giugno 2013).
151. 1 2  (EN) Pendulum Clock, su galileo.rice.edu. URL consultato il 16 maggio 2013 (archiviato il 3 luglio 2013).
152. ↑  Rinaldo Pitoni, cit., Cap. V, § 72.
153. ↑  (EN) Galileo and the pendulum clock, su cs.rhul.ac.uk. URL consultato il 16 maggio 2013 (archiviato dall'url originale il 29 settembre 2013).
154. ↑  La prima edizione è stata pubblicata da Giovanni Battista Hodierna nella sua opera  Archimede redivivo con la stadera del momento (archiviato dall'url originale il 20 ottobre 2020)., Palermo 1644.  Galileo's Balance, su math.nyu.edu. URL consultato il 16 maggio 2013 (archiviato il 21 maggio 2013).
155. ↑  (EN) Testo italiano e traduzione inglese in:  Hydrostatic Balance, su galileo.rice.edu. URL consultato il 16 maggio 2013 (archiviato il 5 settembre 2007).
156. ↑   Roberto Renzetti, Il giovane Galileo, su fisicamente.net. URL consultato il 16 maggio 2013 (archiviato il 14 maggio 2013).
157. ↑   Le operazioni del compasso, su portalegalileo.museogalileo.it. URL consultato il 22 maggio 2013 (archiviato il 28 settembre 2013).
158. ↑   Galileo, secondo Calvino, su scienzainrete.it, 15 aprile 2009. URL consultato il 28 febbraio 2016 (archiviato il 6 marzo 2016).
159. ↑   G. Galilei, Dialogo sopra i due massimi sistemi del mondo, Firenze, G.C. Sansoni, 2008.
160. ↑   Accademia delle Arti del Disegno, su brunelleschi.imss.fi.it, 26 febbraio 2008. URL consultato il 22 novembre 2019 (archiviato il 15 novembre 2017).
161. ↑  Chrysa Damianaki, Galileo e le arti figurative, Roma, Vecchiarelli Editore, 2000.
162. ↑   Galileo: 'Sopra alcuni problemi attenenti alla musica', su vivoscuola.it. URL consultato il 22 novembre 2019 (archiviato dall'url originale il 16 settembre 2016).
163. ↑  (EN) Early Studies in Sound, su library.thinkquest.org. URL consultato il 22 novembre 2019 (archiviato dall'url originale il 27 settembre 2013).
164. ↑  (EN) Andrea Frova, Mariapiera Marenzana, Thus spoke Galileo. The great scientist's ideas and their relevance to the present day, Oxford (UK), Oxford University Press, 2006,  pp. 133-137, ISBN 978-0-19-856625-0. URL consultato il 14 maggio 2013 (archiviato il 9 giugno 2013).
165. ↑   Marcello Cesa-Bianchi, Carlo A. Cristini, Giovanni Cesa-Bianchi, Alessandro Porro, L'ultima creatività. Luci nella vecchiaia, Milano, Springer-Verlag Italia, 2011,  p. 169, ISBN 978-88-470-1800-6.
166. ↑  (EN) Galileo Regio (archiviato dall'url originale il 13 ottobre 2017).
167. ↑   Angelo Bassani, Cesare Pecile e la storia della scienza a Padova (PDF), in Rendiconti dell'Accademia Nazionale delle Scienze, detta dei XL. Memorie di Scienze Fisiche e Naturali, vol. 35, 2011,  pp. 59-72, § 6 (archiviato dall'url originale il 5 luglio 2019).
168. ↑   Galileo Day, su galileoday.org. URL consultato l'11 febbraio 2020 (archiviato il 27 febbraio 2020).
169. ↑  Ippolito Nievo, Drammi giovanili. Emanuele e Gli ultimi anni di Galileo Galilei, a cura di Maurizio Bertolotti, Venezia, Marsilio Editori, 2006.
170. ↑   ITIS Galileo su JoleFilm, su jolefilm.com. URL consultato il 25 settembre 2019 (archiviato il 25 settembre 2019).
171. ↑   La medaglia Galilei ai fisici del micro e macrocosmo - Fisica e Matematica - Ansa.it, su Agenzia ANSA, 16 febbraio 2025. URL consultato il 16 febbraio 2025.